# Chaîne des Cascades
Vous lisez un « article de qualité » labellisé en 2010.
Pour les articles homonymes, voir Cascades.
Ne doit pas être confondu avec Arc volcanique des Cascades.
La chaîne des Cascades (Cascade Range ou Cascade Mountains en anglais) est une chaîne de montagnes s'étendant face à la côte ouest de l'Amérique du Nord, entre les États de Californie, de l'Oregon et de Washington aux États-Unis et la province de Colombie-Britannique au Canada. Elle comprend une partie de l'arc volcanique des Cascades dont les volcans mont Rainier, qui constitue le point culminant de la chaîne du haut de ses 4 392 mètres d'altitude et domine la métropole de Seattle, et mont Saint Helens qui a subi une éruption catastrophique en 1980. Cet arc volcanique, toujours actif, commence sa formation il y a 36 millions d'années à la suite de la subduction de la plaque Juan de Fuca sous la plaque nord-américaine. Les risques liés au volcanisme demeurent importants.
Le fleuve Columbia constitue la principale discontinuité topographique de la chaîne, en la traversant d'est en ouest, et son bassin couvre une grande partie de ses pentes. Le relief orienté du nord au sud oppose un obstacle aux influences océaniques douces et humides venues de l'océan Pacifique. Avec l'altitude, les importantes précipitations se traduisent par des quantités de neige considérables, à l'instar du mont Baker, qui alimentent le plus grand système glaciaire des États-Unis hors Alaska. Sur le versant oriental de la chaîne, les précipitations sont beaucoup moins importantes et le climat est continental avec de plus grands écarts de températures journaliers et saisonniers. Cette différence se ressent sur la végétation composée principalement de conifères : si le Pin d'Oregon et la Pruche de l'Ouest dominent à l'ouest des crêtes, le Pin ponderosa, le Pin tordu et le Mélèze de l'Ouest sont mieux adaptés aux terrains secs à l'est. La partie septentrionale de la chaîne, les North Cascades, plus froide et au relief plus alpin modelé par de nombreux glaciers, abrite la Pruche subalpine, le Sapin blanc et le Sapin subalpin. La faune est très variée mais parfois menacée. Pour protéger cette diversité biologique et les richesses naturelles, l'essentiel de la chaîne a été protégé, en particulier au sein de quatre parcs nationaux.
La chaîne est peuplée depuis au moins 11 000 ans et les Amérindiens ont développé de nombreux mythes et légendes sur les volcans. Les Européens la découvrent vers la fin du XVIIIe siècle. Son nom trouve son origine avec l'expédition Lewis et Clark, en 1806, d'après des rapides dont le site est désormais immergé dans la gorge du Columbia. Très vite, les explorations se succèdent et le commerce opposant la Compagnie du Nord-Ouest et la Compagnie de la Baie d'Hudson s'intensifie. Il est d'abord basé sur la traite des fourrures puis est remplacé par celui du bois. Si des aménagements sont effectués pour traverser la chaîne, les montagnes restent largement dépeuplées. Avec le développement de l'alpinisme au milieu du XIXe siècle puis du ski à l'aube du XXe siècle, des expéditions sont organisées pour gravir les plus hauts sommets. Au XXIe siècle encore, le caractère sauvage de la chaîne des Cascades lui confère un attrait touristique important.

## Toponymie

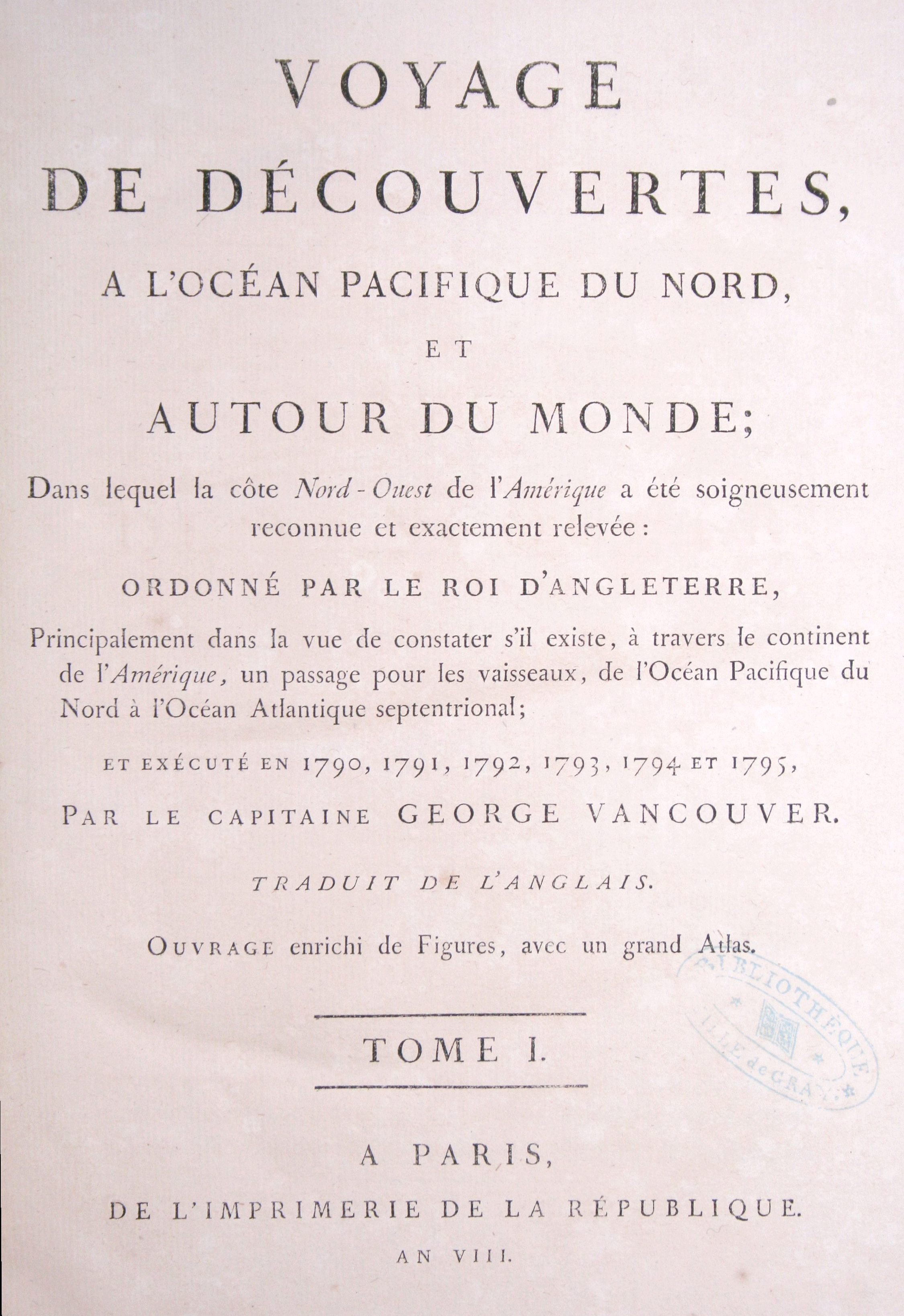
Page de titre du Voyage de découvertes à l'océan Pacifique du Nord et autour du monde de George Vancouver (exemplaire de la bibliothèque patrimoniale de Gray).

Une première série de sommets est nommée en anglais dès l'été 1792 par le navigateur britannique George Vancouver à son entrée dans le Puget Sound. Ainsi, le mont Baker honore son troisième lieutenant, le mont Saint Helens le diplomate Alleyne Fitzherbert 1er baron St Helens, le mont Hood l'amiral de la Royal Navy Samuel Hood et le point culminant, le mont Rainier, l'amiral Peter Rainier. Pourtant, l'expédition Vancouver repart sans nommer la chaîne à laquelle ces sommets appartiennent.

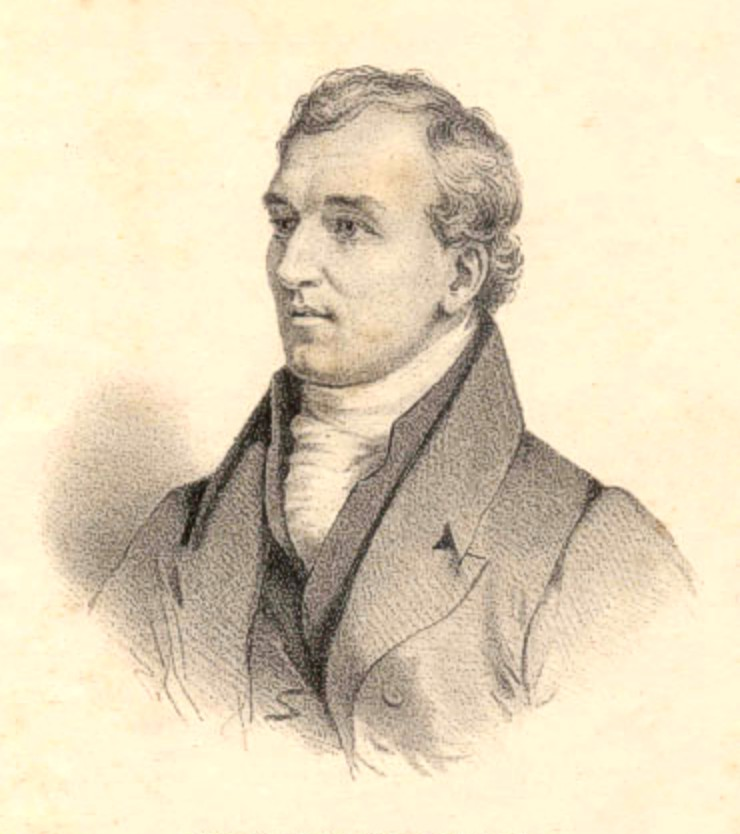
Portrait de David Douglas qui nomme de facto la chaîne des Cascades pour la première fois.

En 1806, le dernier obstacle rencontré sur la voie vers l'océan Pacifique par l'expédition Lewis et Clark, les colons et les marchands qui la suivaient est constitué par les rapides des Cascades, dont l'emplacement est désormais immergé sous la retenue du barrage de Bonneville, dans la gorge du Columbia. C'est pourquoi les grands sommets enneigés environnants sont longtemps désignés par le qualificatif de « montagnes au-delà des cascades » puis simplement The Cascades. Ce n'est qu'avec le botaniste écossais David Douglas que les noms Cascade Range et Cascade Mountains apparaissent pour la première fois, dans son journal de voyages (1823-1827),. Sur leur voyage de retour, les membres de l'expédition de Lewis et Clark observent au loin un haut sommet enneigé qu'ils baptisent d'après leur mécène, le président Thomas Jefferson.
Dans les années 1830, Hall J. Kelley propose de renommer la chaîne Presidents’ Range,, ou Presidential Range selon les sources,, et d'attribuer à chaque volcan un nom de président des États-Unis. L'idée est rejetée, à l'exception du mont Adams, nom qui était destiné au mont Hood afin d'honorer John Adams et qui échoit par erreur à un volcan encore anonyme.

## Géographie

### Situation
La chaîne des Cascades est un massif montagneux qui s'étend le long de la côte Ouest de l'Amérique du Nord, à une distance moyenne de 200 kilomètres de l'océan Pacifique, du Sud de la province de Colombie-Britannique au Canada jusqu'au Nord de la Californie aux États-Unis en passant par les États de Washington et de l'Oregon. Elle est limitée au nord par la rivière Thompson avant sa confluence avec le fleuve Fraser et au sud par le lac Almanor. Elle fait partie des chaînes côtières du Pacifique et se prolonge au nord par la chaîne Côtière et au sud par la Sierra Nevada. Au-delà du plateau du Columbia, à l'est, selon un même axe nord/sud s'élèvent les montagnes Rocheuses. Sa seule bordure maritime se situe au niveau du Puget Sound au nord-ouest de l'État de Washington.

Vue panoramique à quelques dizaines de mètres du sommet du pic Goat.

### Topographie

#### Géomorphologie
Le relief de la chaîne des Cascades scinde la région en deux zones géographiques distinctes : à l'est, l'Eastern Washington où s'étendent de hauts plateaux arides formés il y a 16 millions d'années par de gigantesques coulées de laves où le fleuve Columbia et ses principaux affluents, les rivières Snake, Yakima et Okanagan, ont sculpté d'impressionnants canyons ; à l'ouest, la chaîne domine la plaine dépressionnaire du Puget Sound et les chaînes côtières de l'Oregon et des montagnes Olympiques.

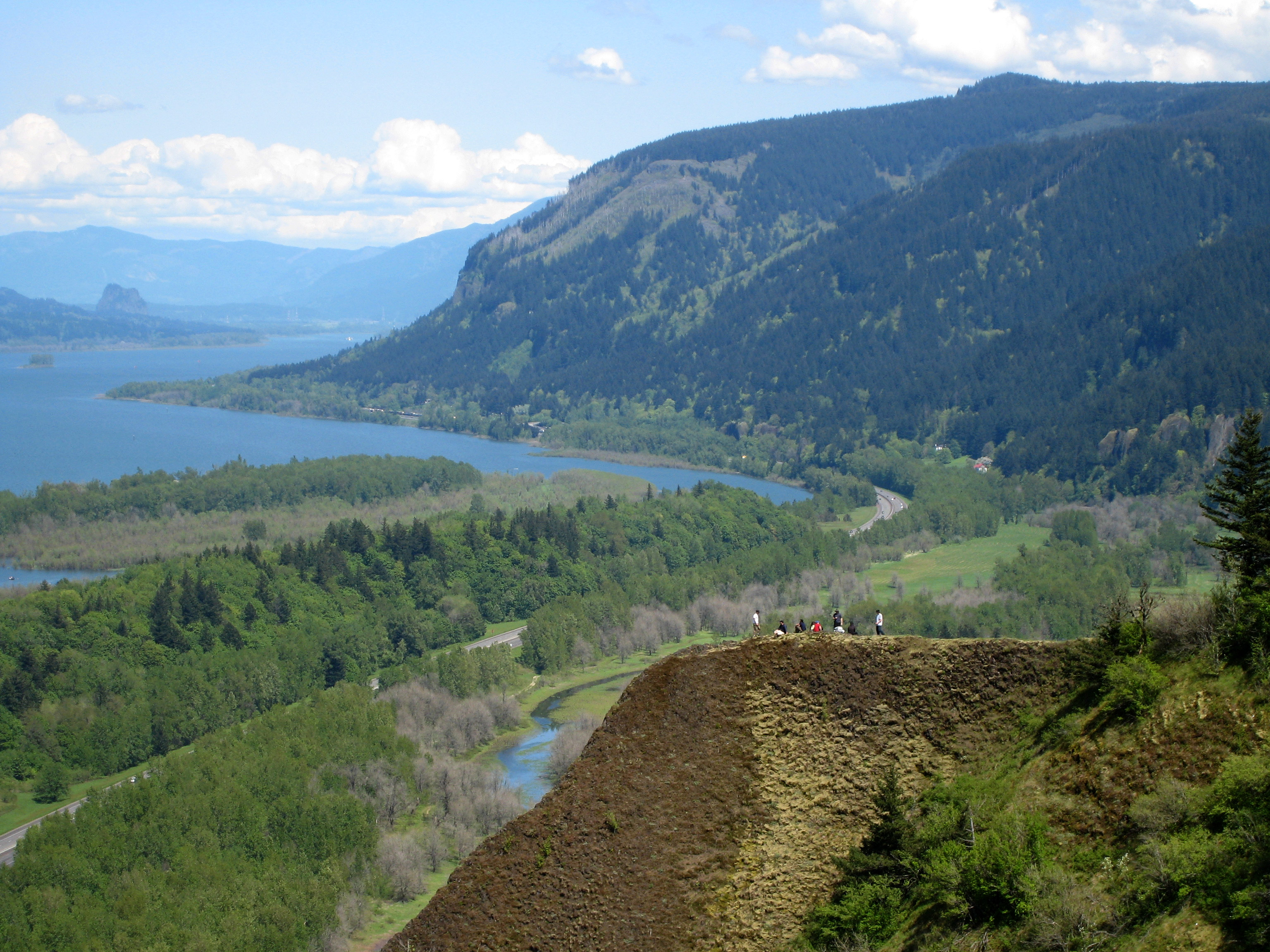
Vue sur la gorge du Columbia en direction de l'est.

La gorge du Columbia est la principale discontinuité topographique dans la chaîne des Cascades. À l'époque du soulèvement commencé sept millions d'années avant notre ère, au Pliocène, le fleuve Columbia draine le plateau de basse altitude du même nom. Alors que la chaîne s'élève, le fleuve parvient à suivre son cours et entaille de profondes gorges.

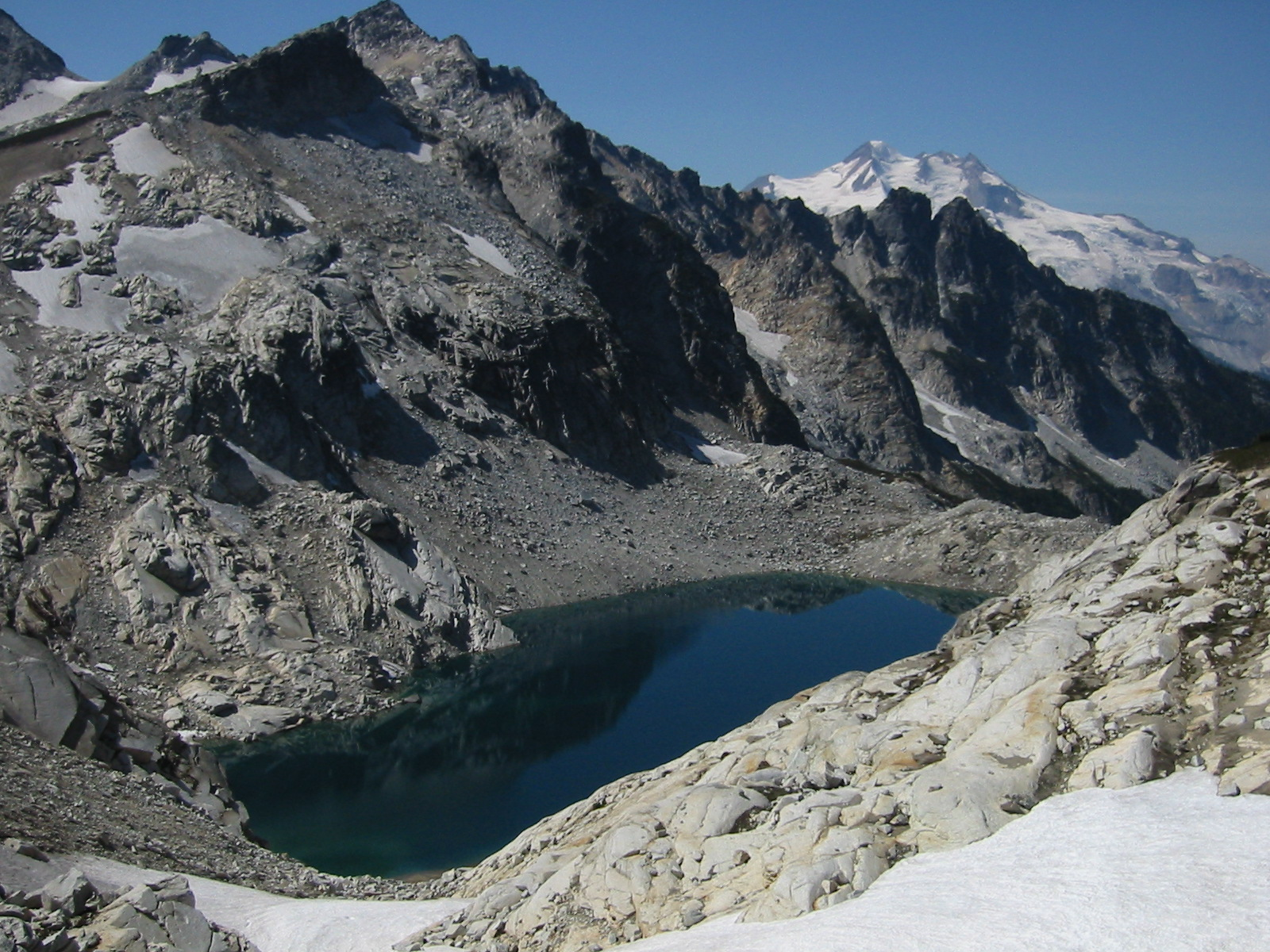
Vue sur le lac glaciaire de Triad Lake dans les North Cascades avec, à l'arrière-plan à droite, le pic Glacier.

Les plus hauts volcans de la chaîne, dominés par le mont Rainier à 4 392 mètres d'altitude, sont appelés High Cascades (littéralement « hautes Cascades »). Il n'est pas rare qu'ils s'élèvent deux fois plus haut que les reliefs montagneux qui les entourent et, de leur sommet, le panorama s'étend parfois sur 100 voire 150 kilomètres. Plus de 120 cônes volcaniques s'élèvent rien qu'au sud du fleuve Columbia. Si onze sommets dépassent l'altitude symbolique de 10 000 pieds (3 048 mètres), dont deux seulement franchissent 14 000 pieds ou 4 000 mètres, leur hauteur paraît impressionnante en comparaison de leurs nombreux homologues des montagnes Rocheuses parce que la plupart sont parfaitement visibles depuis la côte ou ses environs. En Oregon, les terrains les plus anciens, à l'ouest de la chaîne, sont appelés Western Cascades ; ils sont associés à un volcanisme plus ancien que les High Cascades.
La partie septentrionale, au nord du col de Snoqualmie, à cheval sur la frontière entre le Canada et les États-Unis, compose les North Cascades, officiellement appelées Canadians Cascades ou Cascade Mountains au nord de cette ligne. Les volcans y sont plus rares et les pics pyramidaux plus imposants, si bien que le relief y est parfois comparé à celui des Alpes. Elles sont considérablement moins accessibles et plus sauvages, avec des vallées plus encaissées que dans les High Cascades, des arêtes acérées, des cirques et des lacs glaciaires, ainsi que de nombreuses moraines,.

#### Subdivisions
La chaîne des Cascades est découpée en groupes et en massifs :

Carte des subdivisions de la chaîne des Cascades.

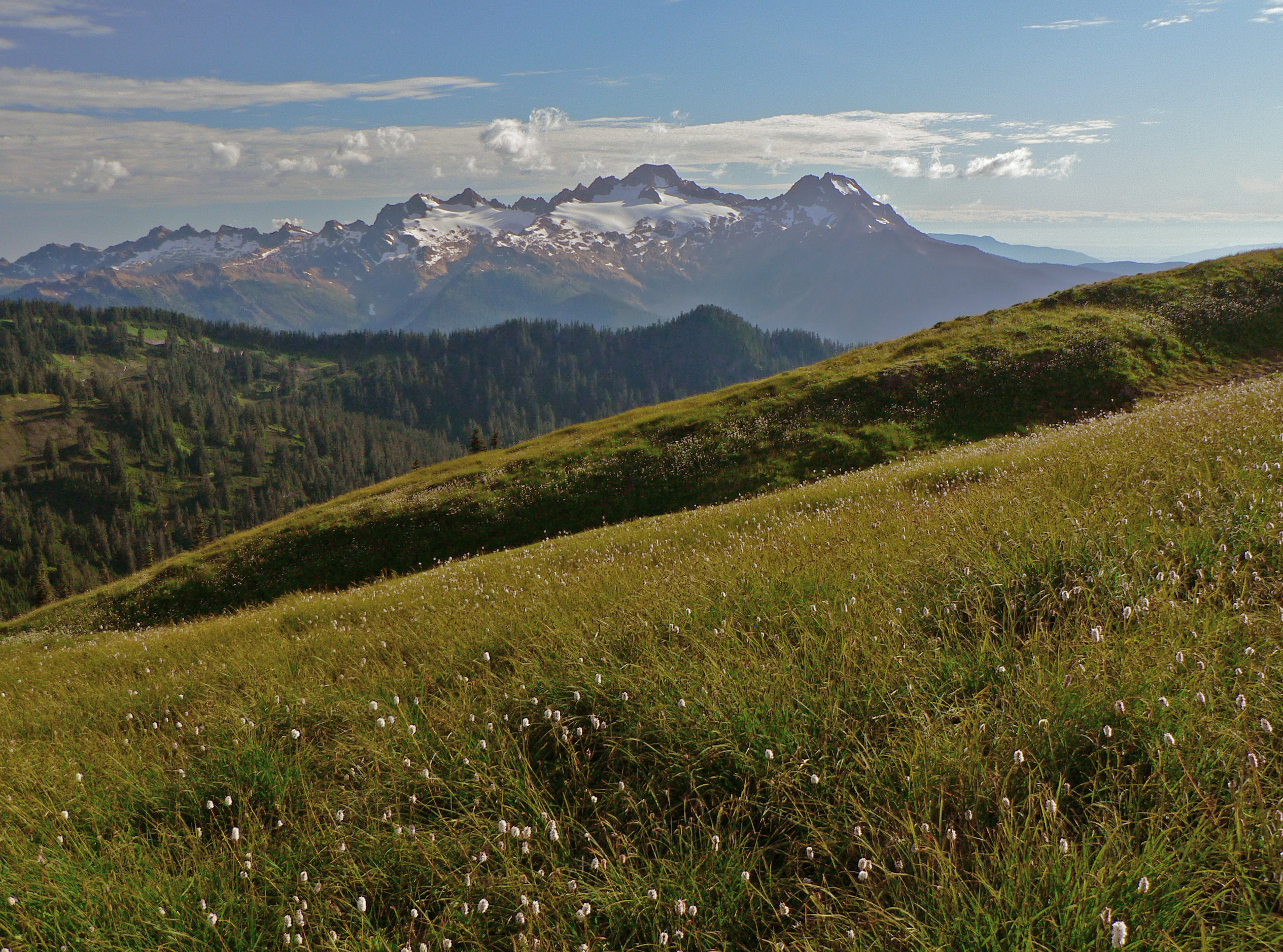
Vue sur les Twin Sisters dans les North Cascades.

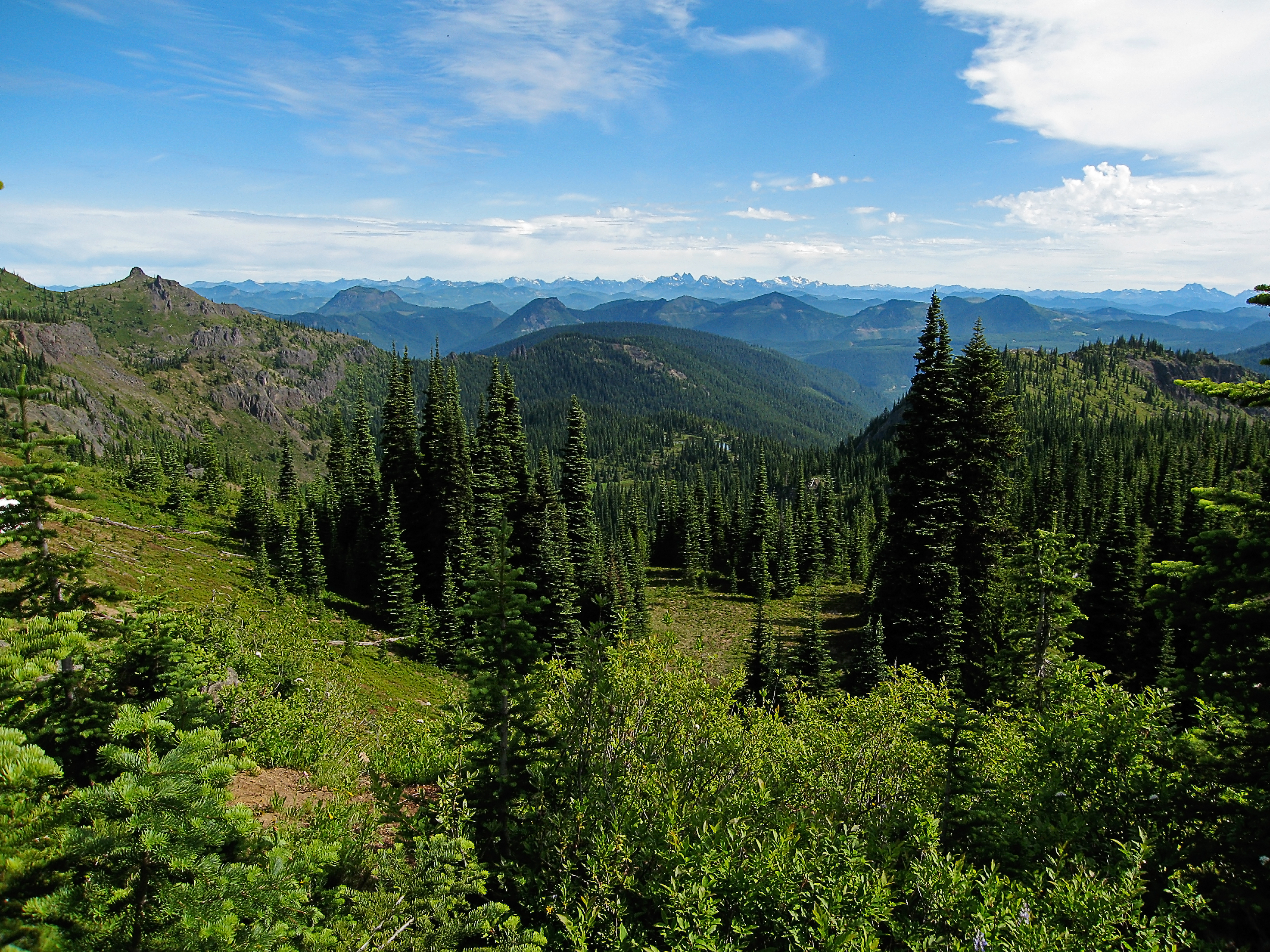
Vue depuis les South Washington Cascades en direction du col de Snoqualmie (montagnes au second plan) et des North Cascades (arrière-plan).

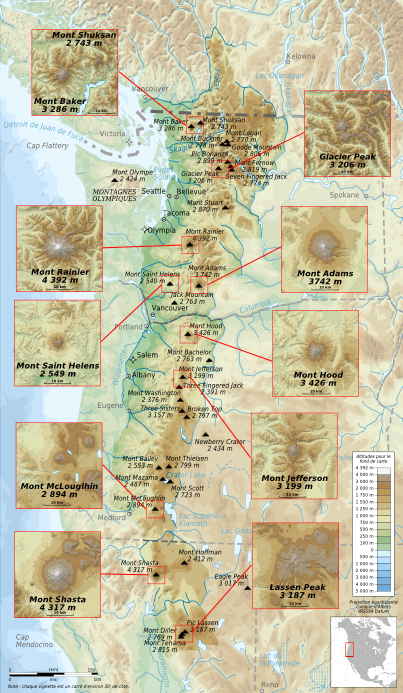
Quelques volcans majeurs de la chaîne.

| Subdivision de niveau 1   | Subdivision de niveau 2                 | Subdivision de niveau 3 | Point culminant        | Altitude | Légende |
| ------------------------- | --------------------------------------- | --- | ---------------------- | -------- | ------- |
| North Cascades            | Chaînon de l'extrême nord Cascade       | Plateau Nicoamen, Zone de Stoyoma-Lytton, Groupe d'Anderson River, Zone du Mont Thynne, Monts Hope du Nord                                                                                                  | Stoyoma Mountain       | 2 267 m  | [A1]    |
| North Cascades            | Chaînon Skagit                          | Chaînon Cheam, Monts Hope du Sud, Monts Hope, Chaînons frontaliers, Groupe de Custer-Chilliwack, Twin Sisters et piémonts, Massif Baker-Shuksan, Zone de Bacon-Blum-Triumph, Chaînon Picket                 | Mont Baker             | 3 286 m  | [A2]    |
| North Cascades            | Chaînon Hozameen                        | Chaînon Bedded, Arête Manson, Chaînon Hozameen central, Chaînon Hozameen méridional | Jack Mountain          | 2 763 m  | [A3]    |
| North Cascades            | Chaînon Okanagan                        | Chaînon Okanagan du Nord, Nord du col Washington, Zone centrale de Pasayten, Chaînon Cathedral, Snowy-Windy-Chopaka, Chaînon Tiffany, Zone d'Aeneas-Palmer, Zone de Loup Loup                               | Mont Lago              | 2 665 m  | [A4]    |
| North Cascades            | Zone de Mountain Loop                   | Monts Cultus, Round-Gee-Deer, Zone de White Chuck, Three Fingers-Whitehorse, Inner Mountain Loop, Zone de Pilchuck, Arête Ragged, Zone de Monte Cristo                                                      | Pic Sloan              | 2 388 m  | [A5]    |
| North Cascades            | North Cascades centrales                | Arête Ragged, Zone de Goode-Logan-Black, Massif Eldorado, Massif Buckner-Boston, Zone de Buckindy-Snowking, Crête Ptarmigan, Massif Bonanza                                                                 | Pic Bonanza            | 2 899 m  | [A6]    |
| North Cascades            | Monts Methow                            | Sud du col Washington, Chaînon Gardner, Monts Methow du Nord, Arête Sawtooth, Monts Methow du Sud | North Gardner Mountain | 2 730 m  | [A7]    |
| North Cascades            | Zone du pic Glacier-Nord du col Stevens | Massif du pic Glacier, Pugh-Black, Chaînon Dakobed, Arête Chiwawa, Monts White, Arête Wenatchee, Wild Sky, Arête Nason                                                                                      | Pic Glacier            | 3 213 m  | [A8]    |
| North Cascades            | Monts Entiat                            | Monts Entiat du Nord, Monts Entiat du Sud | Mont Fernow            | 2 819 m  | [A9]    |
| North Cascades            | Monts Chelan                            | Monts Chelan du Nord, Monts Chelan du Sud | Pic Cardinal           | 2 618 m  | [A10]   |
| South Washington Cascades | Zone des Alpine Lakes                   | Zone de Seattle-Everett, Zone Index-Tolt, North-Middle Forks Snoqualmie, Nord du col de Snoqualmie, Zone du Mont Daniel, Chikamin-Keechelus, Arête Kachess                                                  | Mont Daniel            | 2 426 m  | [B1]    |
| South Washington Cascades | Monts Wenatchee                         | Monts Chiwaukum, Monts Wenatchee du Nord, Chaînon Stuart, Zone Teanaway, Arêtes Mission-Naneum | Mont Stuart            | 2 870 m  | [B2]    |
| South Washington Cascades | Crête de la South Cascade               | Highline-West Seattle, Issaquah Alps, Cedar River-Sud du col de Snoqualmie, Huckleberry-Grass, Crête de la South Cascade centrale, Arêtes West Manashtash-Umtanum, Zone du Mont Aix                         | Mont Aix               | 2 367 m  | [B3]    |
| South Washington Cascades | Zone du mont Rainier                    | Piémonts septentrionaux du mont Rainier, Monts Sourdough, Piémonts occidentaux du mont Rainier, Massif du mont Rainier, Piémonts orientaux du mont Rainier, Zone Sud-Ouest du mont Rainier, Chaînon Tatoosh | Mont Rainier           | 4 392 m  | [B4]    |
| South Washington Cascades | Goat Rocks                              | Goat Rocks | Pic Gilbert            | 2 494 m  | [B5]    |
| South Washington Cascades | Zone du mont Saint Helens               | Zone du mont Saint Helens | Mont Saint Helens      | 2 540 m  | [B6]    |
| South Washington Cascades | Zone du mont Adams                      | Zone du mont Adams | Mont Adams             | 3 742 m  | [B7]    |
| South Washington Cascades | Nord de la gorge du Columbia            | Nord de la gorge du Columbia | Lemei Rock             | 1 806 m  | [B8]    |
| Oregon Cascades           | Zone du mont Hood                       | Zone du mont Hood | Mont Hood              | 3 426 m  | [C1]    |
| Oregon Cascades           | Zone du mont Jefferson                  | Zone du mont Jefferson | Mont Jefferson         | 3 199 m  | [C2]    |
| Oregon Cascades           | Zone du col Santiam                     | Zone du col Santiam | Three Fingered Jack    | 2 390 m  | [C3]    |
| Oregon Cascades           | Zone des Sisters                        | Zone des Sisters | South Sister           | 3 157 m  | [C4]    |
| Oregon Cascades           | Zone du col Willamette                  | Zone du col Willamette | Pic Diamond            | 2 665 m  | [C5]    |
| Oregon Cascades           | Zone de Crater Lake                     | Zone de Crater Lake | Mont Thielsen          | 2 799 m  | [C6]    |
| Oregon Cascades           | Oregon Cascades du Sud                  | Oregon Cascades du Sud | Mont McLoughlin        | 2 894 m  | [C7]    |
| California Cascades       | Zone du mont Shasta                     | Zone du mont Shasta | Mont Shasta            | 4 317 m  | [D1]    |
| California Cascades       | California Cascades centrales           | California Cascades centrales | Pic Crater             | 2 647 m  | [D2]    |
| California Cascades       | Zone du pic Lassen                      | Zone du pic Lassen | Pic Lassen             | 3 187 m  | [D3]    |

#### Volcans principaux
État de Washington

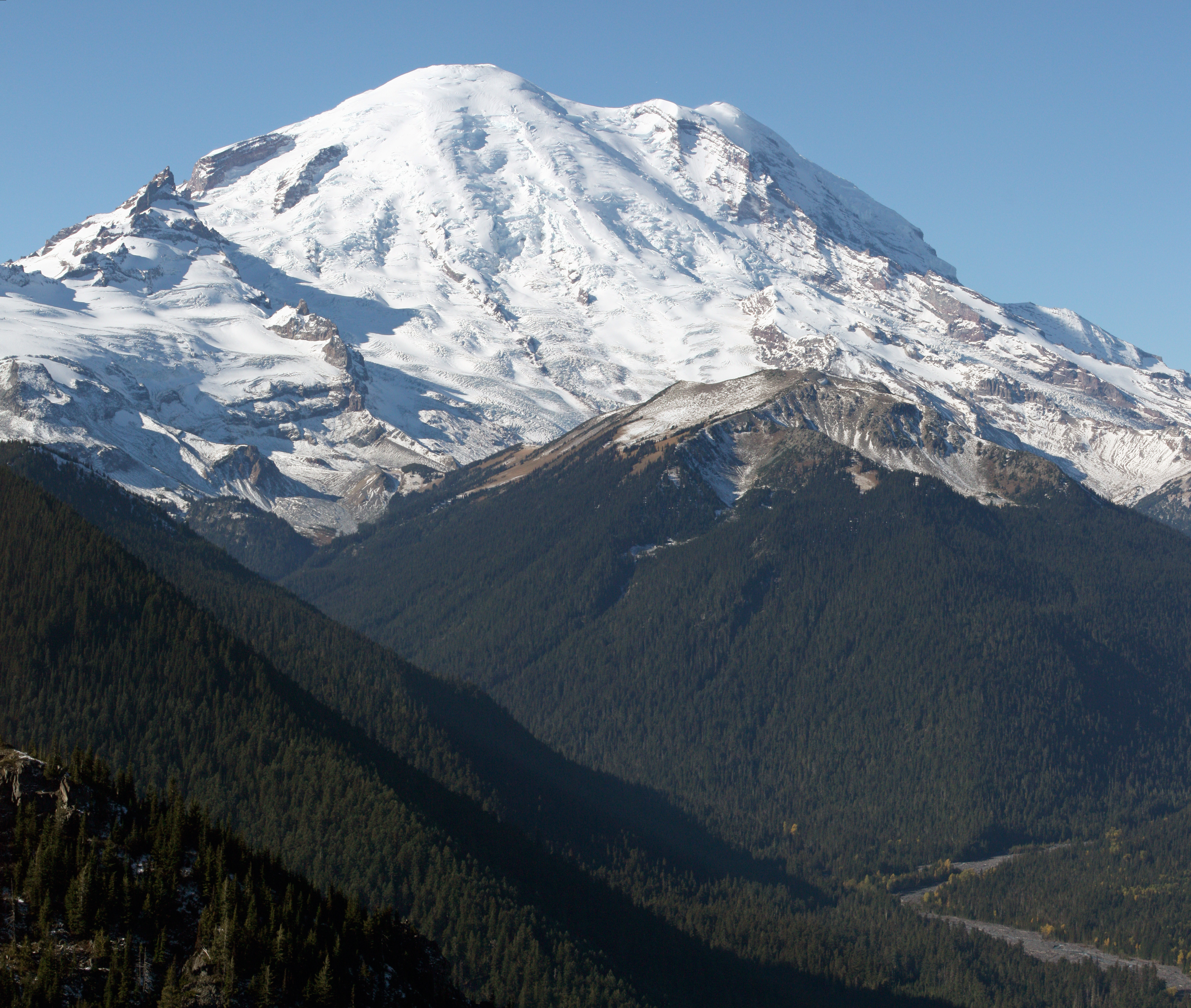
Vue du mont Rainier depuis le nord-est.

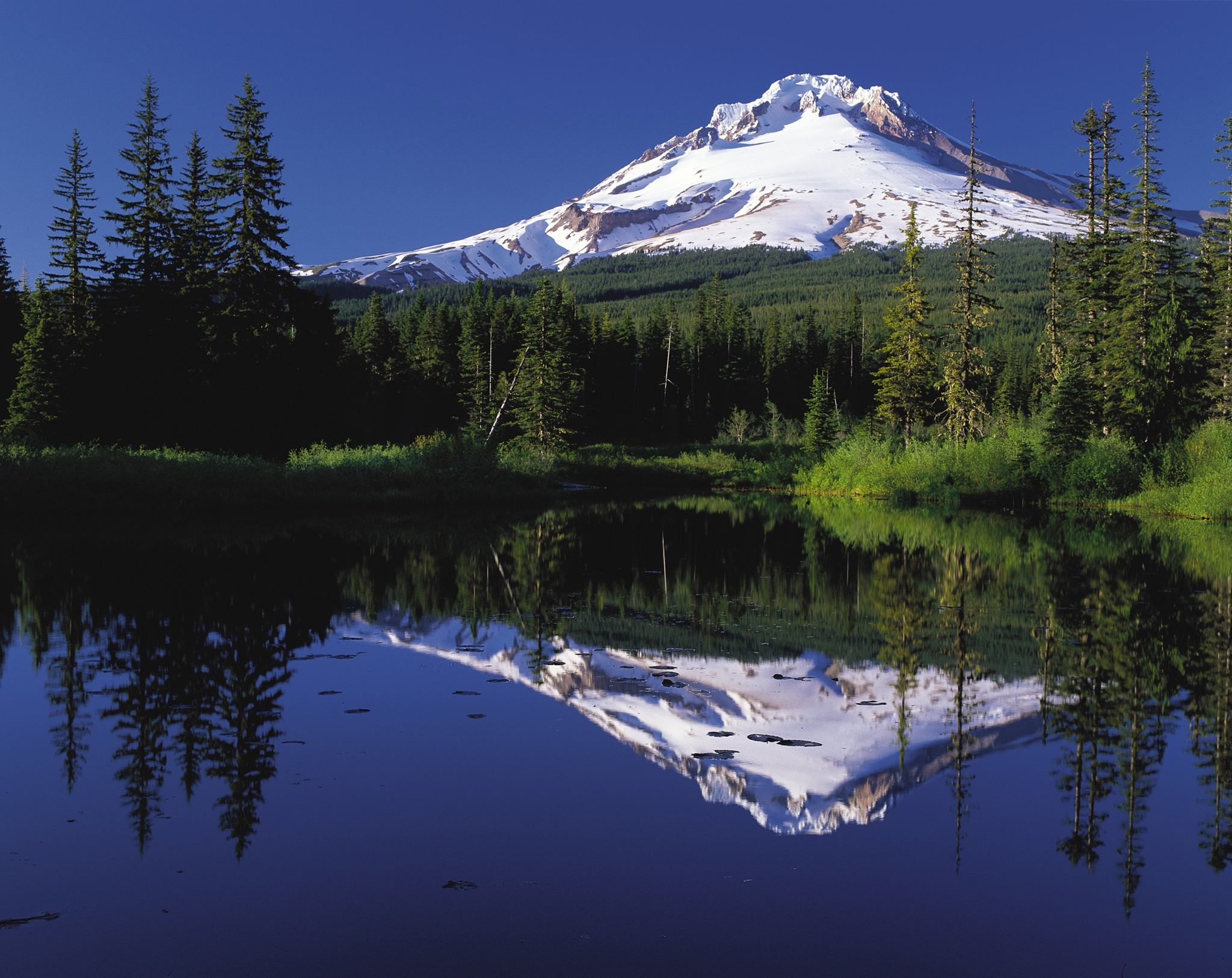
Vue du mont Hood se reflétant dans le lac Mirror.

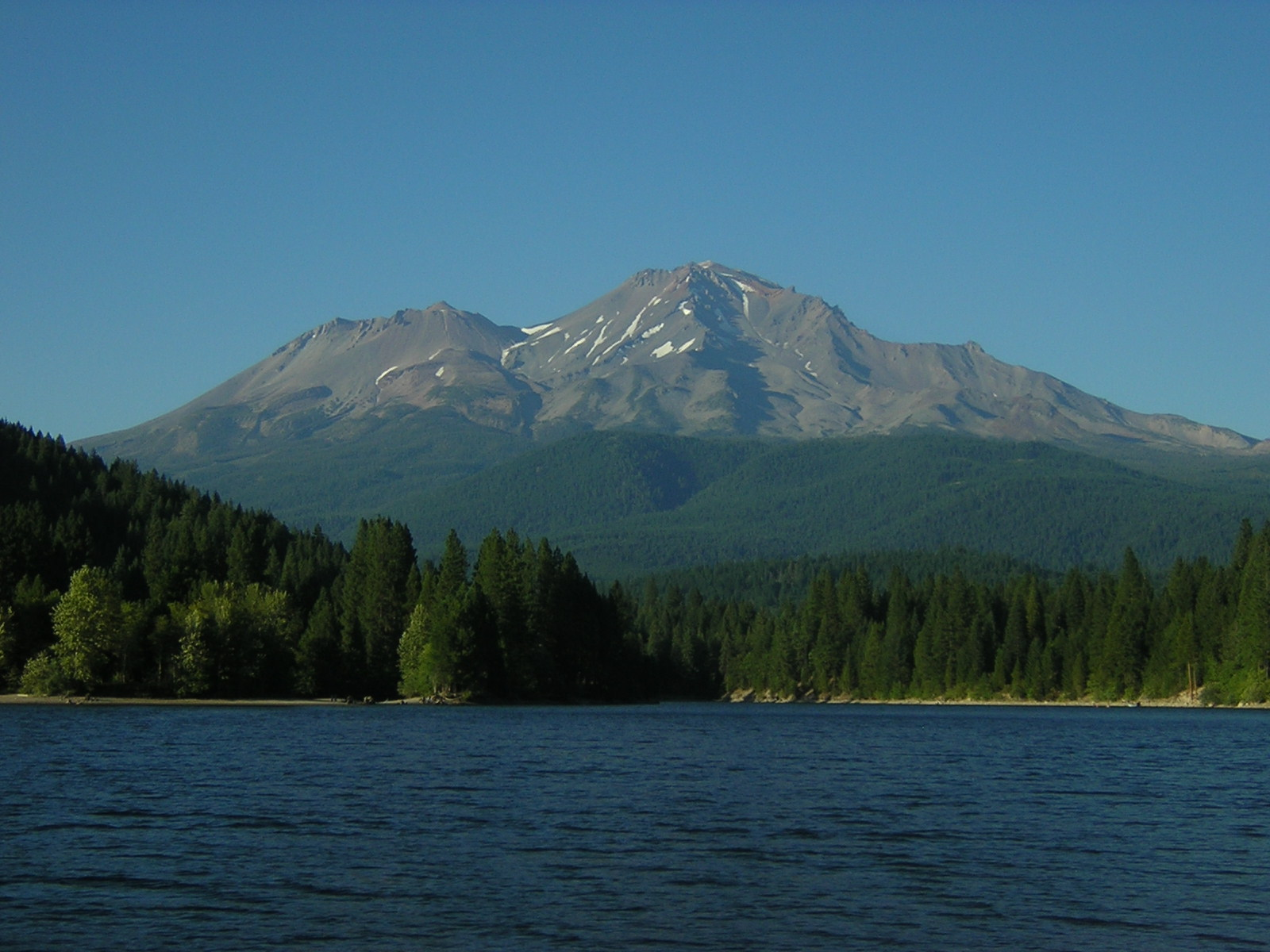
Vue mont Shasta depuis le lac Siskiyou.

- Mont Rainier (4 392 m, South Washington Cascades/zone du mont Rainier)
- Mont Adams (3 742 m, South Washington Cascades/zone du mont Adams)
- Mont Baker (3 286 m, North Cascades/chaînon Skagit)
- Pic Glacier (3 213 m, North Cascades/zone du pic Glacier-Nord du col Stevens)
- Mont Saint Helens (2 540 m, South Washington Cascades/zone du mont Saint Helens)

Oregon
- Mont Hood (3 426 m, Oregon Cascades/Zone du mont Hood)
- Mont Jefferson (3 199 m, Oregon Cascades/zone du mont Jefferson)
- Three Sisters (3 157 m, Oregon Cascades/zone des Sisters)
- Mont McLoughlin (2 894 m, Oregon Cascades/Oregon Cascades du Sud)
- Mont Thielsen (2 799 m, Oregon Cascades/zone de Crater Lake)
- Broken Top (2 797 m, Oregon Cascades/zone des Sisters)
- Mont Bachelor (2 764 m, Oregon Cascades/zone des Sisters)
- Mont Scott (2 722 m, Oregon Cascades/zone de Crater Lake)
- Pic Diamond (2 665 m, Oregon Cascades/zone du col Willamette)
- Mont Bailey (2 551 m, Oregon Cascades/zone de Crater Lake)
- Mont Mazama (2 484 m, Oregon Cascades/zone de Crater Lake)
- Cratère Newberry (2 435 m, Oregon Cascades/zone de Crater Lake)
- Three Fingered Jack (2 390 m, Oregon Cascades/zone du col Santiam)
- Mont Washington (2 376 m, Oregon Cascades/zone du col Santiam)

Californie
- Mont Shasta (4 317 m, California Cascades/zone du mont Shasta)
- Pic Lassen (3 187 m, California Cascades/zone du pic Lassen)
- Mont Tehama (2 815 m, California Cascades/zone du pic Lassen)
- Mont Hoffman (2 412 m, California Cascades/California Cascades centrales)

#### Autres sommets principaux
Washington
- Pic Bonanza (2 899 m, North Cascades/North Cascades centrales)
- Mont Stuart (2 870 m, South Washington Cascades/monts Wenatchee)

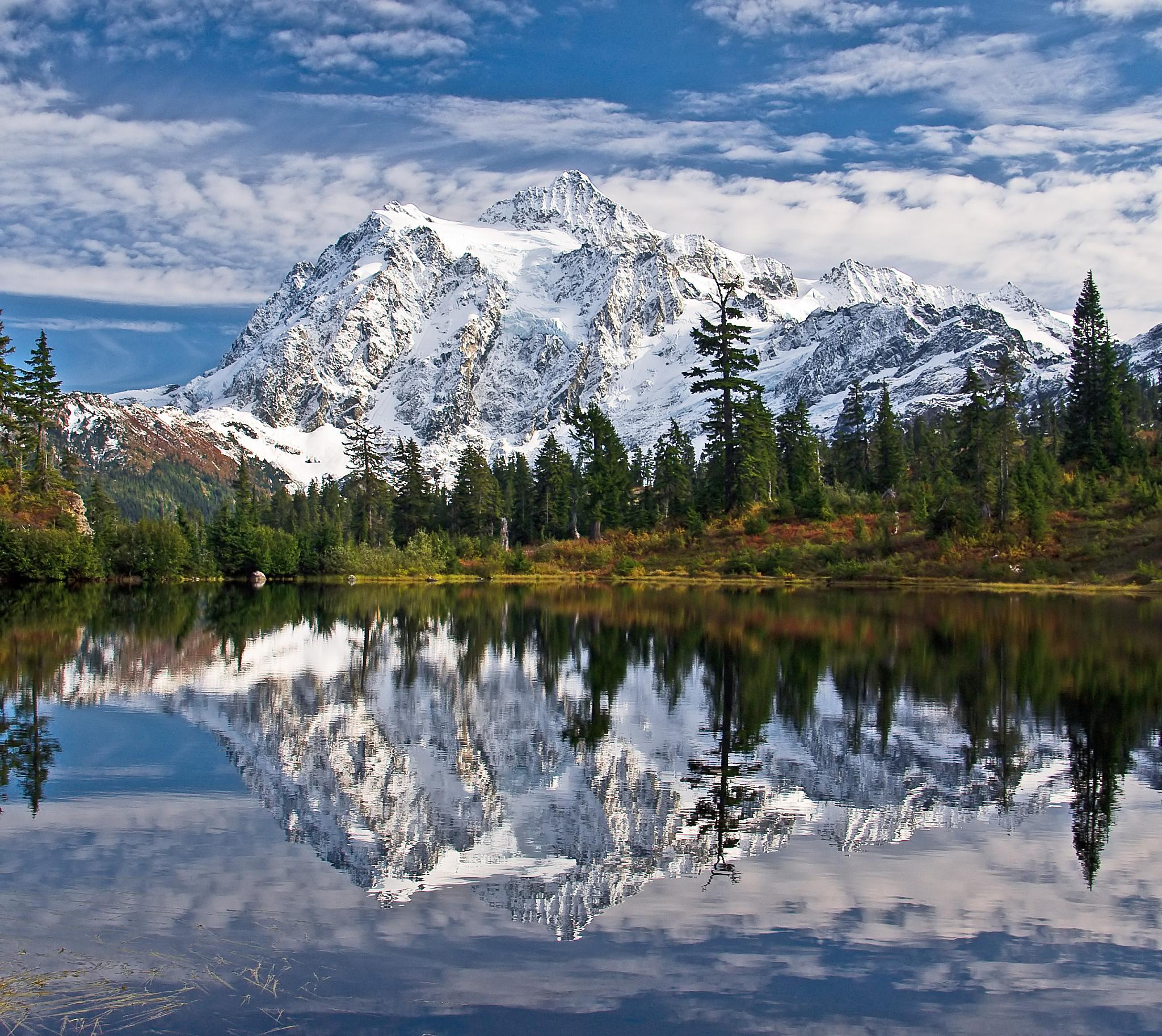
Vue du mont Shuksan depuis Picture Lake.

- Mont Fernow (2 819 m, North Cascades/monts Entiat)
- Goode Mountain (2 806 m, North Cascades/North Cascades centrales)
- Mont Shuksan (2 783 m, North Cascades/chaînon Skagit)
- Buckner Mountain (2 777 m, North Cascades/North Cascades centrales)
- Seven Fingered Jack (2 774 m, North Cascades/monts Entiat)
- Mont Logan (2 770 m, North Cascades/North Cascades centrales)
- Jack Mountain (2 763 m, North Cascades/chaînon Hozameen)

Californie
- Pic Eagle (2 811 m, California Cascades/zone du pic Lassen)
- Mont Diller (2 769 m, California Cascades/zone du pic Lassen)

### Hydrographie

Carte des bassins hydrographiques des principaux affluents du Columbia : le fleuve draine tout le versant oriental de la chaîne depuis les North Cascades jusqu'aux Three Sisters.

Seuls trois cours d'eau traversent la chaîne des Cascades, d'est en ouest : il s'agit du nord au sud des fleuves Columbia et Klamath, ainsi que de la rivière Pit qui est un affluent en rive gauche du fleuve Sacramento. Cette dernière ne possède pas de tributaire important. La Williamson se jette, en rive droite, dans la partie supérieure du fleuve Klamath et longe la bordure orientale de la chaîne. Plusieurs bassins secondaires du Columbia recouvrent une partie du versant oriental des Cascades : celui de l'Okanagan et de son affluent en rive droite la Similkameen qui bordent les North Cascades, celui de la Methow, celui de la Wenatchee et celui de la Yakima, tous quatre en rive droite ; puis celui de la rivière Deschutes en rive gauche. Quatre importants bassins secondaires du Columbia recouvrent une partie du versant occidental des Cascades, à savoir : en rive gauche celui de la rivière Sandy et ses affluents la Salmon et la Bull Run, et celui de la Willamette, de ses sources les North et Middle Forks et de ses tributaires en rive droite la McKenzie, la Calapooia, les North et South Santiam, la Molalla et la Clackamas ; puis en rive droite la Lewis et la Cowlitz,,. Par ailleurs, le fleuve Fraser sert de frontière naturelle avec la chaîne Côtière à l'extrémité septentrionale des Cascades. Enfin, parmi les autres cours d'eau importants qui prennent leur source dans la chaîne, tous sur le versant occidental, figurent du nord au sud le fleuve Skagit, les rivières Skykomish et Snoqualmie, la rivière Green, le fleuve Puyallup et son affluent la White et le fleuve Nisqually dans l'État de Washington ; les rivières North et South Umpqua et le fleuve Rogue en Oregon,,.

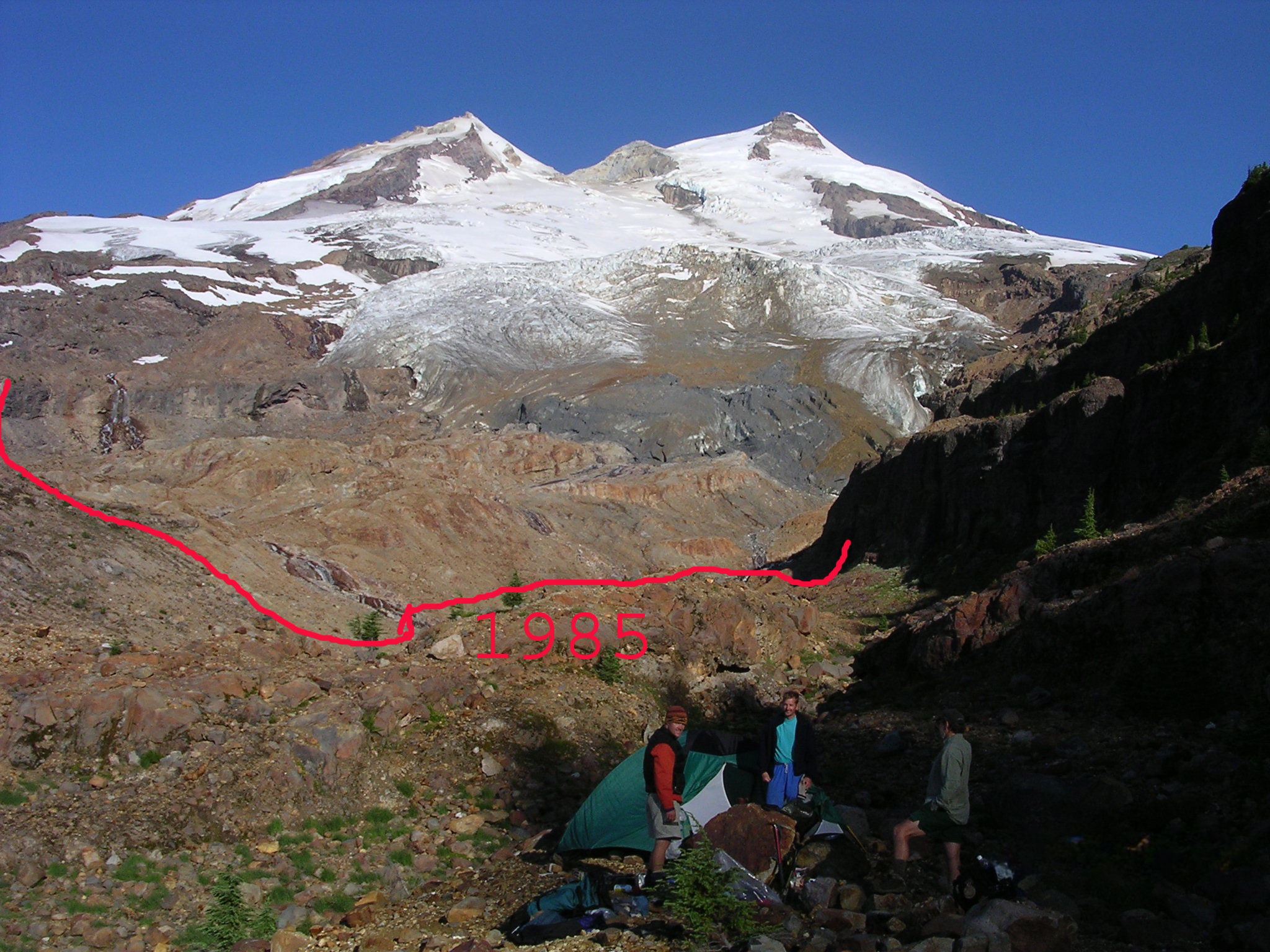
Vue sur le glacier Boulder sur le mont Baker en 2003 et comparaison avec l'avancée de son front glaciaire en 1985.

Le système glaciaire de la chaîne des Cascades est le plus important des États-Unis hors Alaska. Il est particulièrement dense dans les North Cascades. Ainsi, le mont Rainier cumule plusieurs records : il possède près de vingt-cinq glaciers couvrant environ 100 km2 ; le plus long d'entre eux, le glacier Emmons, mesure 7,2 kilomètres de long et descend jusqu'à 3 700 mètres d'altitude. En Oregon, le mont Jefferson, le Three Fingered Jack, les Three Sisters et le Broken Top possèdent tous les quatre des glaciers. Les North Cascades abritaient de leur côté environ 700 glaciers jusque dans les années 1980, dont 312 encore actuellement dans le parc national des North Cascades. Ces glaciers fournissent 25 % de l'eau alimentant les fleuves et rivières durant les mois d'été. Toutefois, ils sont en phase de retrait rapide. Entre 1984 et 2008, une étude menée sur un échantillon de 47 appareils glaciaires a montré que leur épaisseur de glace moyenne a diminué de quatorze mètres, ce qui représente 20 à 40 % de leur volume selon les glaciers. Certains ont subi une perte d'épaisseur équivalente au niveau de la zone d'accumulation et de la zone d'ablation, ce qui empêche toute stabilisation dans leur recul, si bien que plusieurs d'entre eux, dont le glacier Spider et le glacier Lewis, ont totalement disparu entre le début des années 1990 et le milieu des années 2000. Le glacier Lyman devrait subir le même sort d'ici 30 à 50 ans. Ce retrait s'explique par une diminution de 25 % des précipitations hivernales depuis 1946 et une hausse de température locale de 0,8 °C depuis 1985,.

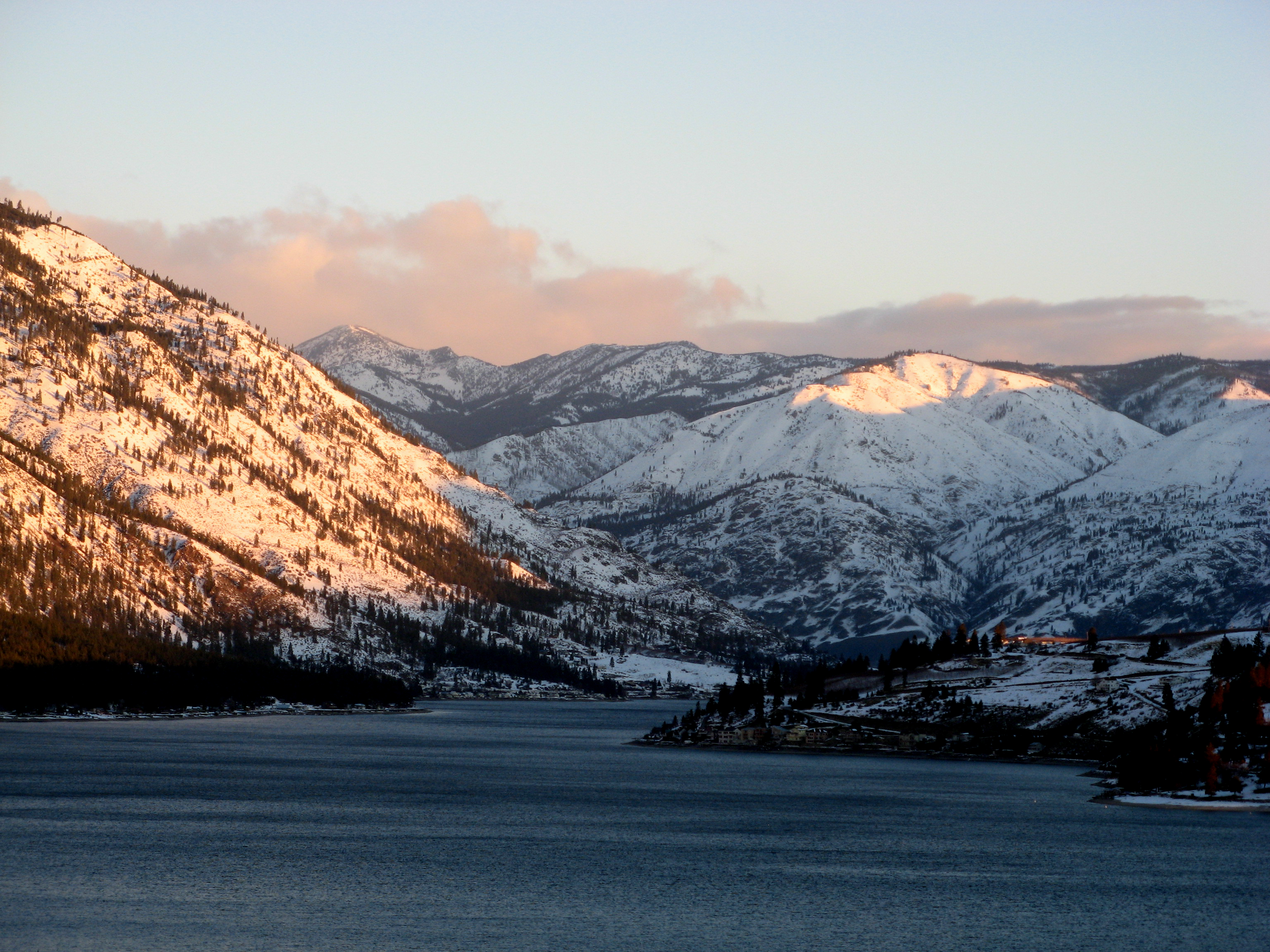
Vue depuis le sud du lac Chelan.

Des réservoirs permettent de retenir l'eau de la fonte des neiges pour produire de l'hydroélectricité, irriguer, alimenter les élevages de saumons et combler les besoins pour l'usage domestique,,. Le lac artificiel Ross, créé par le barrage du même nom sur le cours du fleuve Skagit, à l'extrême nord de l'État de Washington, mesure 37 kilomètres de long et s'étend jusqu'en territoire canadien. Le lac Chelan, creusé lors du petit âge glaciaire par un appareil d'environ 150 kilomètres de long, a la particularité d'avoir une profondeur maximale de 118 mètres sous le niveau de la mer, avec une surface à 335 mètres d'altitude. Le Crater Lake, qui occupe la caldeira du mont Mazama, est quant à lui le plus profond des États-Unis avec 589 mètres. Le lac Klamath est le plus vaste des Cascades, situé sur son piémont oriental. Parmi les autres étendues d'eau importantes, les lacs Almanor et Eagle se trouvent à l'extrémité méridionale de la chaîne. Le lac Waldo, le lac Odell et le réservoir Wickiup se situent entre le cratère Newberry à l'est, le pic Diamond au sud et le mont Bachelor au nord. Le lac Spirit, sur le versant septentrional du mont Saint Helens, a été comblé après l'éruption de 1980 mais les eaux de ruissellement l'ont très vite rempli de nouveau, à tel point qu'il a dû être vidangé par une ouverture artificielle afin qu'il ne menace pas de faire s'effondrer le barrage de débris volcaniques.

### Géologie
Entre la fin du Trias et le début du Jurassique, vers 200 millions d'années BP, l'Amérique du Nord se détache de Laurasia en direction de l'ouest. Différents épisodes de collision continentale avec des arcs insulaires, dont les roches s'agglomèrent et s'agrègent en terrane le long de la côte, ainsi que de subduction avec remontée de magma se succèdent. Le continent s'est ainsi élargi de 650 kilomètres.
Entre 115 et 57 millions d'années BP, la plaque Farallon remonte en direction du nord-est. Un rift apparaît au niveau de l'actuelle Californie, entre 90 et 80 millions d'années BP, entraînant la séparation de la plaque de Kula et sa subduction sous le continent à l'est. La discontinuité formée par la faille du lac Ross correspond à la limite entre l'ancienne côte et la bordure de la plaque. Les édifices volcaniques associés au mécanisme de subduction ont depuis longtemps disparu par l'effet de l'érosion. En revanche, les plutons granitiques sont remontés à la surface pour constituer les batholites de la chaîne Côtière et d'une partie des North Cascades. Les sédiments océaniques allochtones, soumis à de fortes pressions, sont métamorphisés en schistes et micaschistes ; de même, une partie des granites sont transformés en gneiss. La fusion partielle du mélange de granites et de sédiments a engendré les migmatites des monts Chelan et du chaînon Skagit, dans les North Cascades,. Le résultat de l'érosion de ces roches se trouve sur les piémonts et se compose de conglomérats, d'arkose, de grès, de grauwacke, d'ardoise et de siltstone. Entre 50 et 40 millions d'années BP, le déplacement de la plaque de Kula s'oriente sensiblement vers l'Alaska au nord le long de failles transformantes. Durant cette période de transition, la remontée progressive de plancher océanique et de basalte forme les futures montagnes Olympiques et la plaque de Farallon se positionne à hauteur du Nord-Ouest Pacifique.

Schéma de la zone tectonique de la chaîne des Cascades.

L'épisode qui donne naissance à la majeure partie de la chaîne des Cascades commence il y a de cela 36 millions d'années. Le reliquat de la plaque Farallon est appelé plaque Juan de Fuca. L'arc volcanique des Cascades apparaît à l'aplomb d'une nouvelle zone de subduction. Si la géomorphologie de la chaîne n'a encore rien à voir avec son aspect moderne, les roches volcaniques émises tout au long de l'Oligocène en constituent la roche dominante actuelle. Alors que l'activité volcanique diminue, entre 17 et 12 millions d'années BP, au cours du Miocène, de colossales quantités de basalte s'épanchent dans l'actuel bassin du Columbia. La chaîne telle qu'elle se présente de nos jours se met en place entre 7 et 5 millions d'années BP, au début du Pliocène. Avec la séparation simultanée de la plaque Explorer et l'épaississement de la zone de subduction, l'angle du plan de Wadati-Benioff augmente. Les frictions deviennent plus intenses, le relief s'accroît et le volcanisme reprend. Les North Cascades prennent l'apparence d'un plateau assurant une transition avec la chaîne Côtière au nord. Les principaux volcans des High Cascades naissent entre 3 millions d'années et 140 000 ans BP,. Il existe des différences, du nord au sud, dans la nature des volcans : dans l'État de Washington, il s'agit majoritairement de grands stratovolcans andésitiques, à l'exception du mont Adams ; en Oregon, certains, sur une bande de 40 à 50 kilomètres de large, présentent une composition intermédiaire alternant basaltes et andésites qui leur vaut de former des cônes volcaniques moins imposants, alors que le mont Jefferson, les Three Sisters, le Broken Top et le mont Mazama ont au contraire pu émettre des dacites voire des rhyolites sous forme de nuées ardentes ; en Californie se trouve le seul volcan bouclier basaltique de la chaîne, le Medicine Lake. L'érosion de ces roches produit de la brèche et du tuf volcanique, mais du grès et du siltstone sont également présents dans les vallées. La convergence entre les plaques nord-américaine et Juan de Fuca se poursuit à une vitesse de l'ordre de quatre centimètres par an, soit un ralentissement de deux à trois centimètres par an depuis sept millions d'années.
Au cours des deux derniers millions d'années, au moins quatre glaciations ont eu pour effet d'accroître l'inlandsis approximativement jusqu'à l'actuelle frontière entre le Canada et les États-Unis. Entre 18 000 et 10 à 12 000 ans BP, la dernière d'entre elles et probablement la plus étendue, connue localement sous le nom de Vashon, du nom de Vashon Island dans le Puget Sound, s'est étendue sur l'État de Washington. À l'ouest de la chaîne, il recouvre l'emplacement de Seattle sur 900 à 1 000 mètres d'épaisseur et Bellingham sur près du double, laissant des dépôts énormes d'argile, de sable et de gravier. À l'est, des avancées de glace créent périodiquement des lacs de barrage naturels sur le Columbia, entraînant d'immenses inondations. Ces glaciations continentales, ainsi que quelques épisodes plus locaux, ont sculpté les North Cascades et leur ont donné un aspect alpin prononcé,.

### Climat

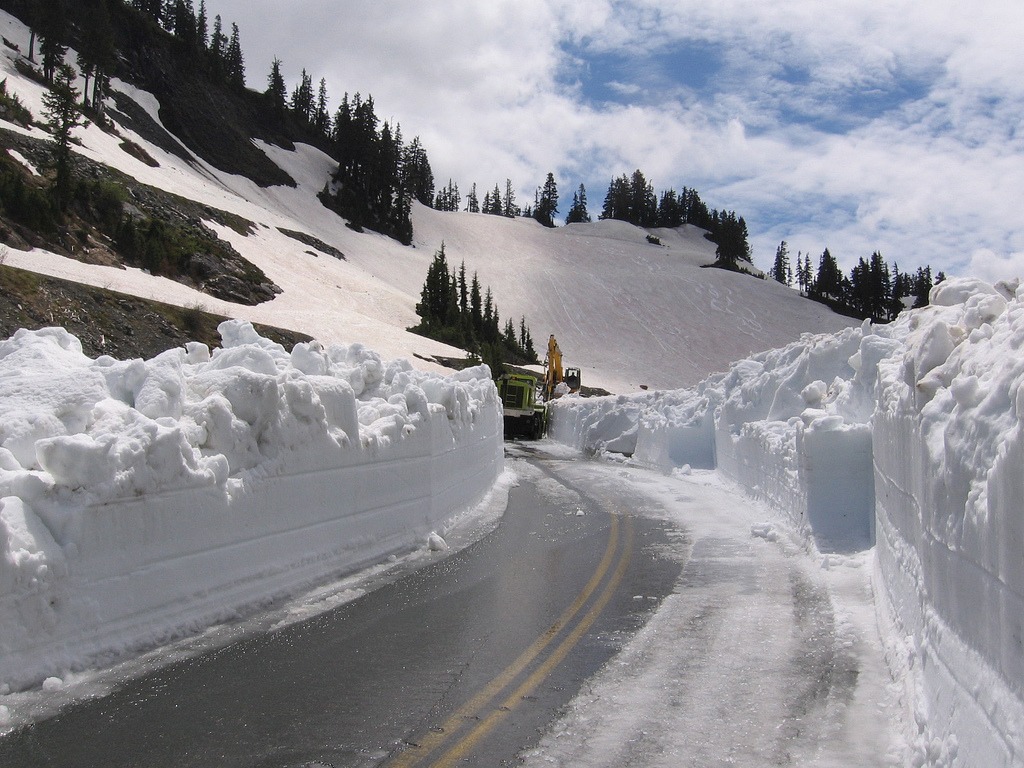
Vue sur une route en cours de déneigement sur le mont Baker.

Le climat de la chaîne des Cascades est tempéré. En raison de leur proximité avec l'océan Pacifique et des vents dominants d'ouest, les versants occidentaux de la chaîne sont sous influence océanique et les précipitations y sont relativement importantes. Au cours de l'été, un anticyclone s'installe au-dessus du Pacifique Nord apportant un air frais et sec du nord-ouest ; en revanche, d'octobre à avril, une dépression se met en place et des masses d'air nuageuses humides remontent du sud-ouest, se traduisant par des hauteurs annuelles d'eau dépassant 4 000 mm en moyenne dans certaines régions. De ces précipitations résultent des chutes de neige remarquables jusqu'à 600 mètres d'altitude. Ainsi, le mont Baker a connu le record d'enneigement en une saison aux États-Unis, hors Alaska, avec 29 mètres de neige cumulés durant l'hiver 1998-1999, effaçant du même coup le précédent de 28,5 mètres, enregistré au mont Rainier en 1971-1972. De ce fait, la plupart des High Cascades sont recouvertes de névés tout au long de l'année. Les températures sont rarement inférieures à −10 °C et supérieures à 25 °C. L'écart entre le jour et la nuit est modéré, du fait de l'influence océanique.
Les moyennes pluviométriques annuelles chutent à 200 mm sur les piémonts orientaux par le phénomène d'ombre pluviométrique. Au Crater Lake, par exemple, 90 % des précipitations tombent entre le 1er octobre et le 31 mai. Le climat y est continental, les variations de température saisonnières plus prononcées et le vent peut souffler en rafales. Les extrêmes de température connus dans la chaîne proviennent toujours d'une situation atmosphérique avec un système de hautes pressions centré au nord ou à l'est des Cascades provoquant un flux d'air de l'intérieur des terres vers l'ouest.

### Écosystème
Les particularités climatiques de la chaîne font que les versants occidentaux sont densément boisés avec le Pin d'Oregon (Pseudotsuga menziesii), la Pruche de l'Ouest (Tsuga heterophylla) et l'Aulne rouge (Alnus rubra), tandis que les versants orientaux plus secs sont principalement couverts du Pin ponderosa (Pinus ponderosa) et en altitude du Mélèze de l'Ouest (Larix occidentalis).

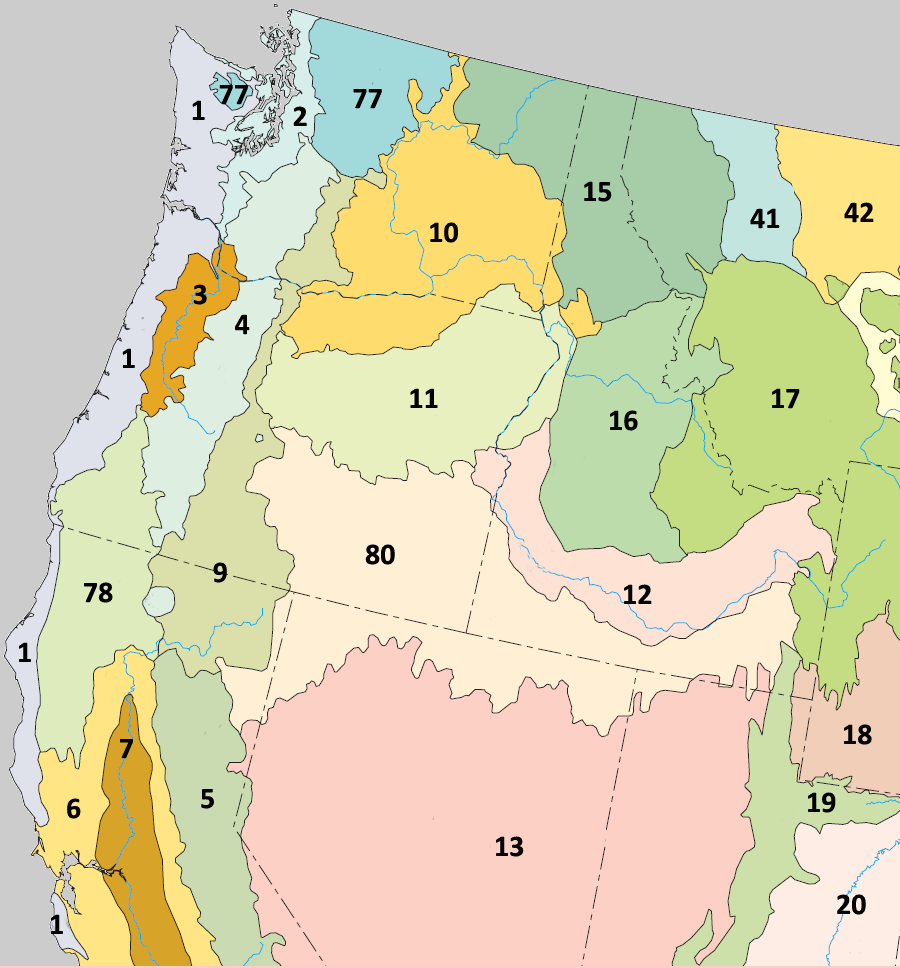
Carte des écorégions de niveau III du Nord-Ouest Pacifique : la chaîne des Cascades est concernée par les zones numérotées 4, 9 et 77.

L'agence de protection de l'environnement des États-Unis et la Commission de coopération environnementale reconnaissent trois écorégions de niveau III recouvrant la chaîne des Cascades, qui appartiennent à la cordillère occidentale des montagnes boisées du Nord-Ouest de niveau I et II,,. Selon le système de classement du WWF, la zone appartient aux écorégions des forêts sous-le-vent de la chaîne des Cascades, des forêts du centre et du sud de la chaîne des Cascades et des forêts orientales de la chaîne des Cascades,,.

#### Écorégion des Cascades

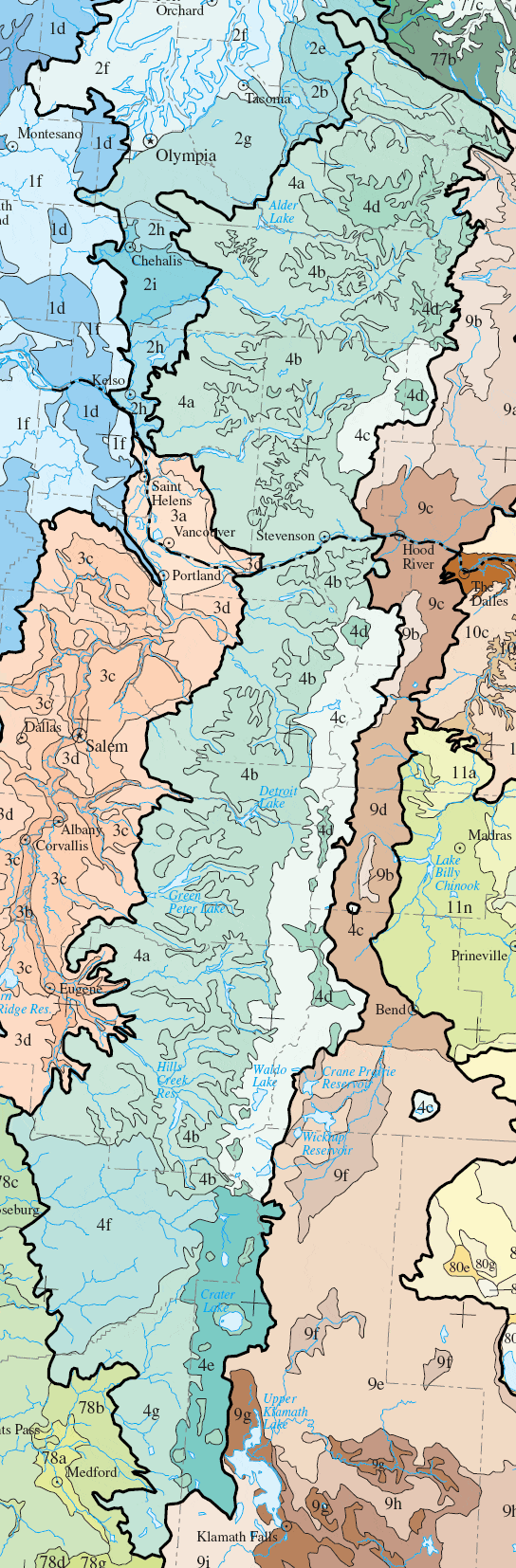
Carte des écorégions de niveau IV dans l'écorégion des Cascades (niveau III, en nuances de turquoise).

L'écorégion des Cascades correspondant au versant occidental et aux crêtes des High Cascades. Elle s'étend sur les États de Washington et de l'Oregon, du col de Snoqualmie près de Seattle au col de Hayden Mountain, avec une enclave en Californie autour du mont Shasta. Elle est composée de roches volcaniques du Cénozoïque érodées par les glaciations. La partie orientale de la région comprend des volcans de l'arc des Cascades et culmine à 3 426 mètres d'altitude. La partie occidentale correspond aux piémonts. Ses terrains sont plus anciens et entrecoupés de profondes vallées fluviales. Le climat est humide et tempéré ; il permet le développement de forêts de conifères tempérées et, en altitude, de prairies subalpines,.
Les grands herbivores sont représentés par la Chèvre des montagnes Rocheuses (Oreamnos americanus), le Cerf hémione (Odocileus hemionus) et le Wapiti (Cervus canadensis). Les grands prédateurs sont l'Ours noir (Ursus americanus), le Puma (Puma concolor), le Lynx roux (Lynx rufus), le Renard roux (Vulpes vulpes) et le Coyote (Canis latrans). Parmi les petits mammifères se trouvent le Castor canadien (Castor canadensis), la Martre d'Amérique (Martes americana), le Raton laveur (Procyon lotor), le Pika américain (Ochotona princeps), l'Écureuil de Douglas (Tamiasciurus douglasii), le Spermophile à mante dorée des Cascades (Spermophilus saturatus), la Marmotte des Rocheuses (Marmota caligata), la Musaraigne palustre (Sorex palustris) et six espèces de chiroptères dont la Chauve-souris à longues pattes (Myotis volans).
Le Pic de Lewis (Melanerpes lewis), le Colin de Californie (Callipepla californica), la Gélinotte huppée (Bonasa umbellus) et l'Engoulevent d'Amérique (Chordeiles minor) sont parfaitement adaptés aux espaces ouverts des piémonts. Malgré leur exploitation, les forêts abritent la Grive à collier (Ixoreus naevius), le Troglodyte mignon (Troglodytes troglodytes), le Grand Pic (Dryocopus pileatus), le Pic chevelu (Picoides villosus), le Tétras fuligineux (Dendragapus fuliginosus), le Geai de Steller (Cyanocitta stelleri), le Mésangeai du Canada (Perisoreus canadensis), le Roitelet à couronne dorée (Regulus satrapa), le Roitelet à couronne rubis (Regulus calendula), la Sittelle pygmée (Sitta pygmaea), la Sittelle à poitrine rousse (Sitta canadensis) et la Mésange à dos marron (Poecile rufescens). On peut rencontrer dans les prairies d'altitude le Merlebleu azuré (Sialia currucoides), le Cassenoix d'Amérique (Nucifraga columbiana), la Grive solitaire (Catharus guttatus), le Colibri calliope (Stellula calliope), la Mésange de Gambel (Poecile gambeli) et le Bruant fauve (Passerella iliaca). L'Alouette hausse-col (Eremophila alpestris), le Lagopède à queue blanche (Lagopus leucura), le Roselin à tête grise (Leucosticte tephrocotis) ou encore le Pipit d'Amérique (Anthus rubescens) se trouvent aux altitudes les plus hautes,.
Les bassins versants principaux et secondaires, orientés globalement vers l'ouest, abritent plusieurs espèces de salmonidés d'eau froide, dont le Saumon royal (Oncorhynchus tshawytscha), la Truite arc-en-ciel (Oncorhynchus mykiss) et l'Omble à tête plate (Salvelinus confluentus) qui sont menacés,.
Des espèces d'amphibiens vivent dans les zones humides, dont la Salamandre foncée (Ambystoma gracile), la Salamandre à longs doigts (Ambystoma macrodactylum), la Salamandre géante du Pacifique (Dicamptodon tenebrosus), la Salamandre de Van Dyke (Plethodon vandykei), la Salamandre à dos rouge de l'Ouest (Plethodon vehiculum), le Triton rugueux (Taricha granulosa), le Crapaud de l'Ouest (Bufo boreas), la Grenouille-à-Queue côtière (Ascaphus truei), la Grenouille à pattes rouges (Rana aurora) et la Grenouille des Cascades (Rana cascadae).
Les reptiles sont représentés par le Boa caoutchouc (Charina bottae), la Couleuvre de l'Ouest (Thamnophis elegans), la Couleuvre du Nord-Ouest (Thamnophis ordinoides), la Couleuvre rayée (Thamnophis sirtalis), le Lézard alligator (Elgaria coerulea).
Parmi les insectes figurent des fourmis, des syrphes, des chrysopes, des taons, des mouches à toison, des bombyles, des bourdons, des abeilles, des fourmis de velours, des libellules dont l'Anax de juin (Anax junius) et des demoiselles, des coléoptères, des criquets ou encore des papillons dont Oeneis nevadensis, Cercyonis sthenele, Papilio eurymedon, Papilio zelicaon, Papilio rutulus, Carterocephalus palaemon, l'Hespérie du brome (Carterocephalus palaemon), Hesperia juba, Callophrys augustinus, Incisalia eryphon, Neophasia menapia, Pontia sisymbrii, le Fadet des tourbières (Coenonympha tullia), Colias philodice, le Vulcain (Vanessa atalanta), Limenitis lorquini, la Belle-Dame (Vanessa cardui), Vanessa annabella, Aglais milberti, le Morio (Nymphalis antiopa), la Vanesse du céanothe (Nymphalis californica), Apodemia mormo, Speyeria zerene, le Nacré lapon (Boloria chariclea), Phyciodes cocyta, Phyciodes mylitta, Phyciodes pulchella, Chlosyne hoffmanni, Chlosyne palla, Euphydryas chalcedona, Polygonia gracilis, Callophrys sheridanii, le Porte-queue gris (Strymon melinus), Lycaena mariposa, Lycaena helloides, Lycaena nivalis, Plebejus anna, l'Azuré des soldanelles (Agriades glandon), Icaricia icarioides, Plebejus melissa, Glaucopsyche lygdamus, Celastrina echo, Hemileuca eglanterina et Pyrrharctia isabella.

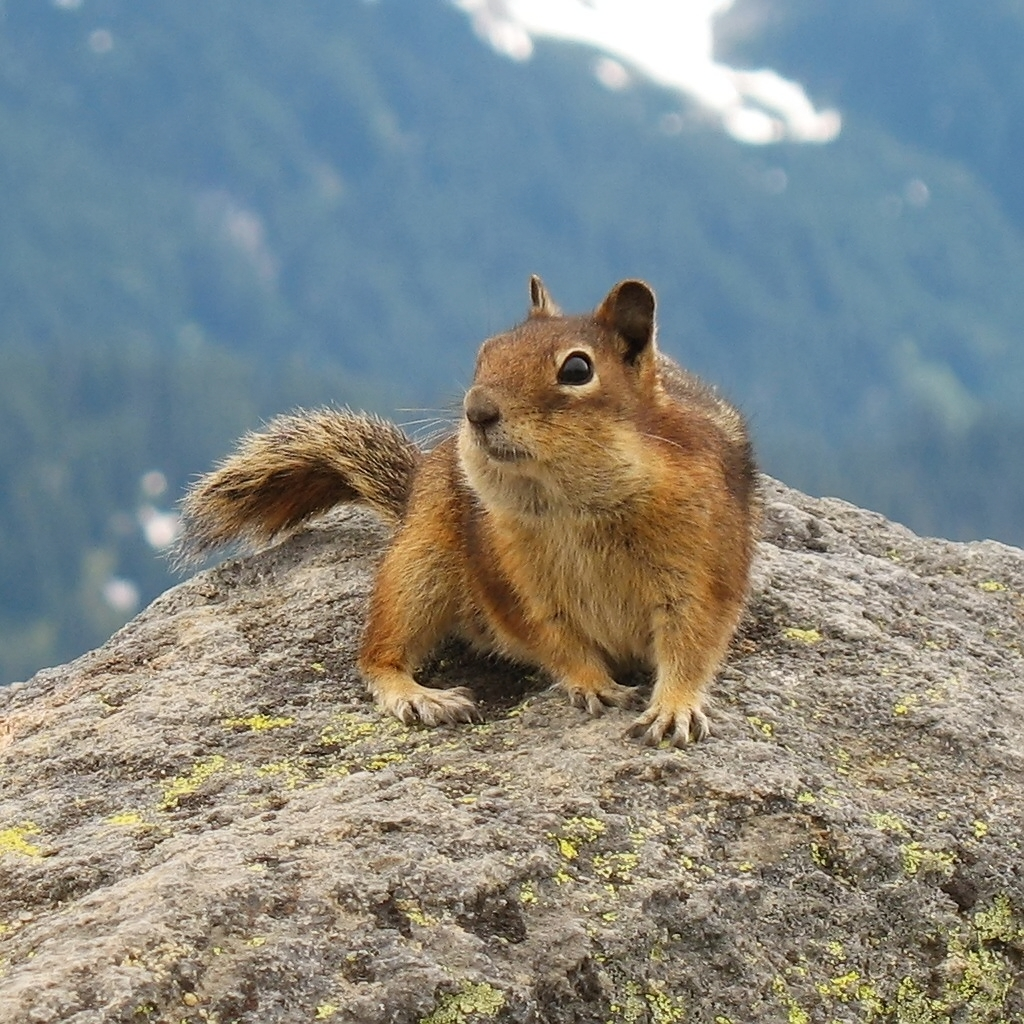
Spermophile à mante dorée des Cascades au parc national du mont Rainier.
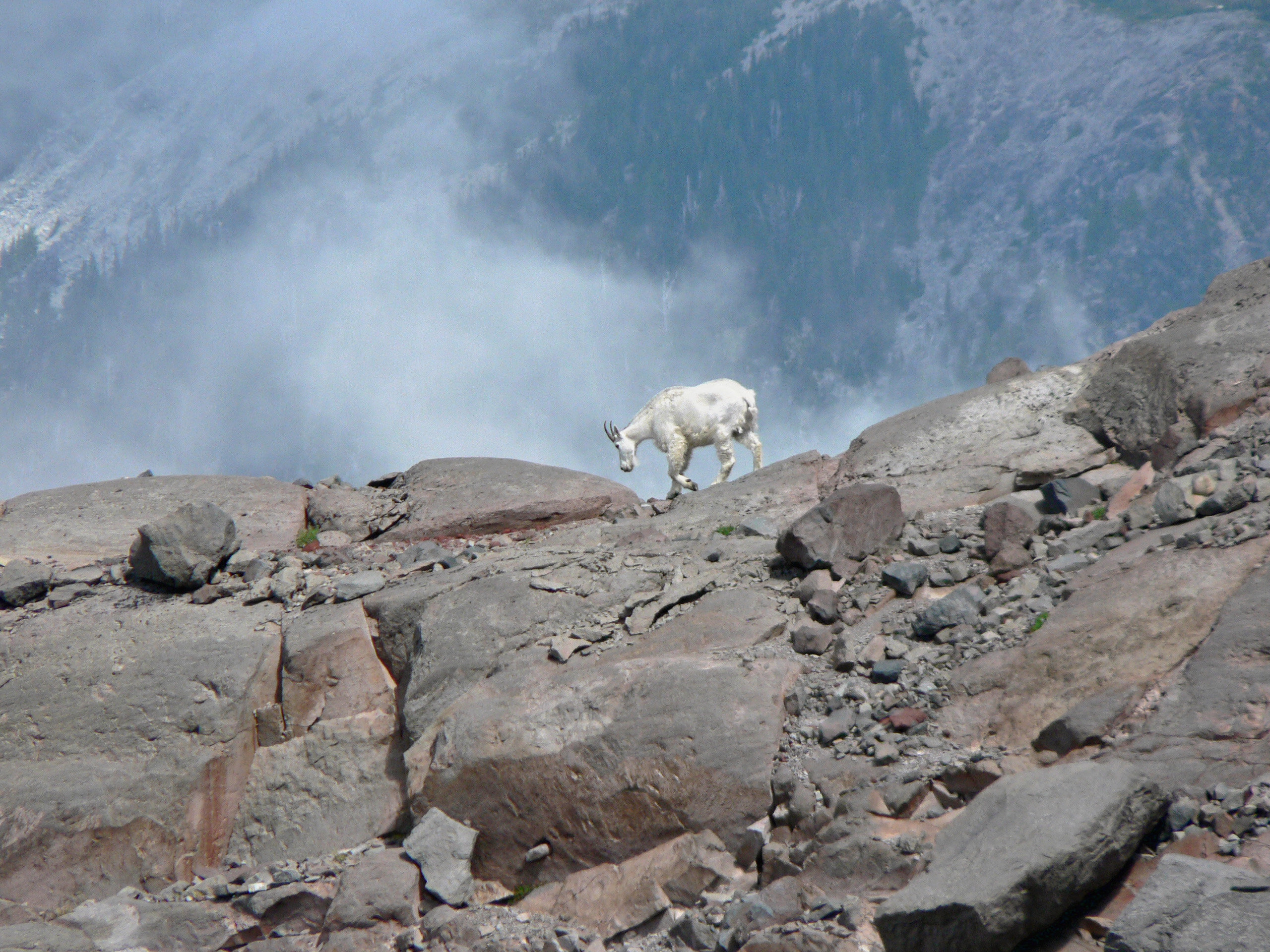
Chèvre des montagnes Rocheuses au parc national du mont Rainier.
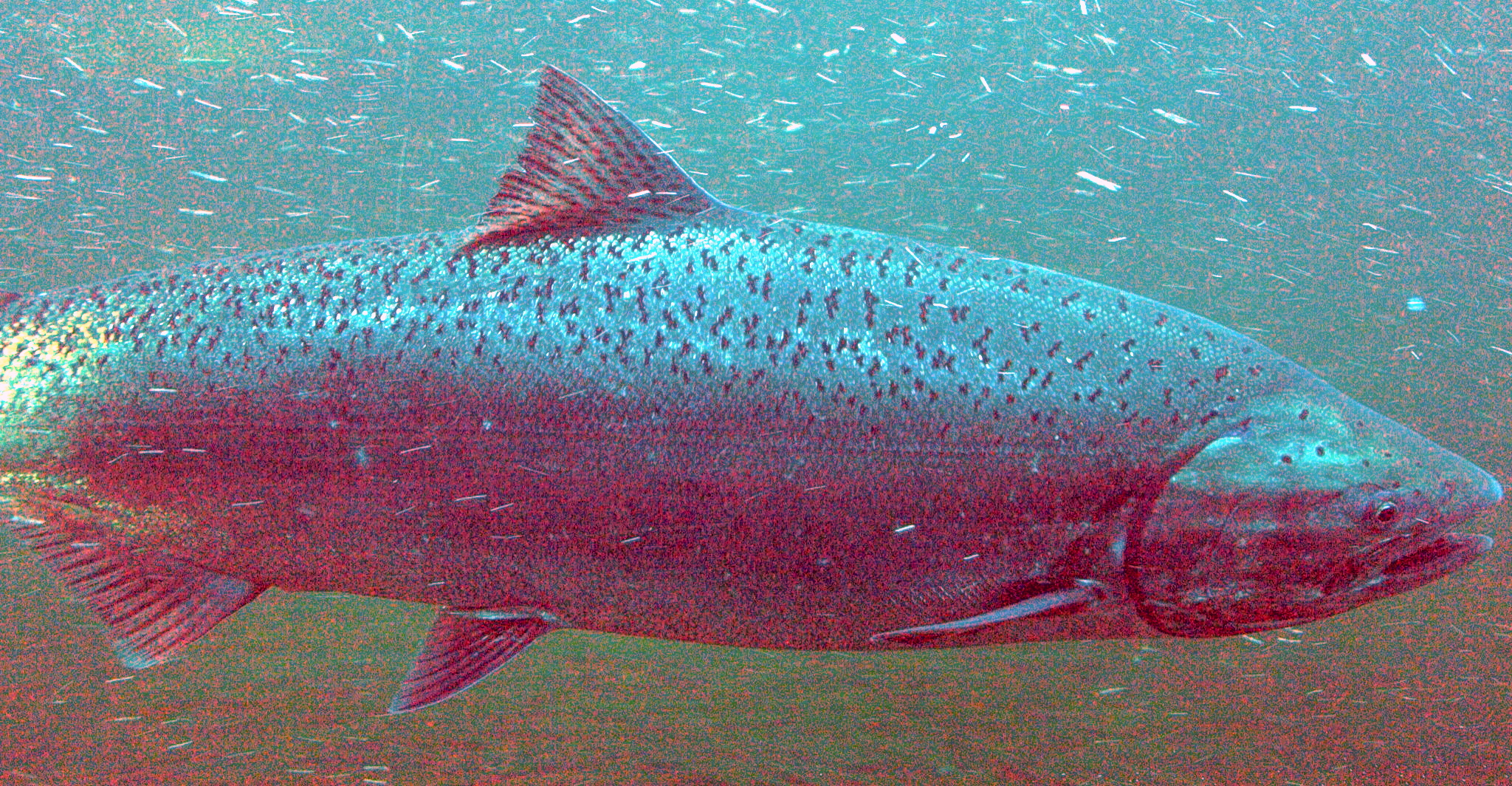
Saumon royal en milieu naturel.
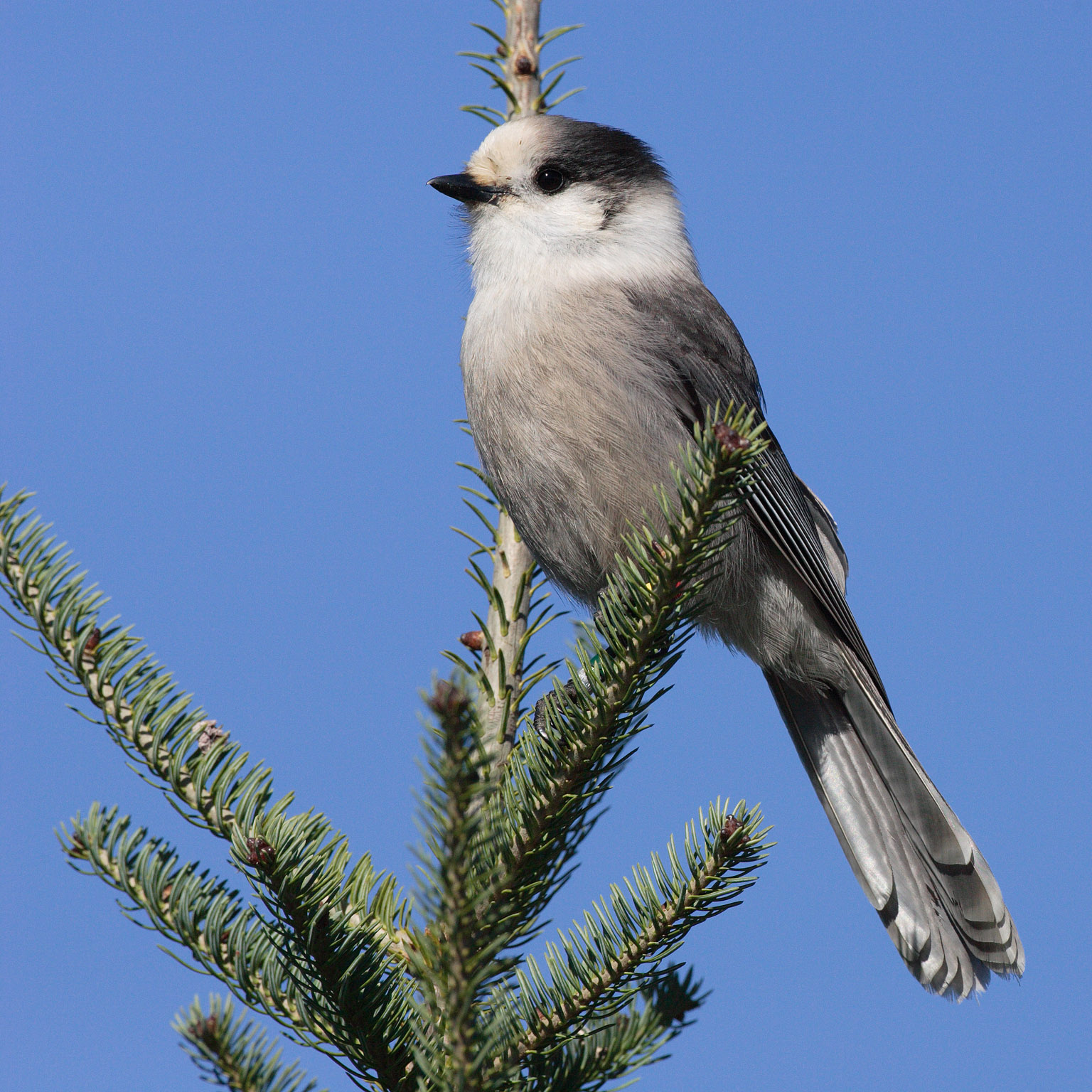
Spécimen de Mésangeai du Canada.

Vallées et piémonts des Cascades occidentales (4a)
Cette écorégion (Western Cascades Lowlands and Valleys) est constituée de versants abrupts et de vallées profondes sur les piémonts occidentaux des Cascades. L'altitude varie de 200 à 1 200 mètres. Son climat doux et humide favorise des forêts luxuriantes composées de la Pruche de l'Ouest (Tsuga heterophylla) et du Pin d'Oregon (Pseudotsuga menziesii), avec le Thuya géant de Californie (Thuja plicata), l'Érable à grandes feuilles (Acer macrophyllum), l'Aulne rouge (Alnus rubra), l'Érable circiné (Acer circinatum), Gaultheria shallon, Rhododendron sp., le Mahonia à feuilles de houx (Mahonia aquifolium), Gaylussacia sp., Rubus parviflorus, Polystichum munitum, Oxalis sp. et des espèces de noisetier. La région connaît une intense exploitation forestière. Cette écorégion est la plus vaste des Cascades avec 10 114 km2 en Oregon et 6 208 km2 dans l'État de Washington,.
Hautes-terres des Cascades occidentales (4b)
Cette écorégion (Western Cascades Montane Highlands) est caractérisée par des pentes importantes et des montagnes au relief accidenté entrecoupées de cours d'eau importants et de lacs glaciaires. Les roches, principalement composées de basaltes du Miocène, sont plus anciennes et érodées qu'au niveau du plateau et des cônes volcaniques à l'est. L'altitude varie de 900 à 2 000 mètres. Le climat est plus froid et plus enneigé l'hiver que dans les vallées et piémonts à l'ouest. Les sols ont un régime de températures frigide ou cryique. D'importantes précipitations favorisent le développement de forêts dominées par le Pin d'Oregon et la Pruche de l'Ouest avec la Pruche subalpine (Tsuga mertensiana), le Sapin noble (Abies procera), le Sapin subalpin (Abies lasiocarpa), le Sapin de Vancouver (Abies grandis), le Sapin gracieux (Abies amabilis), l'Aulne rouge et l'If de l'Ouest (Taxus brevifolia), ainsi que, dans les sous-bois, l'Érable circiné, des espèces de rhododendrons, le Mahonia à feuilles de houx et diverses baies. L'exploitation des forêts, qui sont une réserve hydrologique importante, est là encore intense. Cette écorégion couvre 7 068 km2 en Oregon et 4 734 km2 dans l'État de Washington,.
Forêts de montagne des crêtes des Cascades (4c)
Cette écorégion (Cascade Crest Montane Forest) consiste en un plateau vallonné ponctué de buttes et de cônes volcaniques qui s'élèvent jusqu'à 2 000 mètres d'altitude. Le volcanisme du Pliocène à base d'andésite a recouvert les roches précédentes. Les glaciations du Pléistocène ont laissé des lacs glaciaires au milieu du plateau. Des cours d'eau secondaires et sinueux traversent ces terrains partiellement glacés. De vastes forêts à base de Pruche subalpine, de Sapin gracieux et de Sapin subalpin, avec le Sapin de Vancouver, le Sapin noble, le Pin d'Oregon, l'Épinette d'Engelmann (Picea engelmannii) et le Pin tordu (Pinus contorta) y poussent. En sous-bois, on retrouve l'Érable circiné et des espèces de rhododendrons, mais aussi la Xérophylle tenace ou herbe d'ours (Xerophyllum tenax), la Linnée boréale (Linnaea borealis) et la Gaulthérie couchée (Gaultheria procumbens). Les prairies d'altitude supportent le Saule herbacé (Salix herbacea), la Canche cespiteuse (Deschampsia cespitosa) et des espèces de Cyperaceae. Cette écorégion couvre 4 944 km2 en Oregon et 803 km2 dans l'État de Washington, le long des crêtes des High Cascades avec une enclave autour du cratère Newberry, au sud de Bend,.
Étages alpin et subalpin des Cascades (4d)

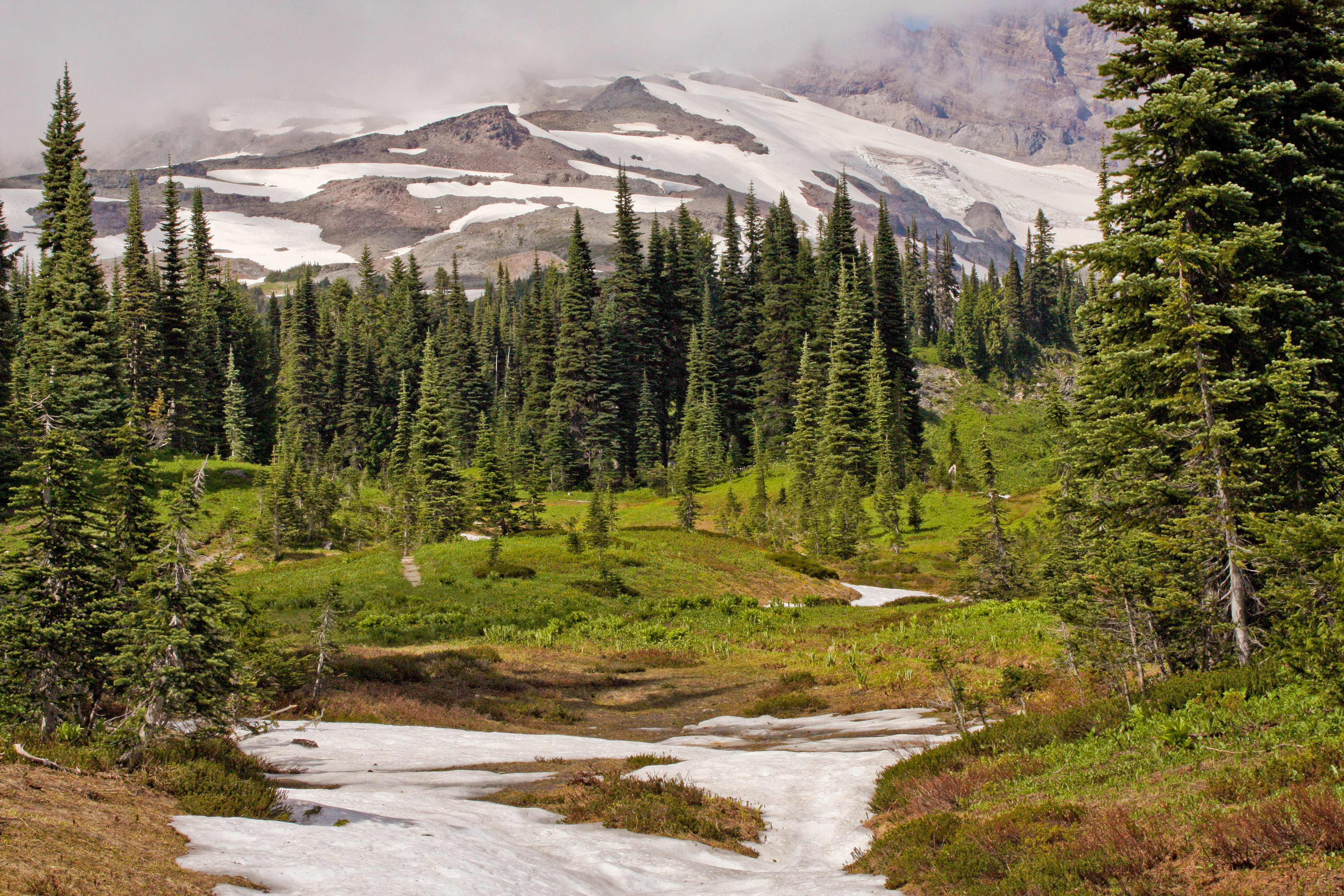
Paysage du parc national du mont Rainier.

Cette écorégion (Cascades Subalpine/Alpine) est celle des plus hauts sommets volcaniques enneigés des Cascades s'élevant au-delà de 2 000 mètres d'altitude, au-dessus des prairies d'altitude ; celle aussi des torrents, des cirques et des lacs glaciaires. Les glaciations du Pléistocène ont fortement remodelé le paysage et ont laissé des moraines et des vallées « en U ». La taille des glaciers et des névés s'accroît en remontant vers le nord. La végétation est adaptée à ces conditions d'altitude, de froid et de neige. Quelques spécimens de Pruche subalpine, de Sapin subalpin et de Pin à écorce blanche (Pinus albicaulis) parsèment les prairies subalpines composées de plantes herbacées et de buissons au niveau de la limite des arbres. Carex breweri, Carex heteroneura var. chalciolepis, Carex nigra et Aster alpinus peuplent les tourbières. Les lupins, les lys, les asters, les phlox, les rhododendrons et les digitales représentent l'essentiel des plantes à fleurs. Entre les deux, la roche est très présente. Cette écorégion couvre 857 km2 en Oregon et 1 005 km2 dans l'État de Washington autour du mont Rainier, du mont Adams, du mont Hood, du mont Jefferson, des Three Sisters, du mont Bachelor, du pic Diamond, du mont Scott et du mont McLoughlin,.
Hautes forêts de montagne des Cascades méridionales (4e)

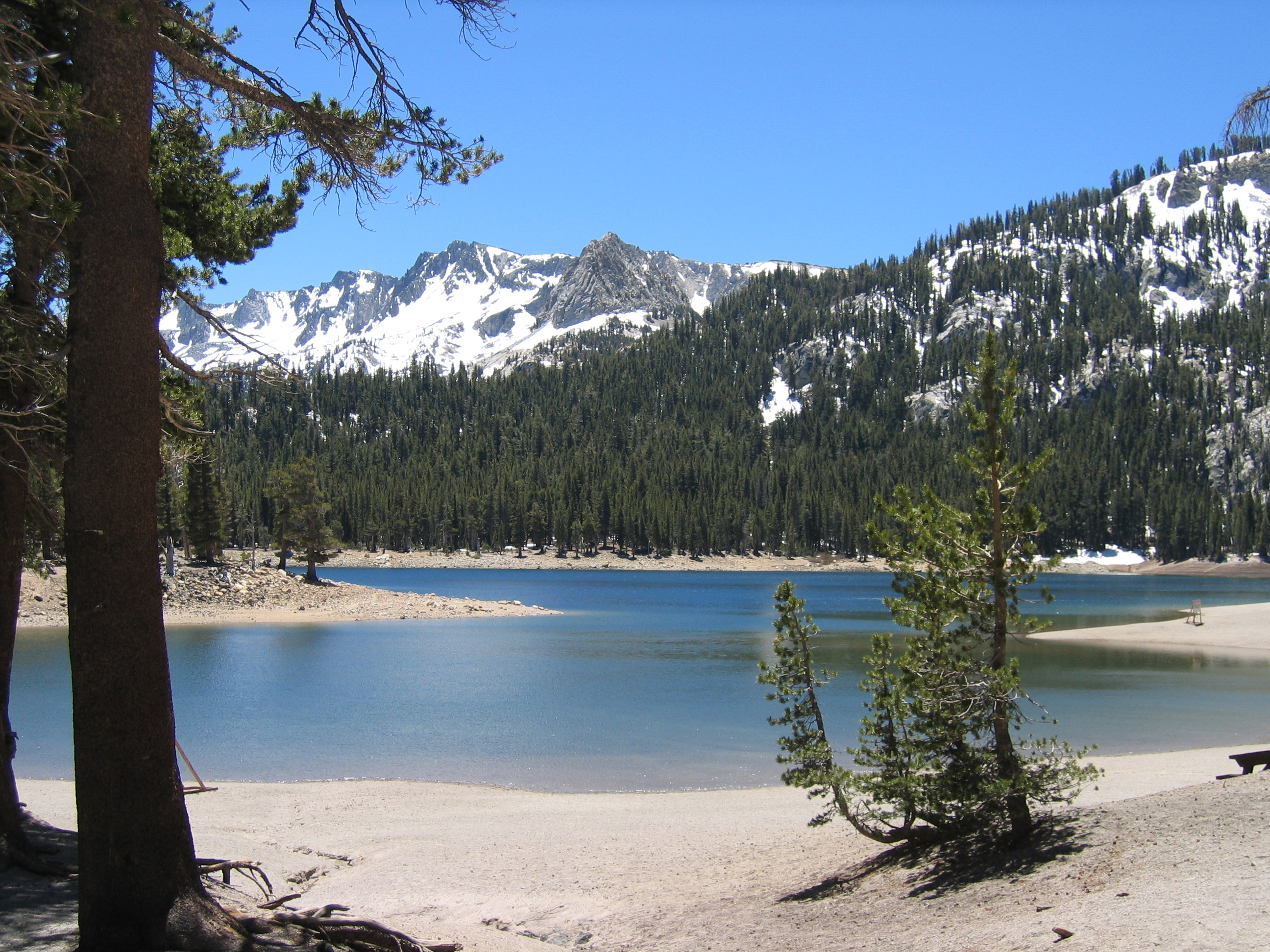
Vue sur Horseshoe Lake, dans le parc national volcanique de Lassen.

Cette écorégion (High Southern Cascades Montane Forest) consiste en un plateau volcanique vallonné et glacé, ponctué de buttes et de cônes volcaniques isolés, entre 1 200 et 2 500 mètres d'altitude. Les sols au régime de températures cryique favorisent le développement de forêts de conifères mixtes abritant la Pruche subalpine, le Pin tordu et le Sapin gracieux. Le Sapin de Vancouver, le Sapin du Colorado (Abies concolor) et le Sapin rouge (Abies magnifica) sont plus communs au sud et à l'est. Le Pin à écorce blanche se trouve en altitude. Le couvert végétal est assuré par Luzula sp., Lupinus sp., Pyrola sp. et par la Chimaphile à ombelles (Chimaphila umbellata) dans les forêts, par Eriogonum pyrolifolium, Polygonum newberryi et Carex breweri dans les prairies d'altitude. Cette écorégion couvre 2 370 km2 dans le Sud de l'Oregon et inclut les régions les plus basses du parc national de Crater Lake,.
Cascades méridionales (4f, 4g)
Cette écorégion (Southern Cascades) est moins élevée et moins accidentée que celles qui l'entourent ; ses versants sont moins abrupts et ses vallées plus larges. L'altitude varie de 400 à 1 600 mètres. La végétation reflète la longue sécheresse estivale et les sols au régime de températures mésique. Le débit des cours d'eau est sensiblement plus faible que dans le reste des Cascades. La Pruche de l'Ouest et le Thuya géant de Californie laissent progressivement la place, en direction du sud, à des espèces répandues dans la Sierra Nevada tels le Cèdre à encens (Calocedrus decurrens), le Sapin du Colorado, le Sapin rouge et le Pin à sucre (Pinus lambertiana) ainsi que, en sous-bois, Symphoricarpos sp., la Linnée boréale, le Mahonia à feuilles de houx, des espèces d'amélanchiers, Chrysolepis sp. et l'Holodisque discolore (Holodiscus discolor). À faible altitude, le Pin d'Oregon et le Pin ponderosa (Pinus ponderosa) dominent. Cette écorégion couvre 3 662 km2 dans le Sud de l'Oregon et dans une partie des bassins de la South Umpqua River et du Rogue.

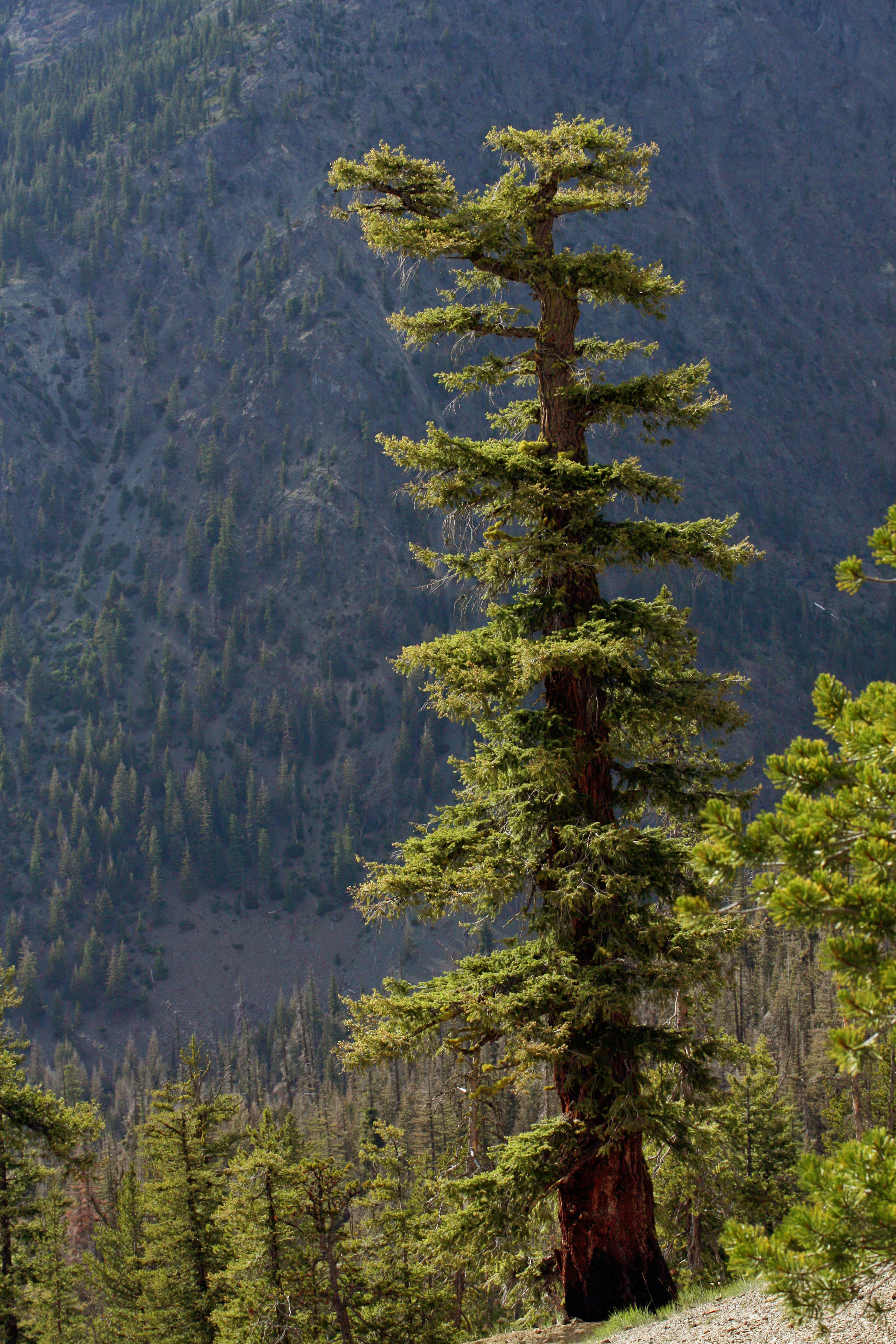
Pin d'Oregon dans les monts Wenatchee.
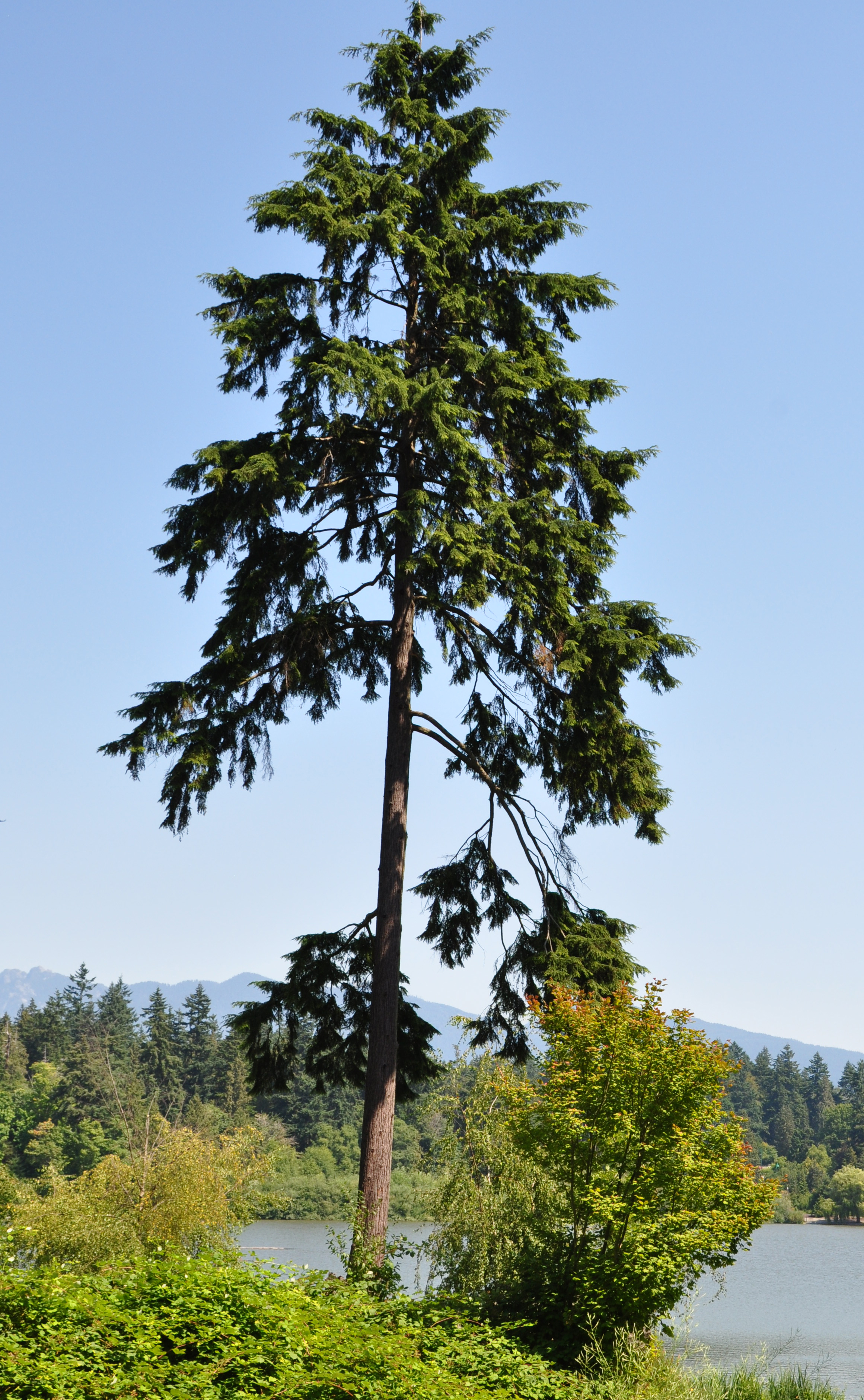
Pruche de l'Ouest en Colombie-Britannique.
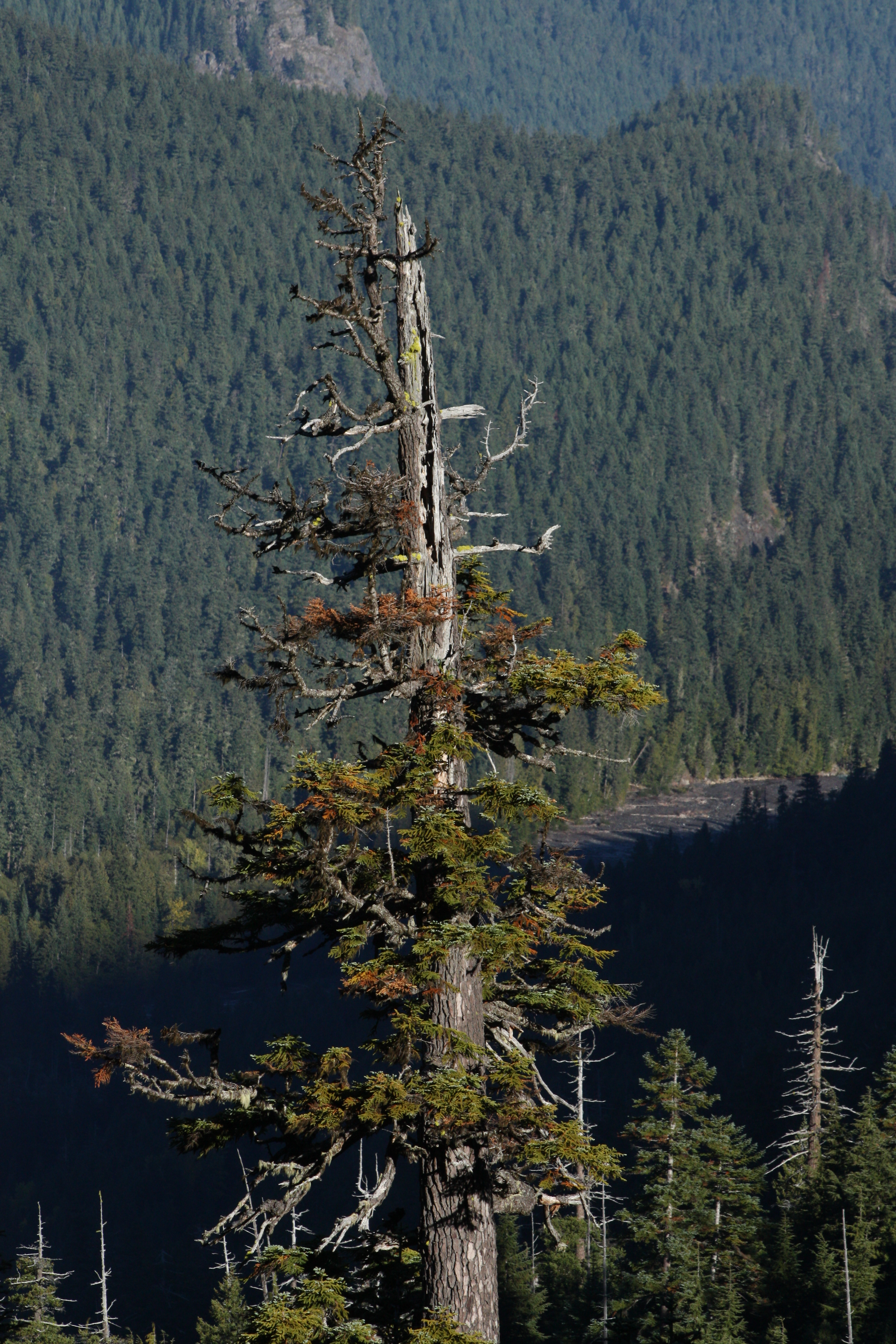
Vieux spécimen de Sapin noble dans le parc national du mont Rainier.
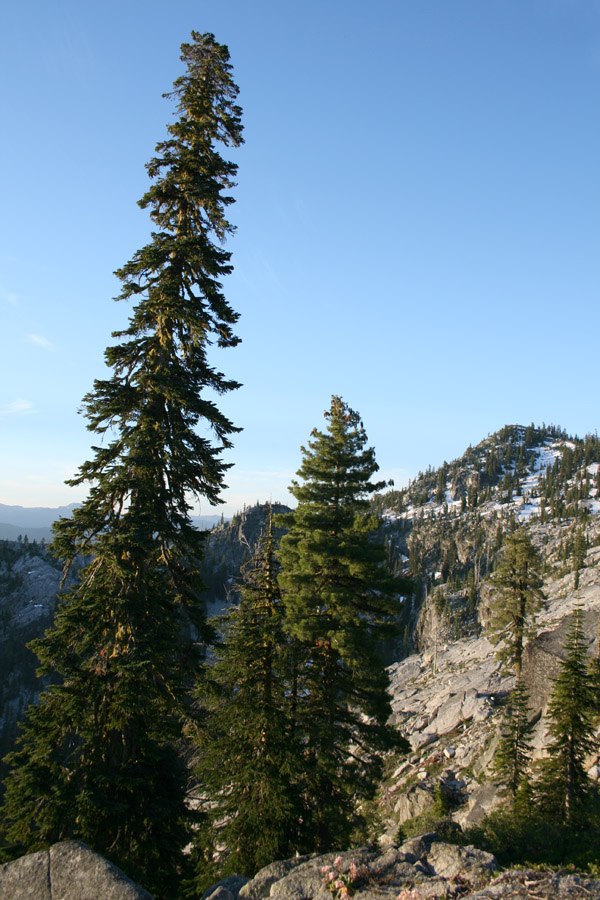
Sapin gracieux dans les monts Siskiyou.

#### Écorégion des versants et piémonts orientaux des Cascades

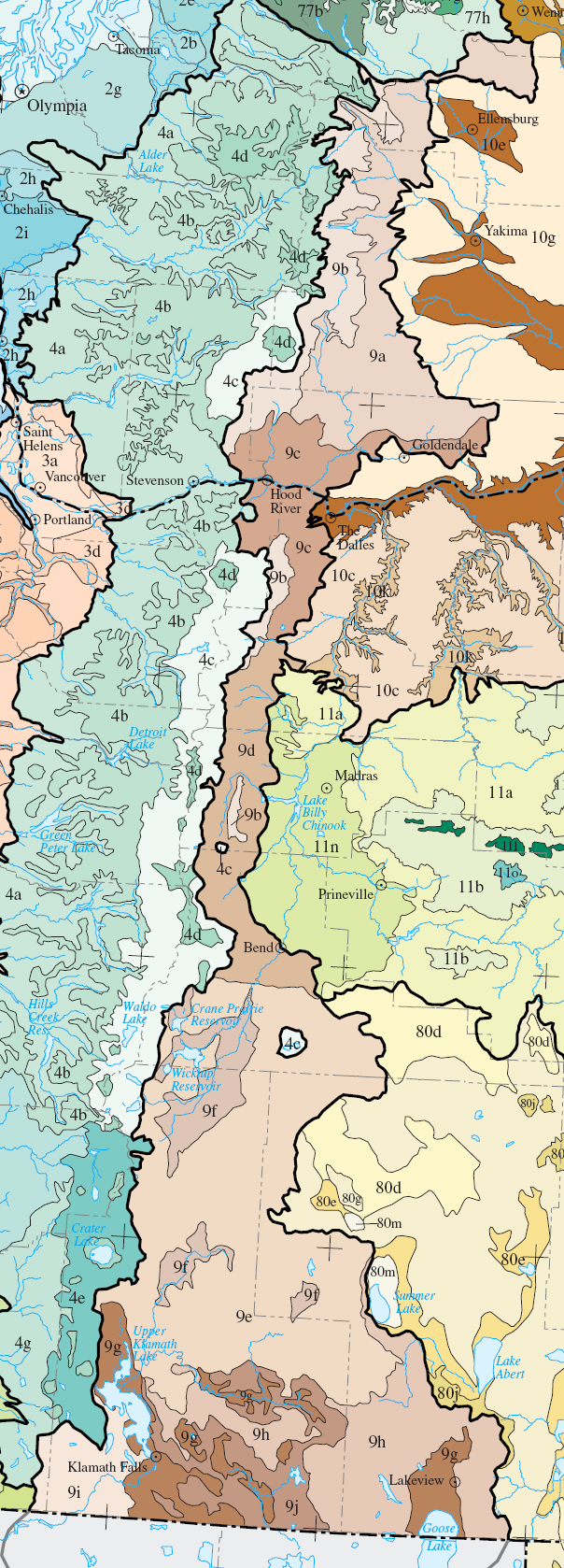
Carte des écorégions de niveau IV dans l'écorégion des versants et piémonts orientaux des Cascades (niveau III, en nuances de marron).

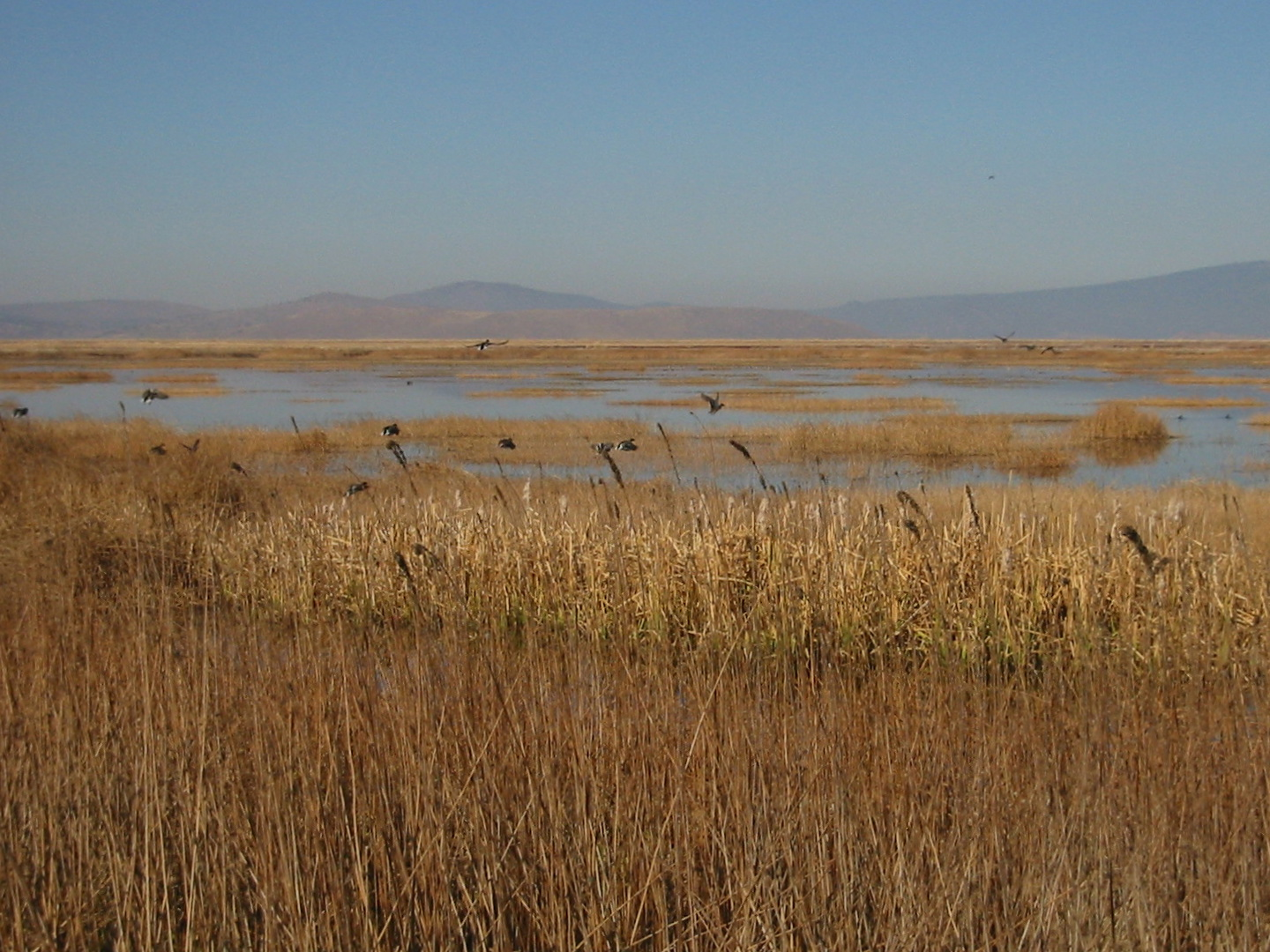
Marais dans le refuge faunique national de Lower Klamath.

L'écorégion des versants et piémonts orientaux des Cascades correspondant au versant des High Cascades situé dans l'ombre pluviométrique de la chaîne et soumis à de plus grands écarts de températures. Le climat est donc plus continental que celui du versant occidental ; il permet le développement de forêts ouvertes à base de Pin ponderosa et de Pin tordu. Cette écorégion est fortement soumise aux feux de forêts. Elle s'étend sur les États de Washington, de l'Oregon et de Californie. Elle comprend de nombreux cônes et buttes volcaniques,.
Parmi les mammifères se trouvent des insectivores comme la Musaraigne errante (Sorex vagrans), la Musaraigne palustre (Sorex palustris) et la Taupe naine (Neurotrichus gibbsii). Les chiroptères sont représentés par la Petite chauve-souris brune (Myotis lucifugus) et la Grande chauve-souris brune (Eptesicus fuscus). Les carnivores sont représentés par l’Ours noir (Ursus americanus), la Belette à longue queue (Mustela frenata), le Coyote (Canis latrans) et le Renard roux (Vulpes vulpes). Les grands herbivores sont, eux, représentés par le Wapiti de Roosevelt (Cervus canadensis roosevelti) et le Cerf hémione (Odocoileus hemionus) dont sa sous-espèce columbianus, le Cerf à queue noire de Colombie. L'Antilope d'Amérique (Antilocapra americana) est un mammifère bien adapté à la végétation rase du plateau de ponces. Les petits mammifères sont les plus nombreux avec, par exemple, la Marmotte à ventre jaune (Marmota flaviventris), le Tamia amène (Tamias amoenus), le Grand polatouche (Glaucomys sabrinus) et le Lièvre d'Amérique (Lepus americanus).
Les zones ripariennes abritent notamment le Bec-croisé des sapins (Loxia curvirostra). Les marais, les lacs, les retenues, les forêts humides, les cours d'eau fournissent un habitat important dans la migration des sauvagines. Le Bécassin à long bec (Limnodromus scolopaceus) est une espèce typique du bassin du fleuve Klamath,.
La rivière Deschutes, qui forme la limite orientale des Cascades en Oregon, et ses affluents abritent la Truite arc-en-ciel, tandis que la Truite fario (Salmo trutta) a été introduite en provenance d'Europe et constitue une menace pour l'espèce précédente en colonisant son habitat naturel.
Des espèces d'amphibiens vivent dans les zones humides, dont la Salamandre foncée (Ambystoma gracile) au nord-ouest du parc, la Salamandre à longs doigts (Ambystoma macrodactylum), le Triton rugueux (Taricha granulosa), l'Ensatine de l'Oregon (Ensatina eschscholtzii oregonensis), la Grenouille-à-queue côtière (Ascaphus truei), le Crapaud boréal (Bufo boreas boreas), la Rainette du Pacifique (Hyla regilla) et la Grenouille des Cascades (Rana cascadae).
Les reptiles sont représentés par le Lézard de sagebrush (Sceloporus graciosus graciosus), l'Iguane à petites cornes (Phrynosoma douglassii douglassii), le Lézard-alligator boréal (Gerrhonotus coeruleus) et la Couleuvre rayée (Thamnophis sirtalis fitchi).

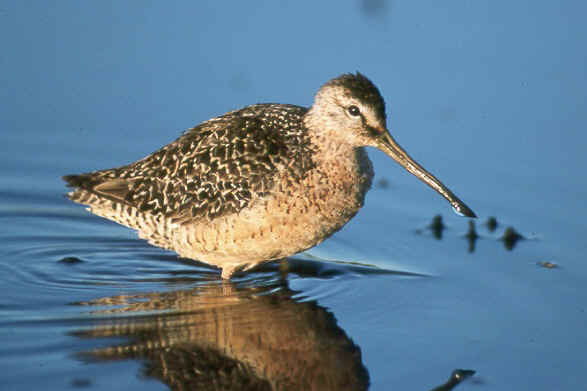
Bécassin à long bec dans le bassin du fleuve Klamath.
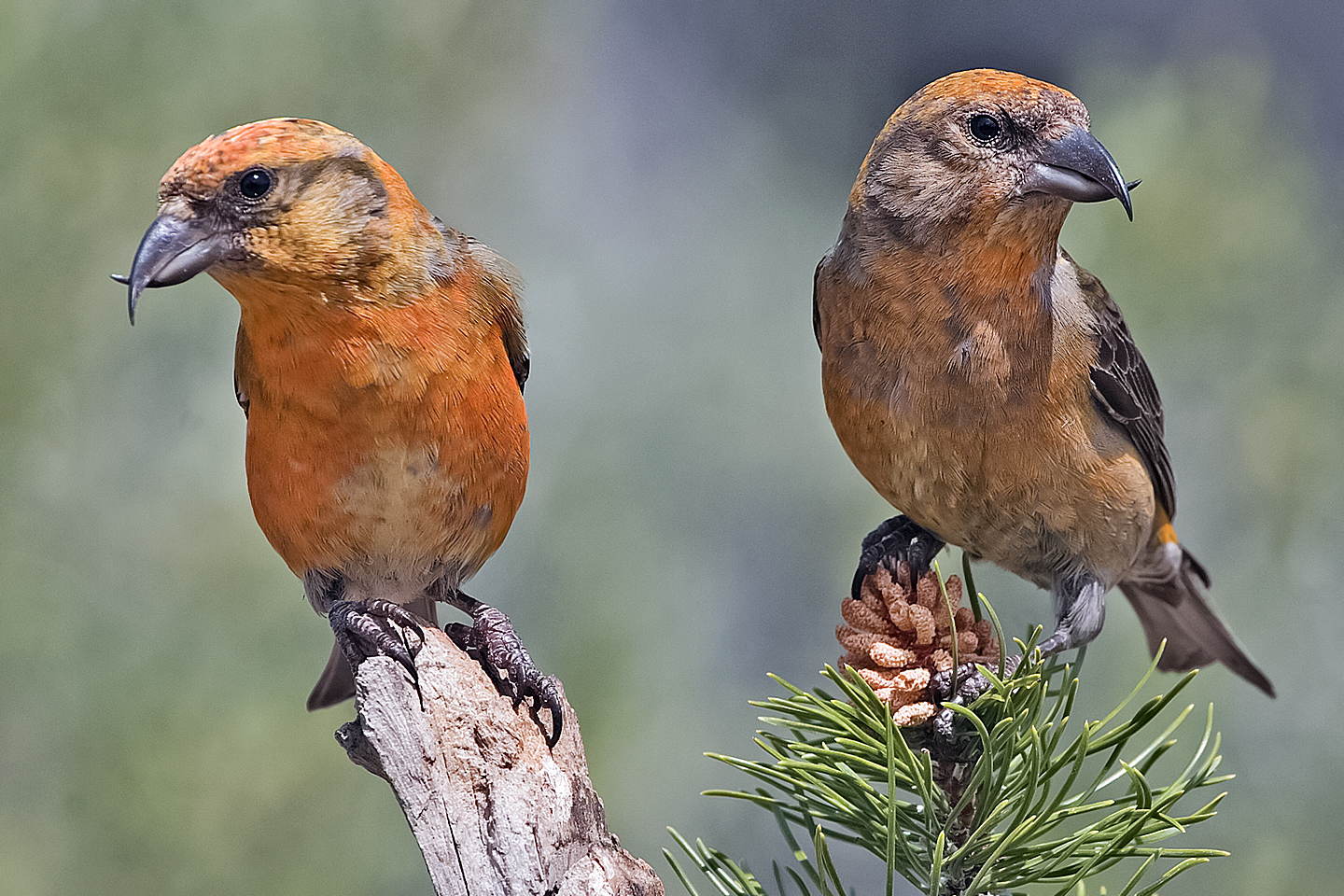
Bec-croisé des sapins dans la forêt nationale de Deschutes.
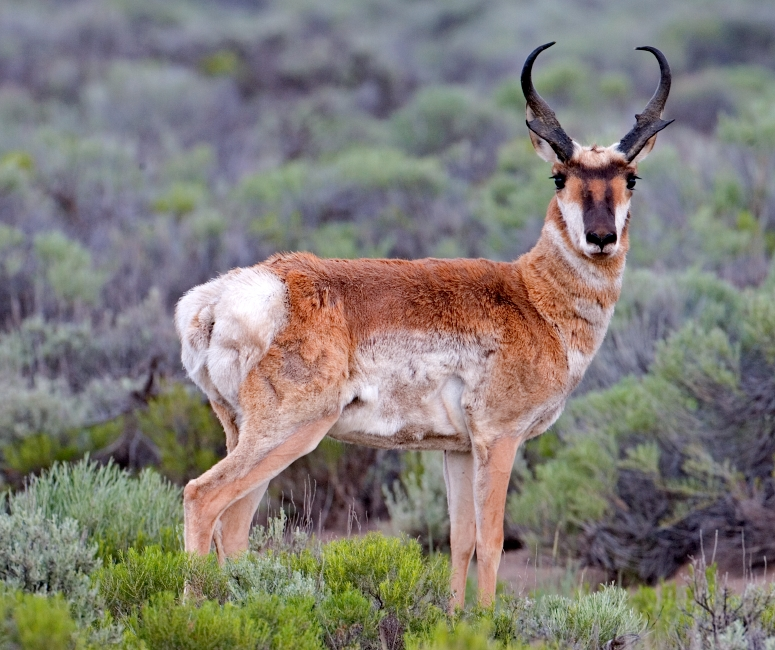
Antilope d'Amérique sur le plateau de ponces.
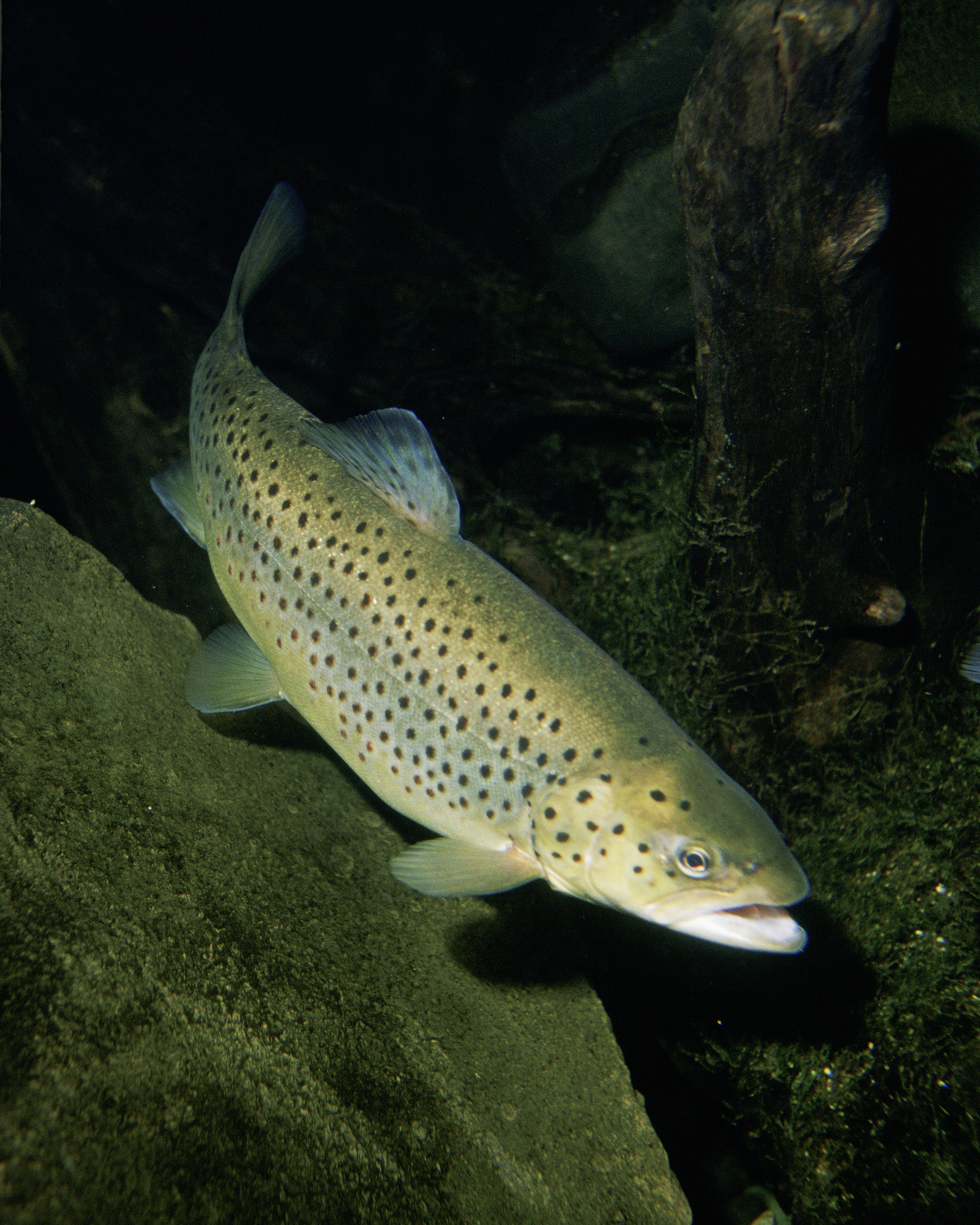
Une truite fario en milieu naturel.

Plateau de Yakima et ses versants (9a)
Cette écorégion (Yakima Plateau and Slopes) est composée de plateaux, de buttes et de canyons dont les roches basaltiques sont entrecoupées d'importants cours d'eau qui se déversent en fréquentes cascades, en particulier au sud. L'altitude varie de 750 à 1 500 mètres. Le climat continental sec permet le développement de forêts claires de Pin ponderosa et de Purshia sp. avec la présence du Pin d'Oregon et du Chêne de Garry (Quercus garryana). Les feux de forêts sont un élément naturel à part entière de cette écorégion. Elle couvre 4 644 km2 dans l'État de Washington, principalement sur les terres des Yakamas.
Forêt mixte de Sapin de Vancouver (9b)
Cette écorégion (Grand Fir Mixed Forest) est caractérisée par de hauts plateaux glacés, des montagnes et des canyons abritant des cours d'eau importants. Elle abrite plusieurs lacs glaciaires. L'altitude varie de 650 à 1 800 mètres. Les sols, au régime de températures frigide, et le climat continental neigeux permettent le développement à la fois du Sapin de Vancouver et du Pin d'Oregon, avec la présence du Pin ponderosa et du Mélèze de l'Ouest (Larix occidentalis). En sous-bois, on retrouve l'Érable circiné, des espèces de noisetier, Symphoricarpos sp. et l'Holodisque discolore. Cette écorégion couvre 2 103 km2 dans l'État de Washington et 420 km2 en Oregon, à l'est des monts Rainier, Adams et Hood et sur Black Butte,.
Piémonts de chênes et de conifères (9c)
Cette écorégion (Oak/Conifer Foothills) est relativement basse et sèche, et abrite la plus grande biodiversité de la partie orientale des Cascades. Elle est composée de piémonts, de basses montagnes, de plateaux et de vallées s'étalant entre 150 et 1 050 mètres d'altitude. Les influences océaniques s'infiltrent par la gorge du Columbia, modérant le climat continental. En conséquence, l'écosystème partage les spécificités de l'Est et de l'Ouest de l'Oregon. Ainsi, la région est caractérisée respectivement par la présence du Chêne de Garry et du Pin ponderosa d'un côté et par celle du Pin d'Oregon et de la Pruche de l'Ouest de l'autre. Quelques prairies sont également présentes. En sous-bois, on retrouve la Fétuque d'Idaho (Festuca idahoensis), l'Agropyre à épi (Pseudoroegneria spicata), la Purshie tridentée (Purshia tridentata), le Mahonia à feuilles de houx, le noisetier et Symphoricarpos sp. Les terres, en grande partie privées, sont exploitées pour la sylviculture, l'arboriculture fruitière, le maraîchage et l'élevage. Cette écorégion couvre 1 458 km2 dans l'État de Washington et 1 194 km2 en Oregon, le long du bassin de la Columbia,.
Forêt claire de Pins ponderosa et de Purshia (9d)
Cette écorégion (Ponderosa Pine/Bitterbrush Woodland) est dominée par de hauts plateaux volcaniques vallonnés et des canyons au fond desquels coulent des moyennes rivières. L'altitude varie de 700 à 1 600 mètres. L'hydrogéologie volcanique, issue des cendres du mont Mazama, assure un débit permanent aux cours d'eau et un bon drainage des sols au régime de températures frigide. Ils permettent le développement de forêts de Pins ponderosa, tout juste éclaircies au sol par de fréquents incendies naturels. À basse altitude, la Purshie tridentée est une ressource importante pour la subsistance des cervidés au cours de l'hiver. Plus haut, on retrouve l'Arctostaphyle à feuilles vertes (Arctostaphylos patula) et Symphoricarpos sp. Les zones ripariennes abritent l'Aulne blanc (Alnus incana), des espèces de cornouillers (Cornus sp.) et de saules (Salix sp.), ainsi que des plantes de la famille des cypéracées. Cette écorégion couvre 2 789 km2 en Oregon, à l'est du mont Jefferson, du Three Fingered Jack et des Three Sisters,.
Plateau de ponces (9e)

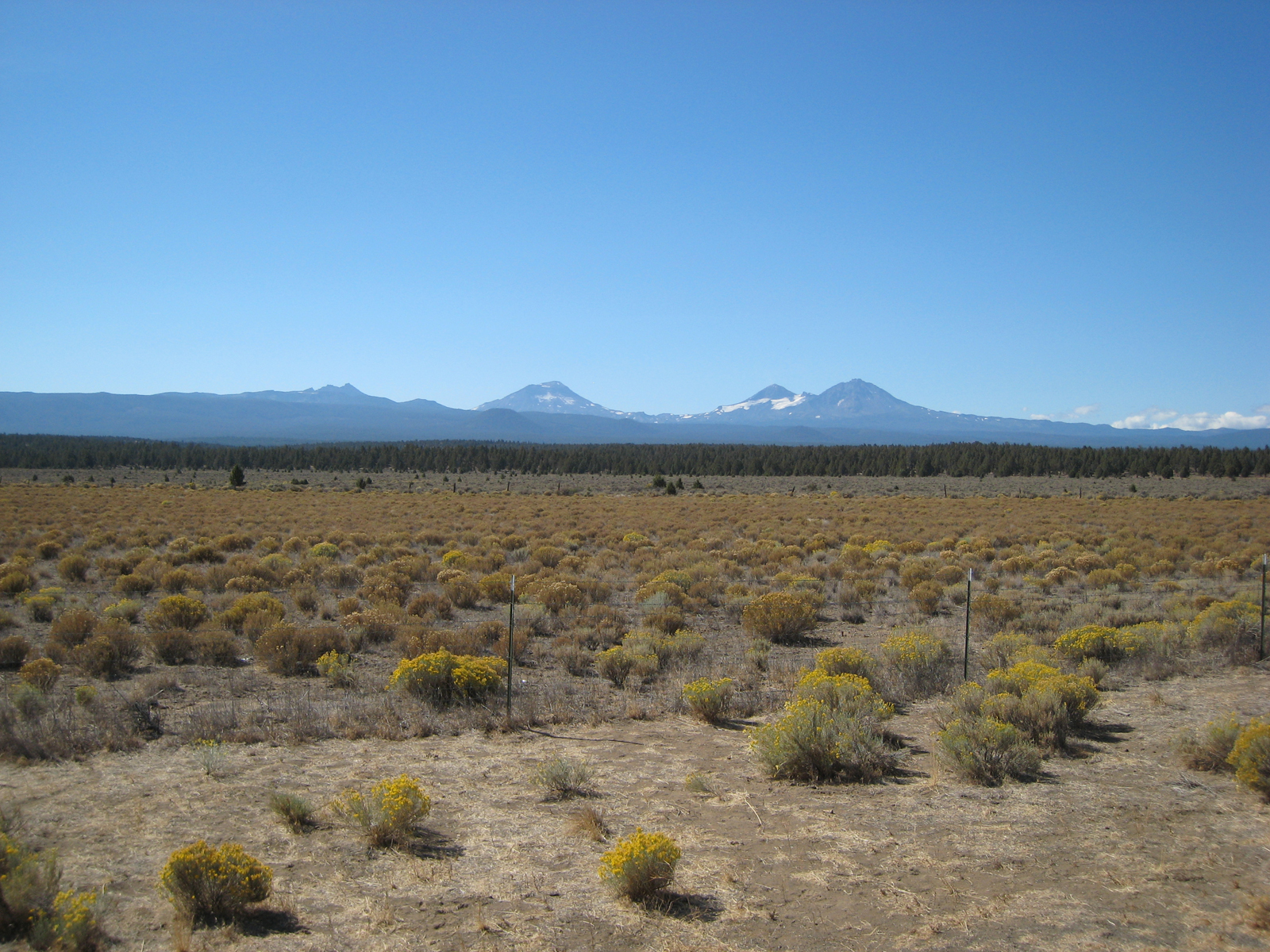
Vue du plateau de ponces en direction des volcans de la chaîne vers l'ouest.

Cette écorégion (Pumice Plateau) est un haut plateau volcanique typiquement recouvert par les épais dépôts de cendres et de ponces du mont Mazama. L'altitude varie de 1 300 à 2 500 mètres. Les sols résiduels sont profondément enfouis, hautement perméables et sujets à la sécheresse ; ils ne sont alimentés que de manière intermittente par de petits ruisseaux et des marais qui se forment au printemps. Des températures négatives sont possibles tout au long de l'année. Les forêts de Pin ponderosa sont répandues sur les versants et le Sapin du Colorado se trouve à plus haute altitude. Des dépressions plus froides, où les dépôts de ponces sont les plus épais, sont dominées par le Pin tordu et, au sol, la Purshie tridentée et la Fétuque d'Idaho. Les zones ripariennes abritent l'Aulne blanc, des espèces de cornouillers et de saules, ainsi que le Peuplier faux-tremble (Populus tremuloides). Le plateau de ponces est, avec 10 971 km2 entre Bend et Klamath Falls en Oregon, la plus vaste écorégion des versants et piémonts orientaux des Cascades,.
Bassins froids et humides du plateau de ponces (9f)
Cette écorégion (Cold Wet Pumice Plateau Basins) inclut les marais de la Sycan et du fleuve Klamath, ainsi que le bassin de La Pine, qui sont entourés par le plateau de ponces mais ont une végétation et une topographie différentes. Situés entre 1 250 et 1 600 mètres d'altitude, ils « emprisonnent » les masses d'air froid durant l'hiver, ce qui aboutit à des températures minimales plus froides. En raison de la présence de nappes phréatiques, la majeure partie de l'année, les sols sont plus humides que sur le plateau. Le bassin de La Pine repose sur d'épais dépôts lacustres d'où les eaux souterraines issues de la fonte des neiges rejaillissent. Il abrite des Pins tordus et, dans les zones humides, des saules et peupliers faux-tremble. Des Pins ponderosa épars sont présents au niveau des sols plus secs. Les marais de la Sycan et du fleuve Klamath possèdent une végétation typique des prairies humides, comprenant le Scirpe aigu (Scirpus lacustris acutus) et la Canche cespiteuse. Cette écorégion couvre 1 686 km2 en Oregon,.
Bassins chauds et humides des lacs Klamath et Goose (9g)
Alors que cette écorégion (Klamath/Goose Lake Warm Wet Basins) est la plus sèche de toute la partie orientale des Cascades, elle contient toutefois des lits majeurs, des terrasses alluviales et un lac d'origine pluviale. L'altitude varie de 1 200 à 1 650 mètres. Des espèces de Leymus, Poa et Elymus recouvraient autrefois ces bassins mais ont disparu depuis le drainage pour ouvrir des quartiers résidentiels, des prairies et des zones maraîchères. L'Agropyre à épi, la Fétuque d'Idaho, la Purshie tridentée, l'Armoise tridentée se trouvent dans les prairies, avec le Scirpe aigu et Typha sp. dans les zones les plus humides. Plusieurs réserves naturelles protègent la biodiversité, en particulier des espèces de poissons et d'oiseaux menacées, autour du bassin du fleuve Klamath. Cette écorégion couvre 2 691 km2 dans les comtés de Klamath et de Lake en Oregon ; les zones contiguës de Californie n'ont pas encore été cartographiées,.
Forêt de pins et de sapins de Fremont (9h)
Cette écorégion (Fremont Pine/Fir Forest) se compose de montagnes relativement pentues et de hauts plateaux dépassant rarement la limite des arbres. L'altitude varie de 1 500 à 2 450 mètres. Les sols résiduels sont fréquents dans la région, à l'inverse du plateau de ponces, où ils sont profondément enfouis sous la cendre. Des retenues, quelques lacs glaciaires, de nombreuses cascades et torrents sont présents. En raison du climat continental et de la variété des terrains, la végétation est très diversifiée. Le Pin ponderosa et le Genévrier occidental (Juniperus occidentalis) poussent à basse altitude. Le Sapin du Colorado, le Pin à sucre, le Pin à écorce blanche, le Pin tordu et le Cèdre à encens se trouvent à haute altitude et sur les versants septentrionaux. Symphoricarpos sp., Arnica sp., Poa sp., la Purshie tridentée et Carex inops composent les sous-bois. Cette écorégion couvre 4 330 km2 en Oregon ; les zones contiguës de Californie n'ont pas encore été cartographiées,.
Versants des Cascades méridionales (9i)

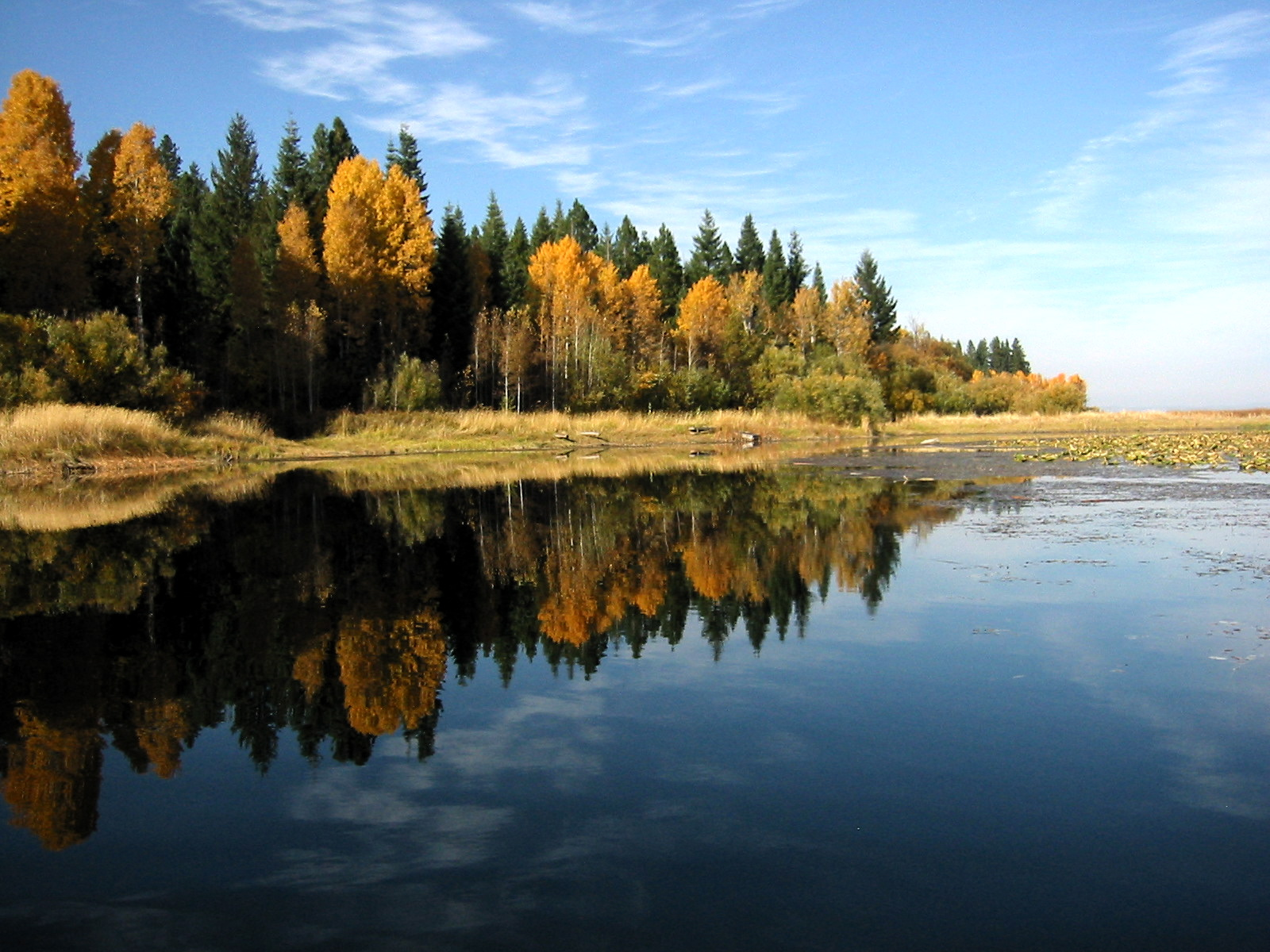
Vue du lac Klamath supérieur, avec des spécimens de Peuplier faux-tremble, de Pin ponderosa et de Sapin du Colorado.

Cette écorégion (Southern Cascades Slope) fait la transition entre les versants occidentaux et orientaux de la chaîne. Elle se caractérise par des montagnes moyennement pentues qui s'élèvent entre 1 100 et 1 900 mètres d'altitude. Elles reçoivent des précipitations importantes et on y trouve d'importantes forêts de Pin ponderosa. Le Sapin du Colorado, le Sapin rouge, le Pin d'Oregon et le Cèdre à encens poussent à haute altitude. En sous-bois figurent la Fétuque d'Idaho, la Fétuque occidentale (Festuca occidentalis), la Purshie tridentée, Carex rossii, Symphoricarpos sp. et Castanopsis chrysophylla. Cette écorégion couvre 1 334 km2 en Oregon, autour du bassin du fleuve Klamath ; les zones contiguës de Californie n'ont pas encore été cartographiées,.
Forêt claire de genévriers du Klamath (9j)
Cette écorégion (Klamath Juniper Woodland) est composée de collines et d'escarpements recouverts de forêts claires entre 1 350 et 1 900 mètres d'altitude. La moyenne des précipitations annuelles est comprise entre 30 et 50 centimètres. Le Genévrier occidental pousse dans les sols superficiels et rocailleux, abritant l'Armoise tridentée, Purshia sp. et des herbes à tussack. Plusieurs espèces caractéristiques des steppes buissonnantes sont tout à fait inhabituelles dans l'Est de l'Oregon, à l'instar de Wyethia mollis, Prunus subcordata et du Cercocarpe de montagne (Cercocarpus betuloides). Les fruticées fournissent un habitat important à la faune sauvage. Des réservoirs ponctuent le paysage, fournissant une part importante de l'eau nécessaire à l'irrigation. Cette écorégion couvre 2 031 km2 en Oregon, au sud de Klamath Falls, dans le bassin de la Lost River ; les zones contiguës de Californie n'ont pas encore été cartographiées,.

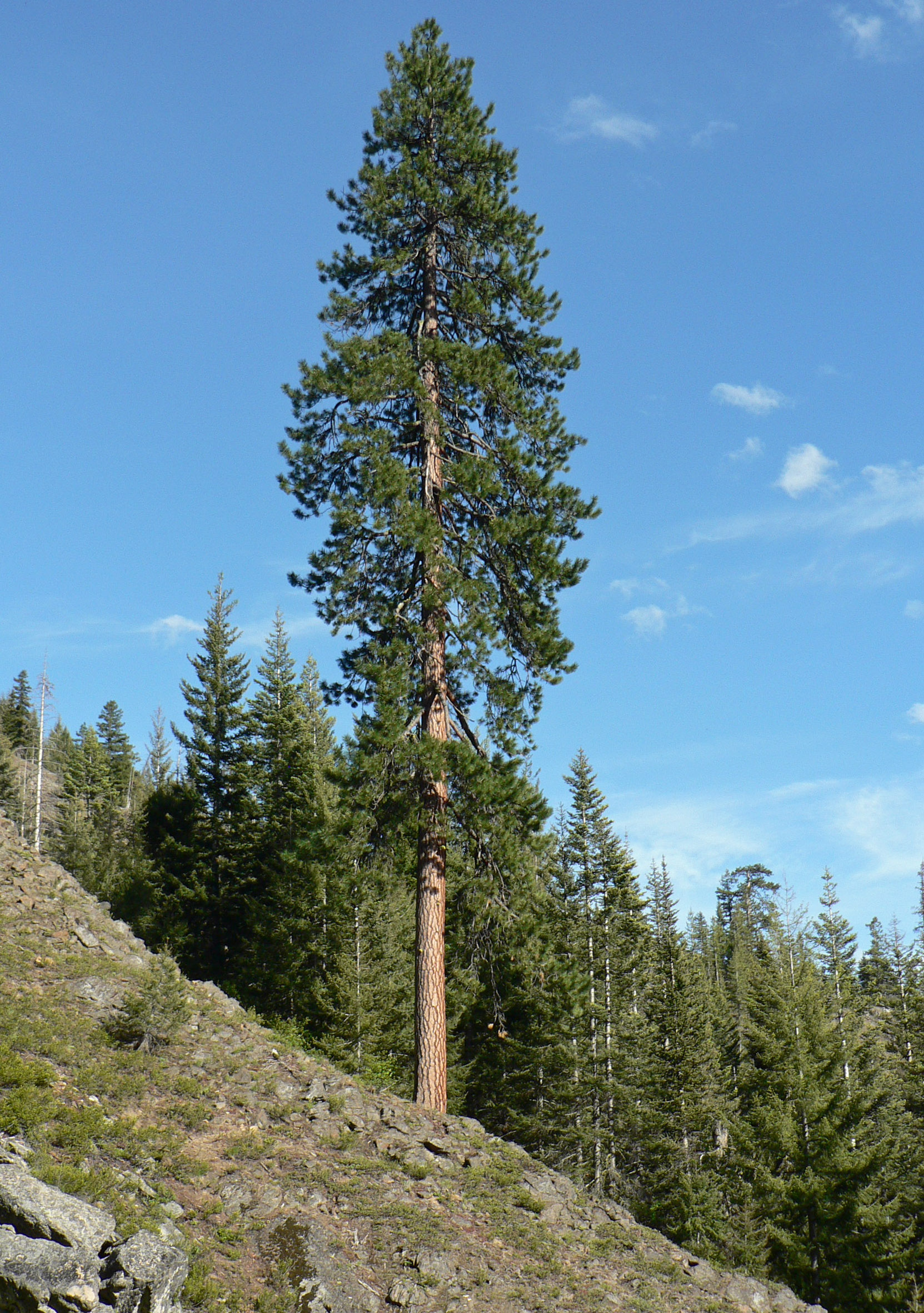
Pin ponderosa dans la forêt nationale de Wenatchee.
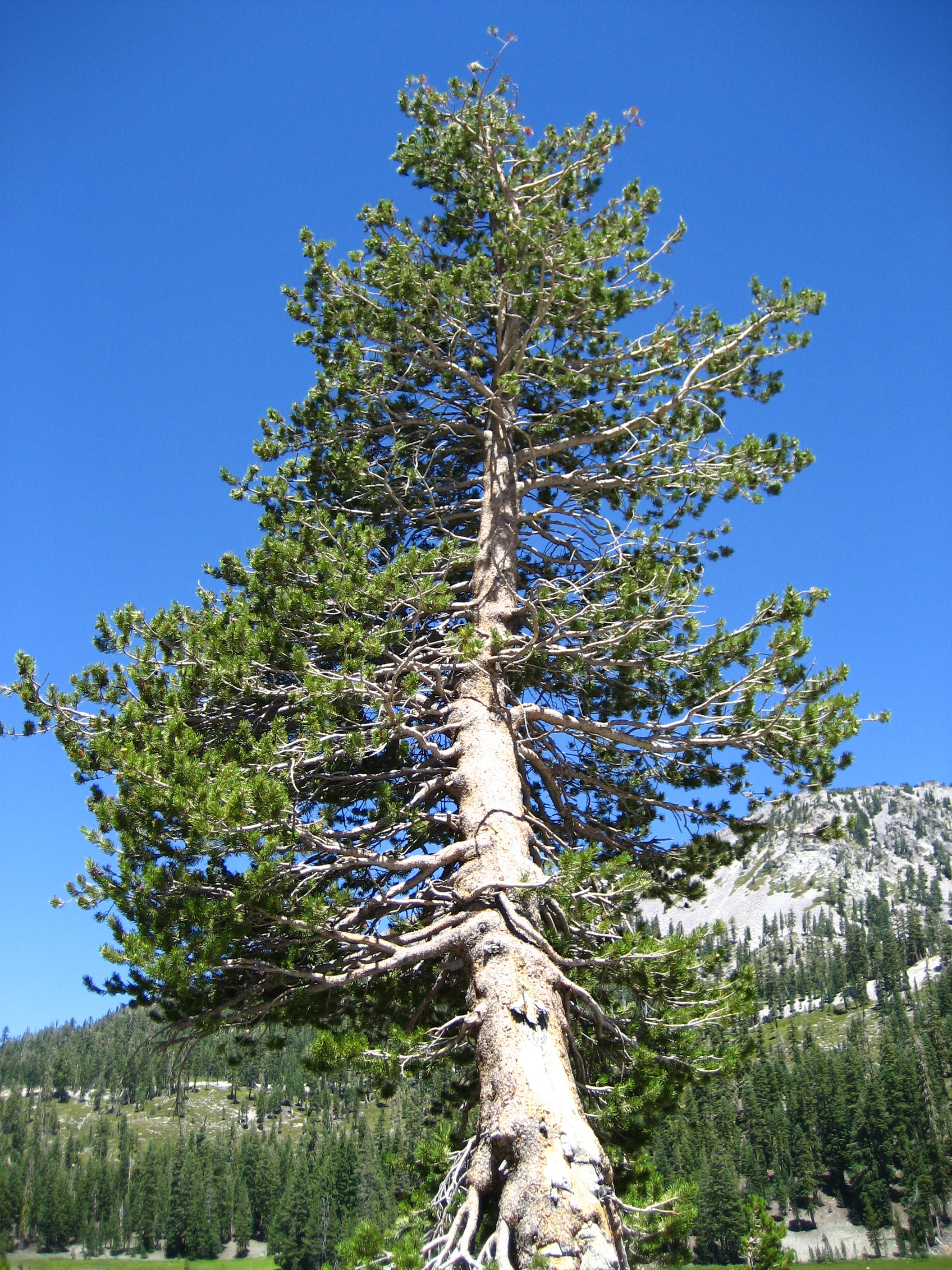
Pin tordu dans le parc national volcanique de Lassen.
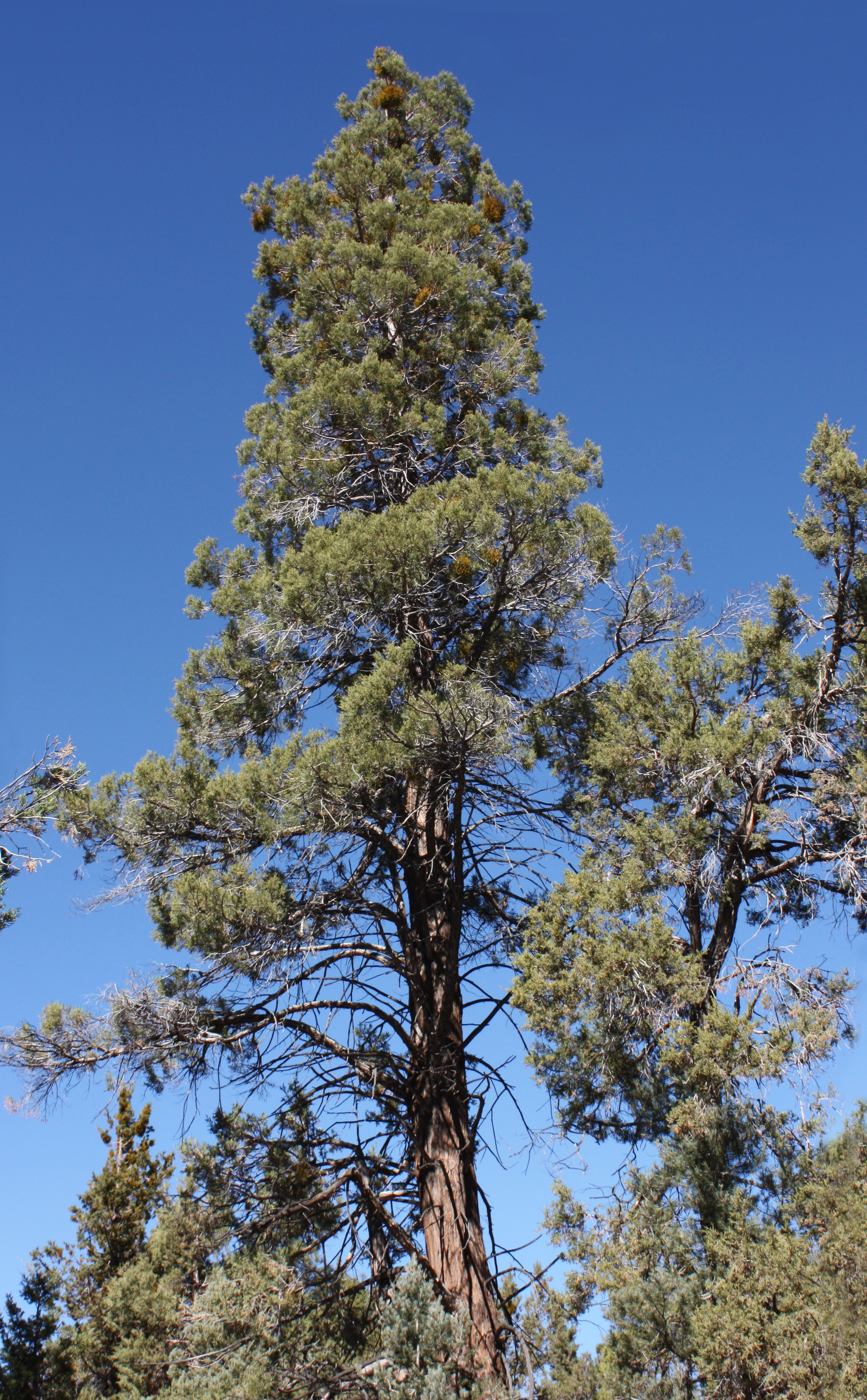
Cèdre à encens en Californie.
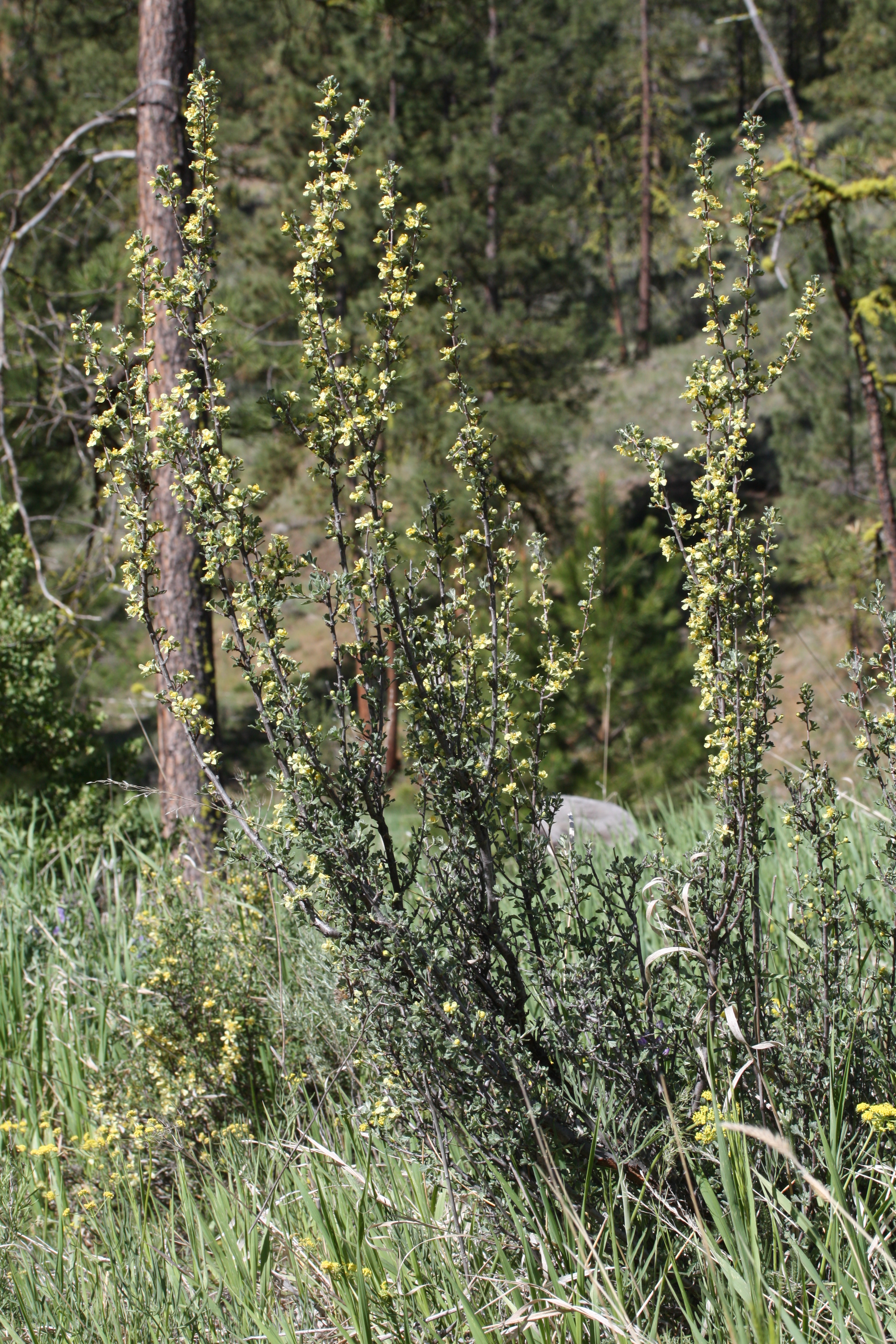
Spécimen de Purshie tridentée.

#### Écorégion des North Cascades

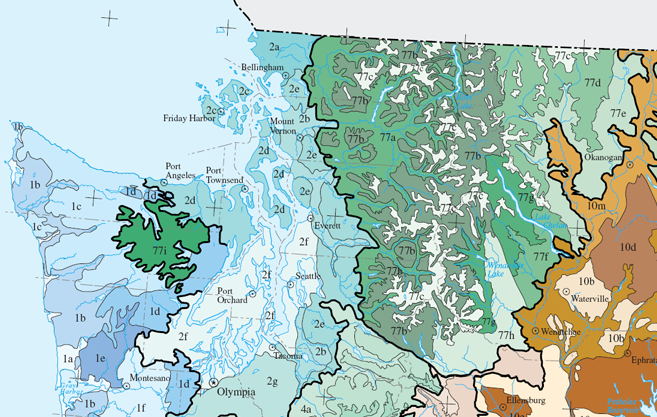
Carte des écorégions de niveau IV dans l'écorégion des North Cascades (niveau III, en nuances de vert).

L'écorégion des North Cascades correspondant au groupe montagneux le plus septentrional de la chaîne, auquel s'ajoutent les plus hauts reliefs des montagnes Olympiques (High Olympics, 77i). Le massif est principalement composé de sommets élevés et accidentés, parmi lesquels le nombre de volcans est beaucoup plus faible que dans les High Cascades. La concentration de glaciers est la plus importante des États-Unis hors Alaska. Le climat est varié, avec des influences océaniques douces et humides à l'ouest et un climat continental sec à l'est. Les espèces végétales dominantes sont des conifères : la Pruche de l'Ouest, la Pruche subalpine, le Sapin blanc, le Sapin subalpin, le Sapin de Vancouver et le Pin d'Oregon. La faune est composée de cervidés, d'ursidés, de pumas, de chèvres des montagnes Rocheuses, de marmottes, de tétraoninés ou encore de Lagopèdes alpins. Cette écorégion s'étend en Colombie-Britannique et dans l'État de Washington.
Les grands herbivores sont représentés par la Chèvre des montagnes Rocheuses (Oreamnos americanus), le Mouflon canadien (Ovis canadensis), l'Élan (Alces americanus), le Cerf hémione (Odocoileus hemionus) et le Wapiti (Cervus canadensis). Les grands prédateurs sont l'Ours noir (Ursus americanus), le Grizzli (Ursus arctos), le Loup (Canis lupus), le Puma (Puma concolor), le Lynx du Canada (Lynx canadensis) et le Lynx roux (Lynx rufus). Parmi les petits mammifères se trouvent le Castor canadien (Castor canadensis), la Martre d'Amérique (Martes americana), la Loutre de rivière (Lontra canadensis), le Manicou (Didelphis marsupialis), l'Écureuil de Douglas (Tamiasciurus douglasii), le Spermophile à mante dorée des Cascades (Spermophilus saturatus), la Musaraigne palustre (Sorex palustris) et douze espèces de chauves-souris, dont la Chauve-souris de Yuma (Myotis yumanensis).
Le Pygargue à tête blanche (Haliaeetus leucocephalus), le Guillemot marbré (Brachyramphus marmoratus) et la Chouette tachetée (Strix occidentalis) sont les trois seules espèces d'oiseaux du parc national des North Cascades menacées au niveau national. Plus de la moitié des oiseaux sont des migrateurs qui quittent le parc pour des contrées plus méridionales de l'automne au printemps. Dans l'ouest du parc, à une altitude inférieure à 500 m, dans la forêt humide tempérée vivent la Chouette tachetée (Strix occidentalis), la Chouette rayée (Strix varia), le Grand-duc d'Amérique (Bubo virginianus), la Gélinotte huppée (Bonasa umbellus), le Pigeon à queue barrée (Patagioenas fasciata), le Martinet de Vaux (Chaetura vauxi), le Grand Pic (Dryocopus pileatus), le Geai de Steller (Cyanocitta stelleri), la Mésange à dos marron (Poecile rufescens), le Roitelet à couronne dorée (Regulus satrapa), la Grive à dos olive (Catharus ustulatus), le Bruant chanteur (Melospiza melodia) et le Roselin pourpré (Carpodacus purpureus). De 500 à 1 500 mètres sont présents le Pic à poitrine rouge (Sphyrapicus ruber), le Mésangeai du Canada (Perisoreus canadensis), la Sittelle à poitrine rousse (Sitta canadensis), la Grive à collier (Zoothera naevi), la Paruline des buissons (Oporornis tolmiei), le Bruant de Lincoln (Melospiza lincolnii) et le Bec-croisé des sapins (Loxia curvirostra),. Entre 1 500 mètres et la limite des arbres, la zone accueille principalement le Tétras fuligineux (Dendragapus fuliginosus), le Colibri calliope (Stellula calliope), le Pic tridactyle (Picoides tridactylus), le Cassenoix d'Amérique (Nucifraga columbiana), le Solitaire de Townsend (Myadestes townsendi), la Grive solitaire (Catharus guttatus), la Paruline de Townsend (Dendroica townsendi), le Bruant fauve (Passerella iliaca) et le Bec-croisé bifascié (Loxia leucoptera). Dans le milieu alpin, où les arbres ne sont plus présents, vivent le Lagopède à queue blanche (Lagopus leucura), le Grand Corbeau (Corvus corax), l'Alouette hausse-col (Eremophila alpestris), le Pipit spioncelle (Anthus spinoletta). À l'extrémité orientale et plus aride du parc vivent le Petit-duc des montagnes (Otus kennicottii), la Sittelle pygmée (Sitta pygmaea), le Troglodyte familier (Troglodytes aedon), le Moqueur chat (Dumetella carolinensis) et le Roselin de Cassin (Carpodacus cassinii),.
Le fleuve Skagit et ses affluents abritent la Truite arc-en-ciel, la Truite fardée (Oncorhynchus clarkii), la Truite Dolly Varden (Salvelinus malma), le Ménomini des montagnes (Prosopium williamsoni). Le cours de la Wenatchee est peuplé par la Truite fardée, la Truite arc-en-ciel, l'Omble de fontaine (Salvelinus fontinalis), le Saumon royal et la Truite Dolly Varden.
Plusieurs espèces d'amphibiens vivent dans les zones humides des North Cascades, dont la Salamandre foncée (Ambystoma gracile), la Salamandre à longs doigts (Ambystoma macrodactylum), la Grande Salamandre (Dicamptodon ensatus), la Salamandre à dos rayé (Plethodon vehiculum), le Triton rugueux (Taricha granulosa), l'Ensatine de l'Oregon (Ensatina eschscholtzii), le Crapaud de l'Ouest (Bufo boreas), la Rainette du Pacifique (Pseudacris regilla), la Grenouille-à-Queue côtière (Ascaphus truei), la Grenouille à pattes rouges (Rana aurora), la Grenouille des Cascades (Rana cascadae), la Grenouille Maculée de Columbia (Rana luteiventris) et l'Ouaouaron (Rana catesbeiana).
Les serpents sont représentés par le Boa caoutchouc (Charina bottae), la Couleuvre agile (Coluber constrictor), le Crotale des prairies (Crotalus viridis), la Couleuvre de l'Ouest (Thamnophis elegans), la Couleuvre du Nord-Ouest (Thamnophis ordinoides), la Couleuvre rayée (Thamnophis sirtalis) et les lézards par le Lézard alligator (Elgaria coerulea), le Lézard des palissades (Sceloporus occidentalis) et le lézard à flancs maculés du Nord (Uta stansburiana). La Tortue peinte (Chrysemys picta) est la seule espèce de tortue présente dans le parc national des North Cascades.
Les vers des glaces et les collemboles sont les rares espèces vivantes à vivre au niveau des glaciers.

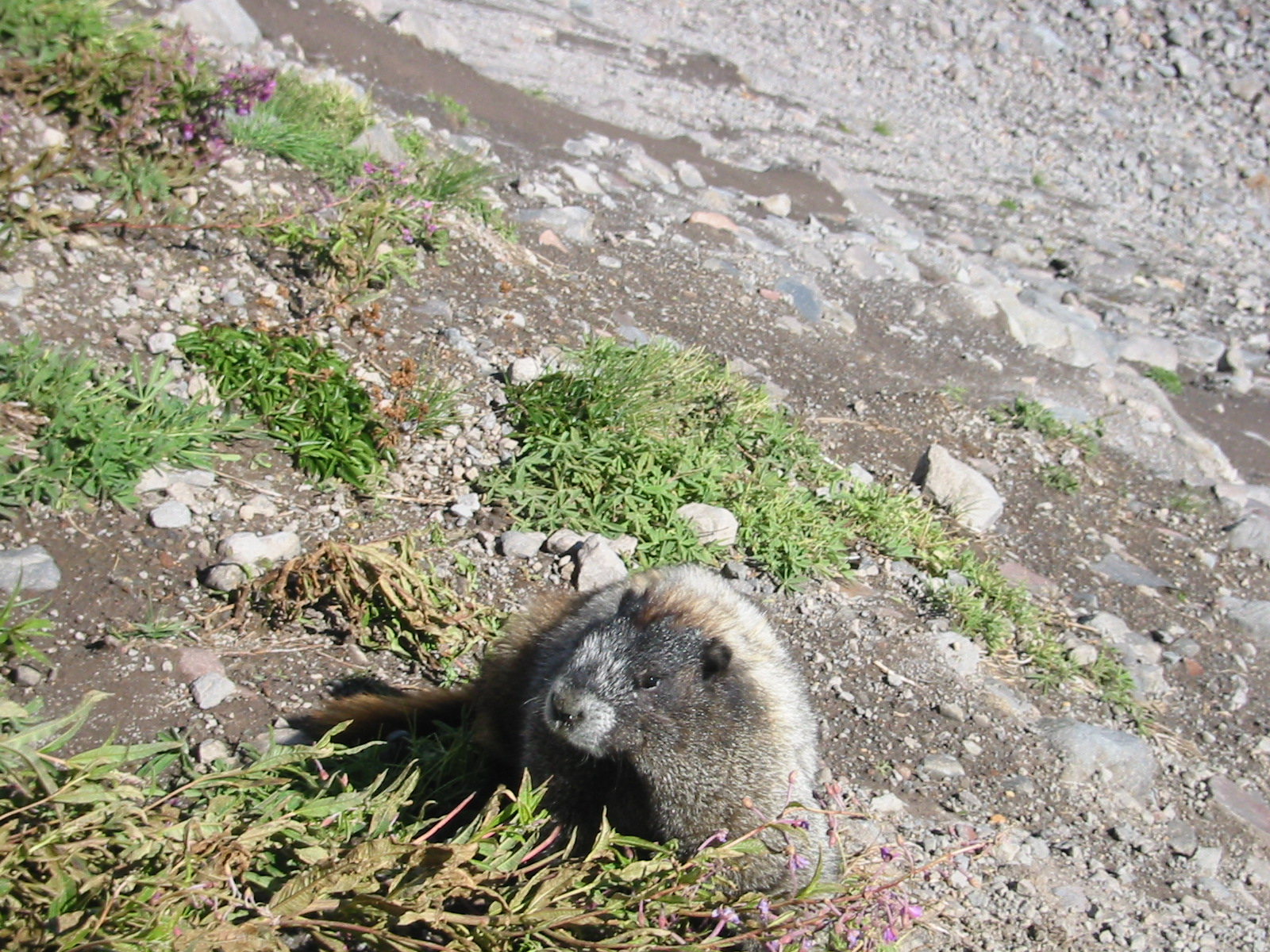
Marmotte des Rocheuses dans la Mount Baker Wilderness
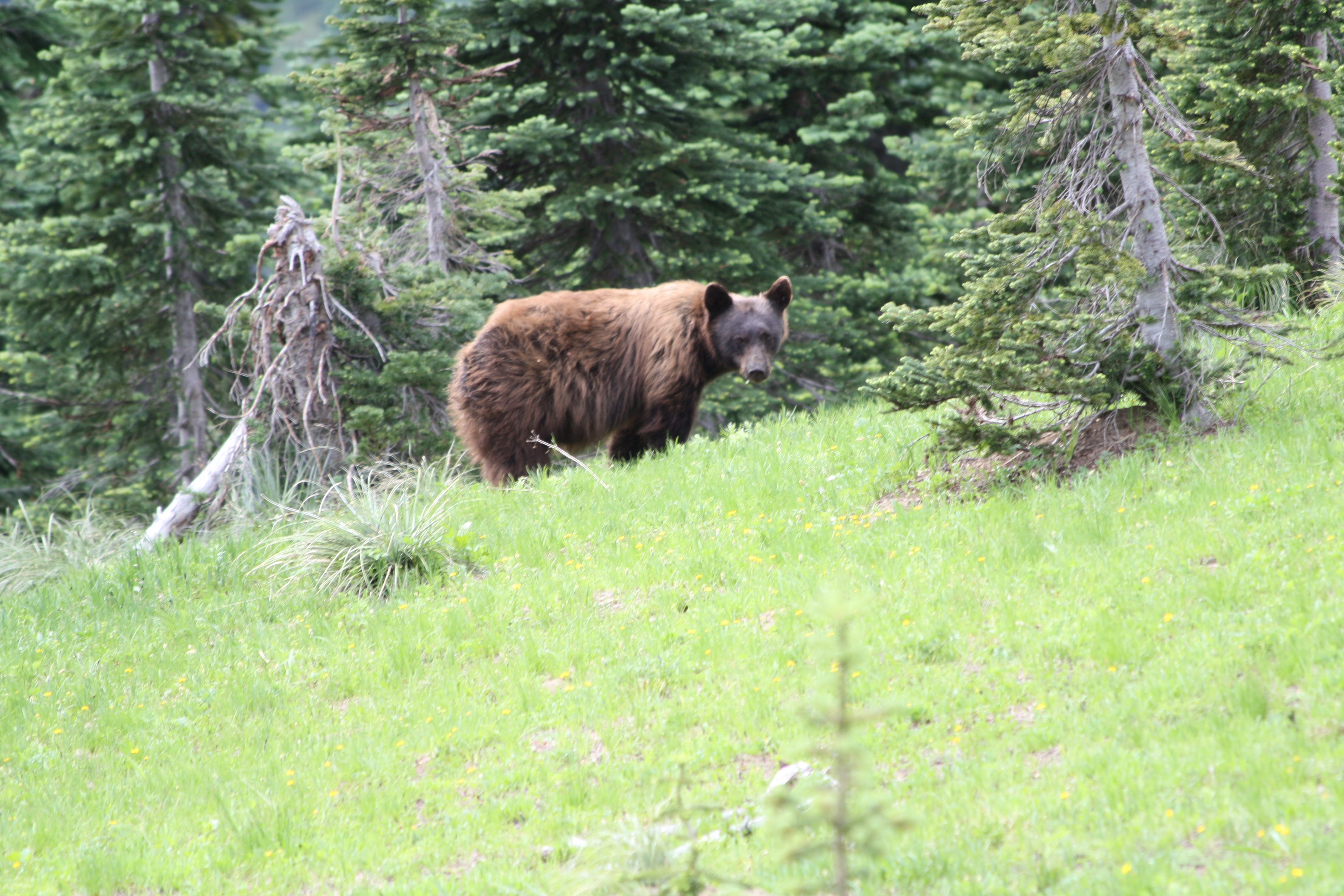
Ours noir dans le parc national du mont Rainier.
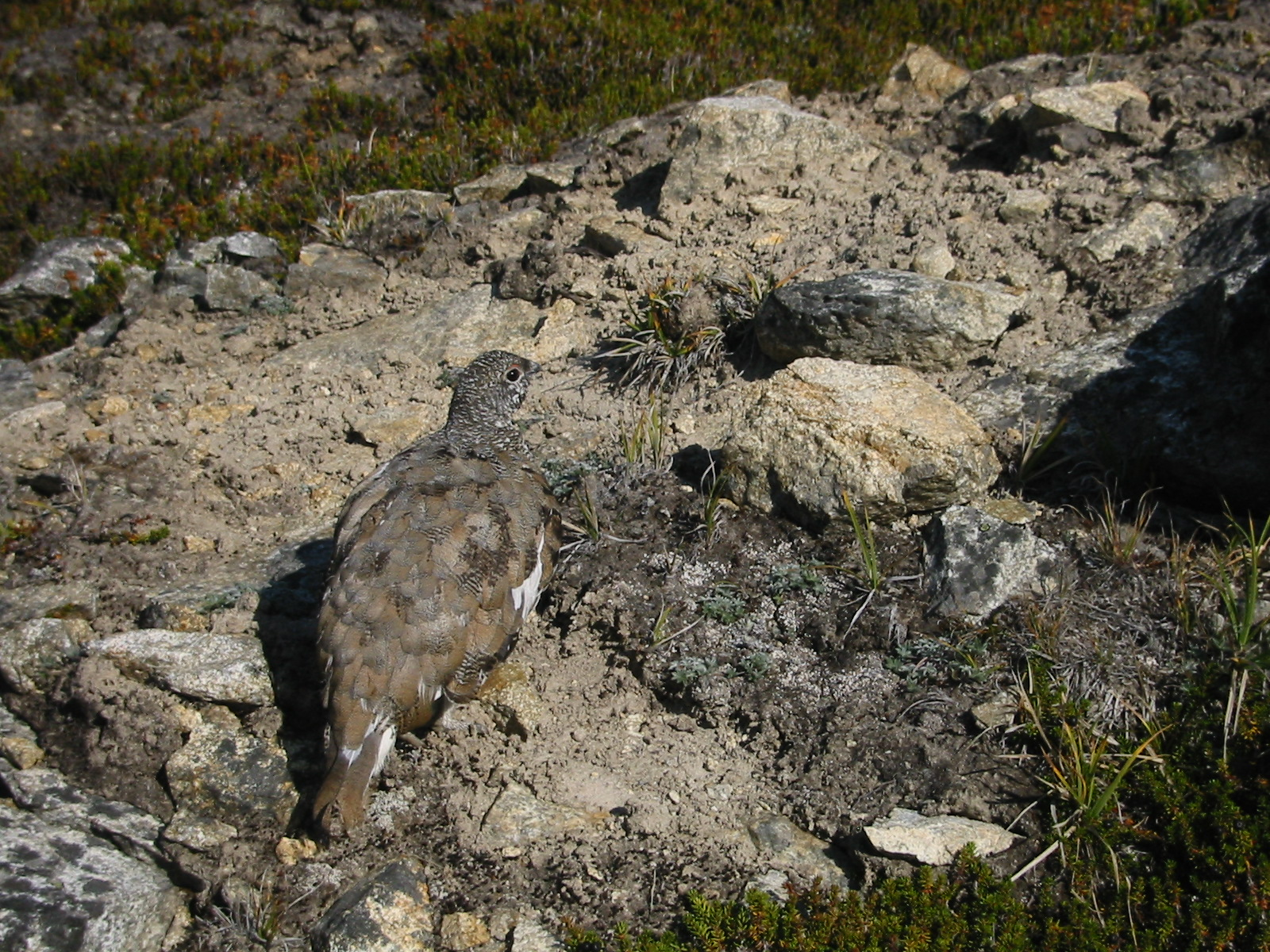
Lagopède à queue blanche dans la Glacier Peak Wilderness.
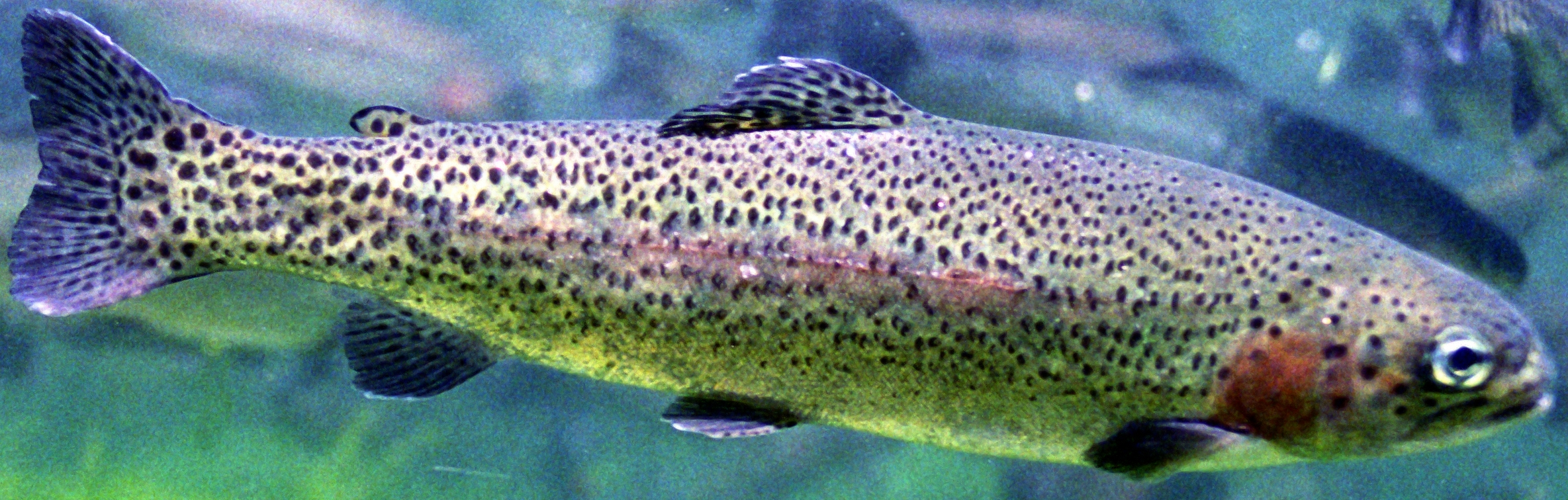
Truite arc-en-ciel en milieu naturel.

Forêts de vallées des North Cascades (77a)
Cette écorégion (North Cascades Lowland Forests) se compose de basses montagnes et de larges vallées glaciaires au fond desquelles coulent d'importantes rivières alimentées par la fonte des glaciers et les 1 500 à 2 300 mm de précipitations annuelles. Le relief est compris entre 100 et 1 000 m d'altitude. Des forêts tempérées humides se sont développées grâce au climat océanique humide, dominées par la Pruche de l'Ouest, le Pin d'Oregon et le Thuya géant de Californie. Des pâturages occupent les vallées. Cette écorégion couvre 2 031 km2 dans l'État de Washington ; les zones contiguës de Colombie-Britannique n'ont pas encore été cartographiées.
Forêts de montagnes des North Cascades (77b)

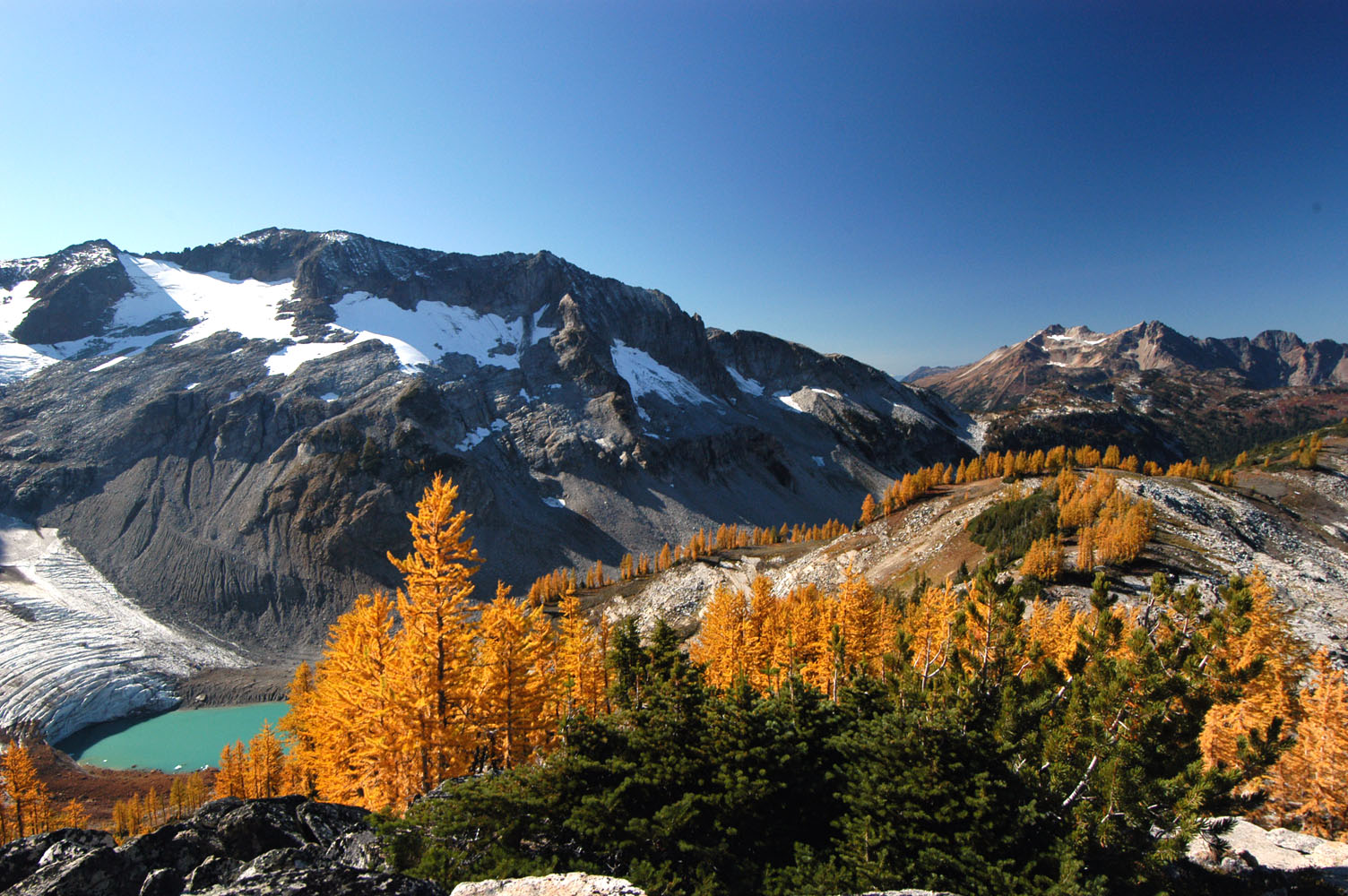
Paysages de la Glacier Peak Wilderness, à la limite des arbres.

Cette écorégion (North Cascades Highland Forests) est caractérisée par des arêtes montagneuses abruptes et glacées, des torrents et des lacs glaciaires. L'altitude varie de 850 à 2 000 mètres. Le climat est froid et le manteau neigeux important. Le Sapin gracieux, la Pruche subalpine, la Pruche de l'Ouest et quelques spécimens de Sapin subalpin dominent les forêts. Cette écorégion couvre 8 133 km2 dans l'État de Washington ; les zones contiguës de Colombie-Britannique n'ont pas encore été cartographiées.
Étages alpin et subalpin des North Cascades (77c)
Cette écorégion (North Cascades Subalpine/Alpine) se caractérise par des sommets rocheux s'élevant entre 1 700 et 3 300 mètres d'altitude, au pied desquels se trouvent des glaciers, des cirques et des lacs glaciaires. Les précipitations peuvent atteindre 3 500 mm par an et alimentent de nombreux torrents. Les pelouses subalpines composées d'herbacées et de buissons, avec quelques rares spécimens de Pruche subalpine, de Sapin subalpin et de Mélèze subalpin (Larix lyallii), entourent les plus hauts sommets et abritent des espèces animales et végétales adaptées aux conditions de climat subarctique et à un sol gelé plus de 300 jours par an. Cette écorégion couvre 4 328 km2 dans l'État de Washington ; les zones contiguës de Colombie-Britannique n'ont pas encore été cartographiées.
Hautes-terres de Pasayten et Sawtooth (77d)

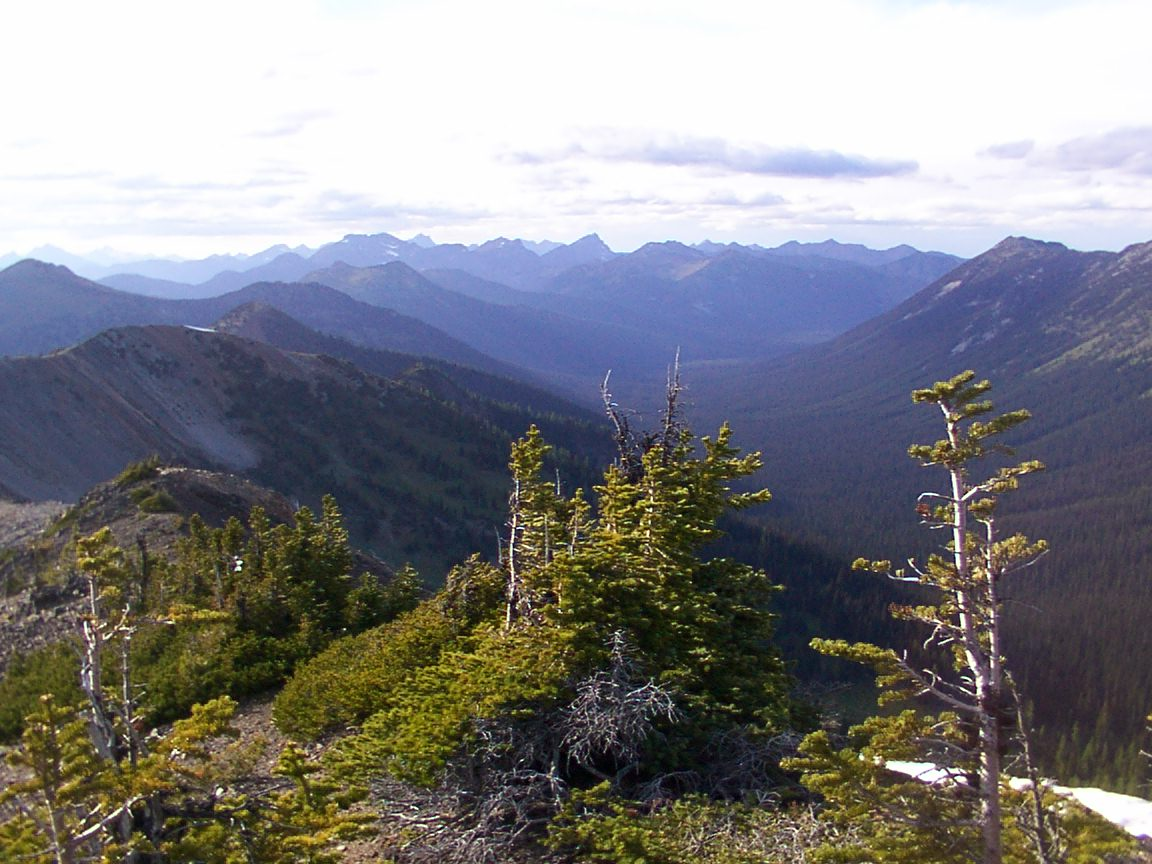
Paysage dans la Pasayten Wilderness.

Cette écorégion (Pasayten/Sawtooth Highlands), sur le versant oriental des Cascades, connaît les hivers les plus rigoureux de toute la chaîne, malgré une altitude moyenne comprise entre 1 200 et 2 400 mètres. Elle a connu des phases de glaciation continentale et alpine. Ses arêtes, ses plateaux et ses vallées en auge sont dominés par le Sapin subalpin. Le Pin tordu pousse également au nord-est ; le Pin d'Oregon se trouve à faible altitude, tout comme de nombreuses zones humides, tandis que le Pin à écorce blanche est présent en haute altitude. Cette écorégion couvre 3 017 km2 dans l'État de Washington ; les zones contiguës de Colombie-Britannique n'ont pas encore été cartographiées.
Collines de pins et de sapins de l'Okanagan (77e)
Cette écorégion (Okanogan Pine/Fir Hills) consiste en des montagnes arrondies et de larges vallées glaciaires. Même si l'altitude ne varie qu'entre 750 et 1 700 mètres, l'essentiel des 250 à 900 mm de précipitations annuelles tombe sous forme de neige. La distribution de la végétation change sensiblement en fonction de ces faibles précipitations et de la température qui varient grandement selon l'exposition et l'altitude. Ainsi, le Pin ponderosa pousse dans les zones les plus basses et les plus sèches tandis que le Pin d'Oregon se trouve à plus haute altitude. L'Agropyre à épi est commun dans les sous-bois au sud et la Fétuque d'Idaho au nord. Cette écorégion couvre 3 033 km2 dans l'État de Washington ; les zones contiguës de Colombie-Britannique n'ont pas encore été cartographiées.
Collines téphritiques de Chelan (77f)
Cette écorégion (Chelan Tephra Hills) présente des reliefs abrupts et glacés recouverts par d'épais dépôts téphritiques, ce qui renforce la sécheresse dans cette zone située à l'est des crêtes de la chaîne, entre 350 et 1 750 mètres d'altitude. Le Pin ponderosa est adapté aux basses altitudes et le Sapin subalpin pousse uniquement au-delà de 1 500 mètres alors que le Pin d'Oregon se trouve entre les deux. Cette écorégion couvre seulement 1 127 km2 dans l'État de Washington.
Hautes-terres de Wenatchee et Chelan (77g)

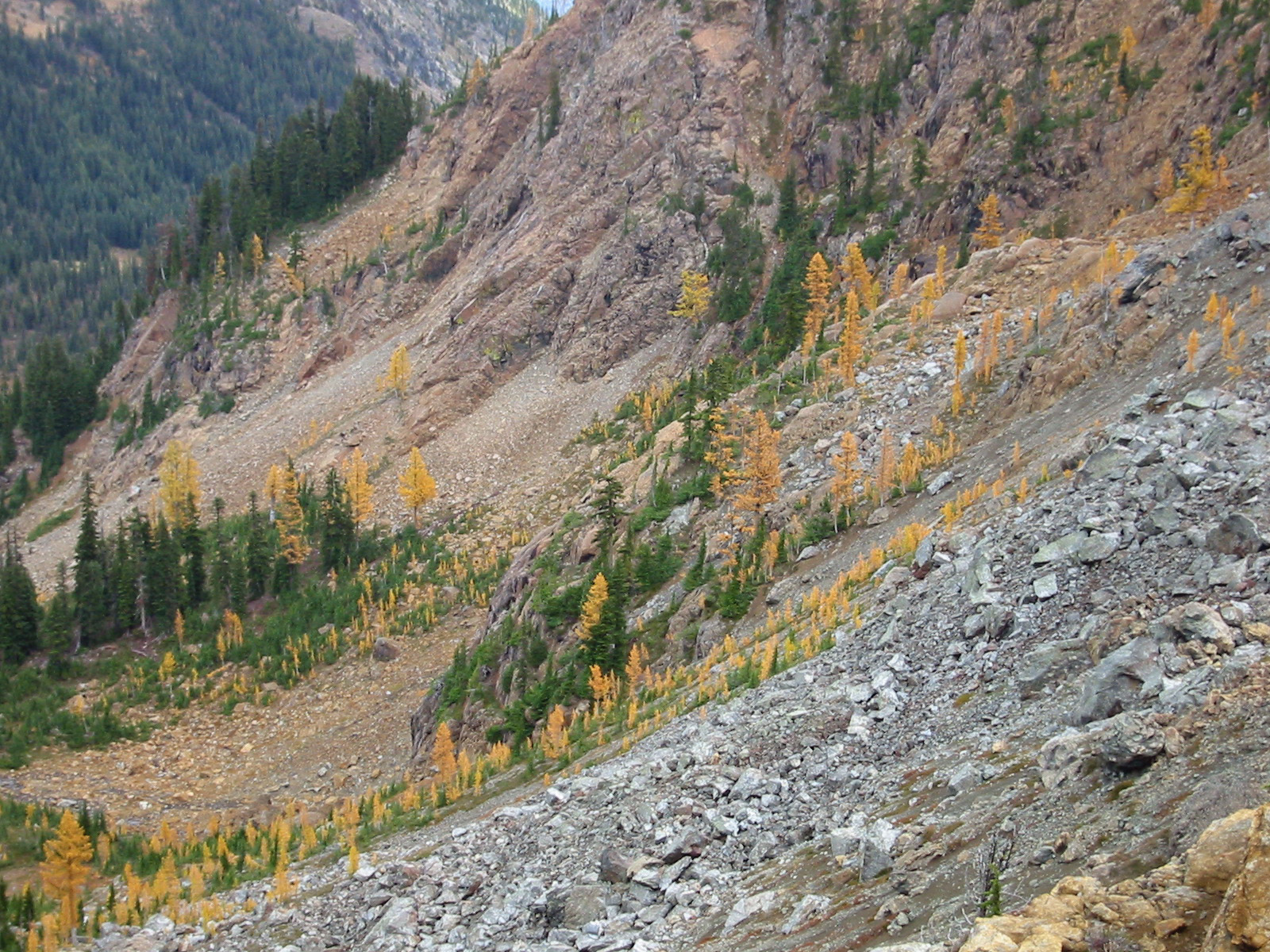
Vue des monts Wenatchee.

Cette écorégion (Wenatchee/Chelan Highlands) est caractérisée par des montagnes abruptes, des arêtes glacées, des vallées glaciaires abritant des rivières à fort débit, ainsi que quelques lacs glaciaires. L'altitude varie entre 350 et 2 000 mètres et les précipitations, essentiellement sous le vent, entre 650 et 1 400 mm. Le Pin d'Oregon, le Sapin de Vancouver, le Sapin subalpin et, au sol, Calamagrostis rubescens composent l'essentiel du paysage ; on trouve également le Pin tordu et l'Épinette d'Engelmann. Les plantes à fleur du genre Lewisia sont adaptées à ces conditions relativement sèches. Cette écorégion couvre 1 922 km2 dans l'État de Washington.
Collines et vallées de Chiwaukum (77h)
Cette écorégion (Chiwaukum Hills and Lowlands) est constituée de grès riches en feldspath inhabituels pour les North Cascades. De fait, le relief est composé de collines et de cuestas fortement érodées et instables, s'élevant entre 600 et 1 600 mètres d'altitude. Les cours d'eau au fond des vallées « en V » transportent d'importantes quantités de sédiments. La végétation est faite de Pin ponderosa, de Pin d'Oregon, de Sapin de Vancouver, de quelques spécimens de Sapin subalpin, de Purshia sp. et de Calamagrostis rubescens. Cette écorégion couvre 2 059 km2 dans l'État de Washington.

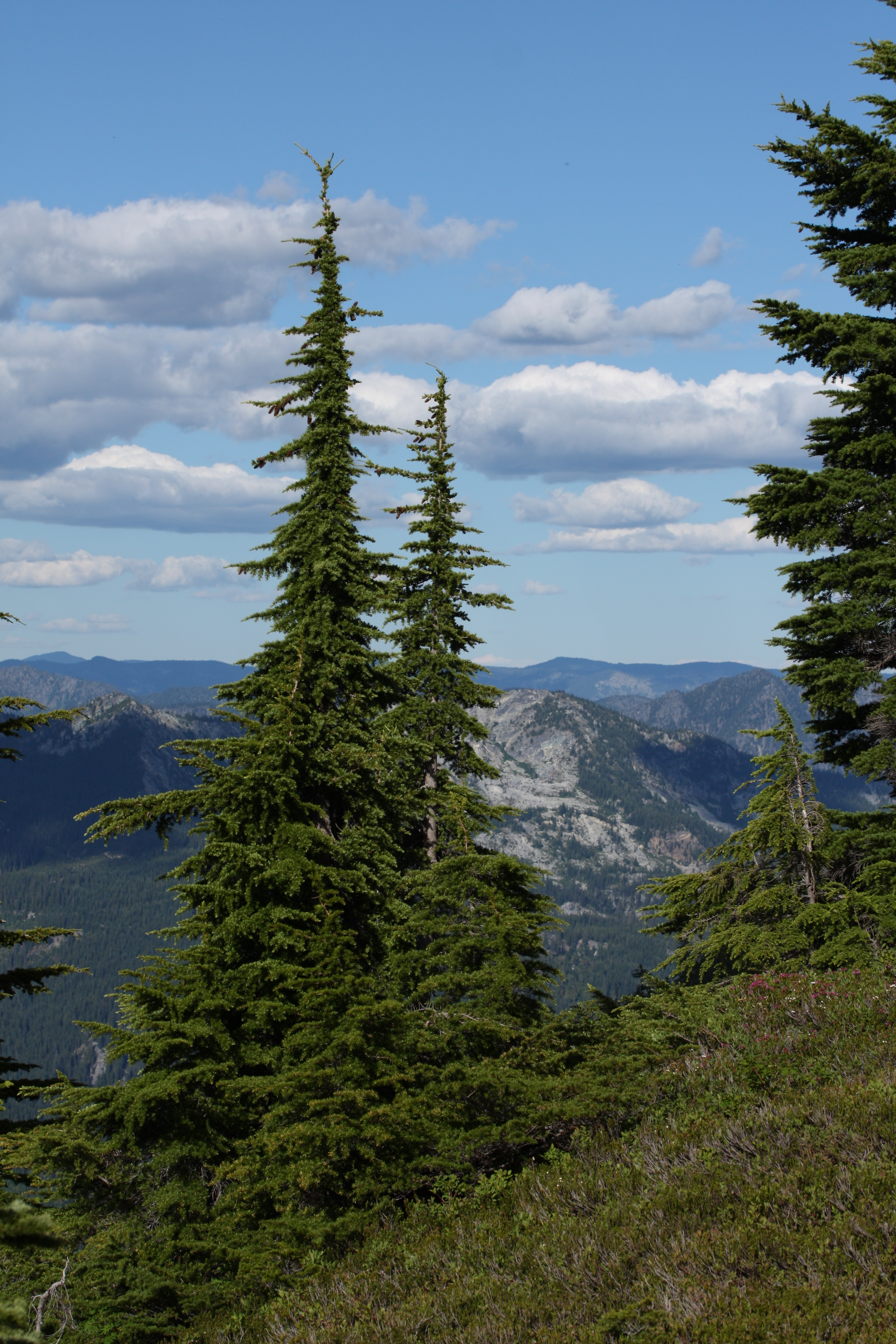
Pruche subalpine dans la Henry M. Jackson Wilderness.
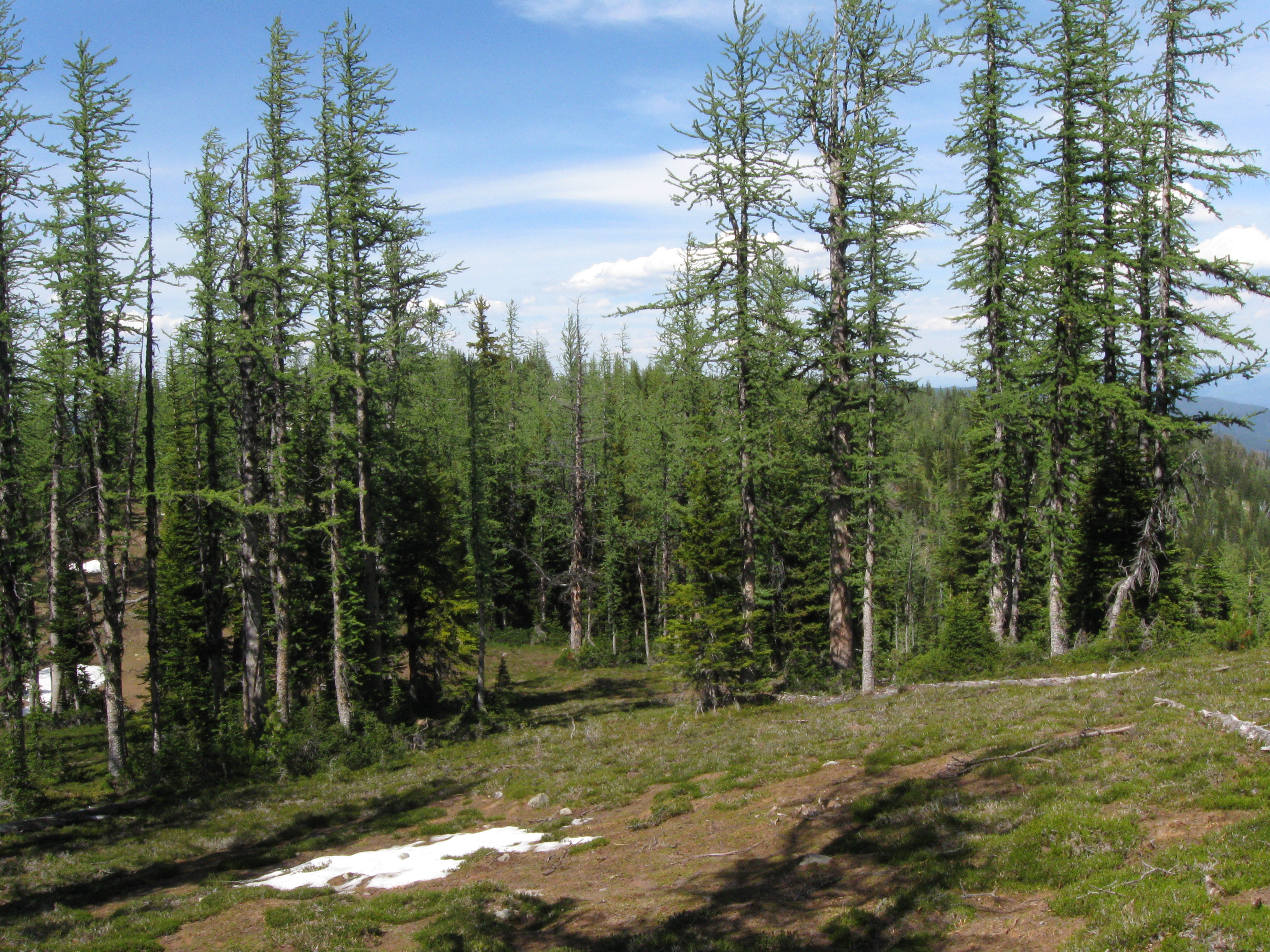
Forêt de Mélèzes subalpins en Colombie-Britannique.
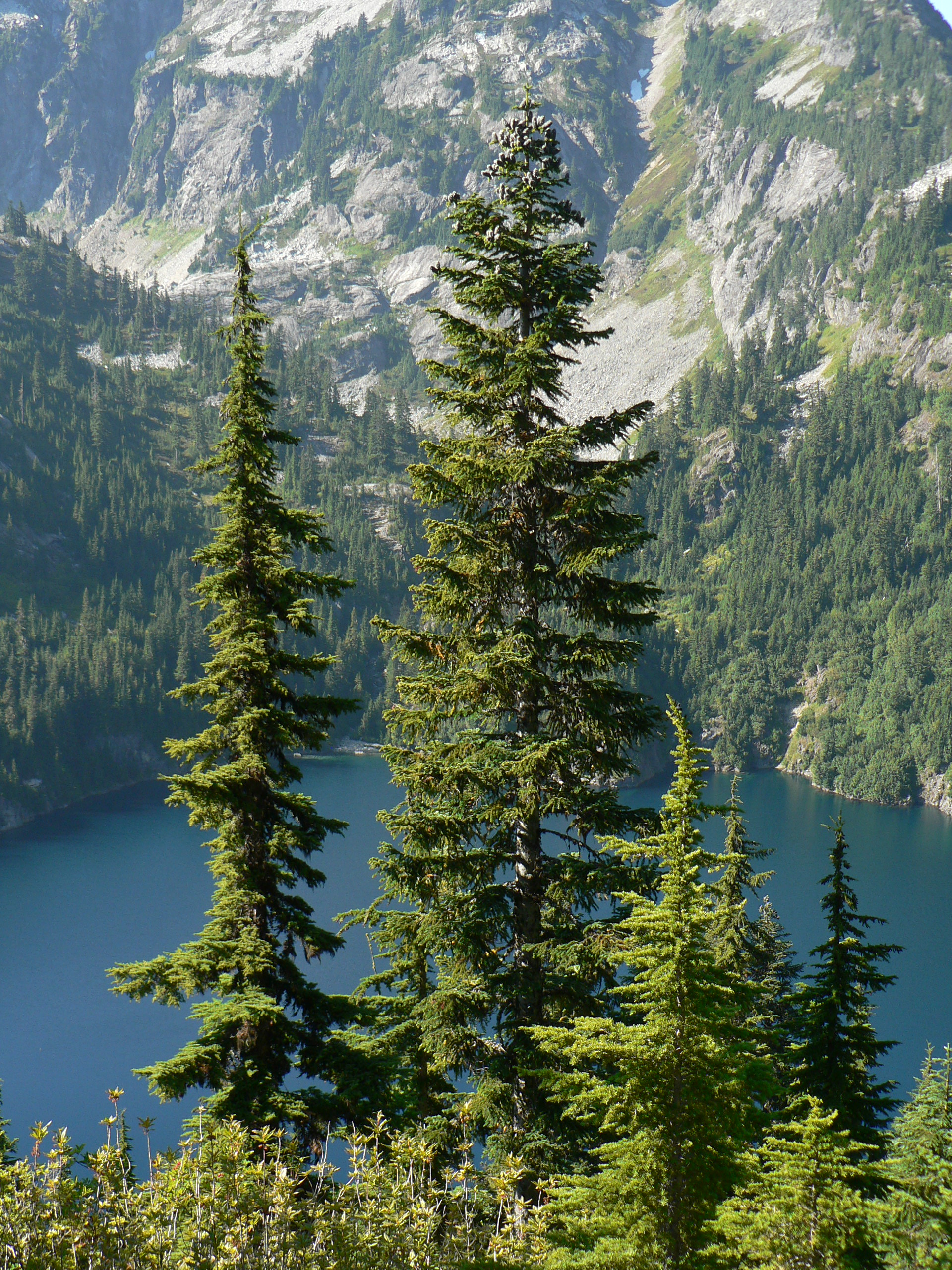
Sapin subalpin dans le parc national des North Cascades.
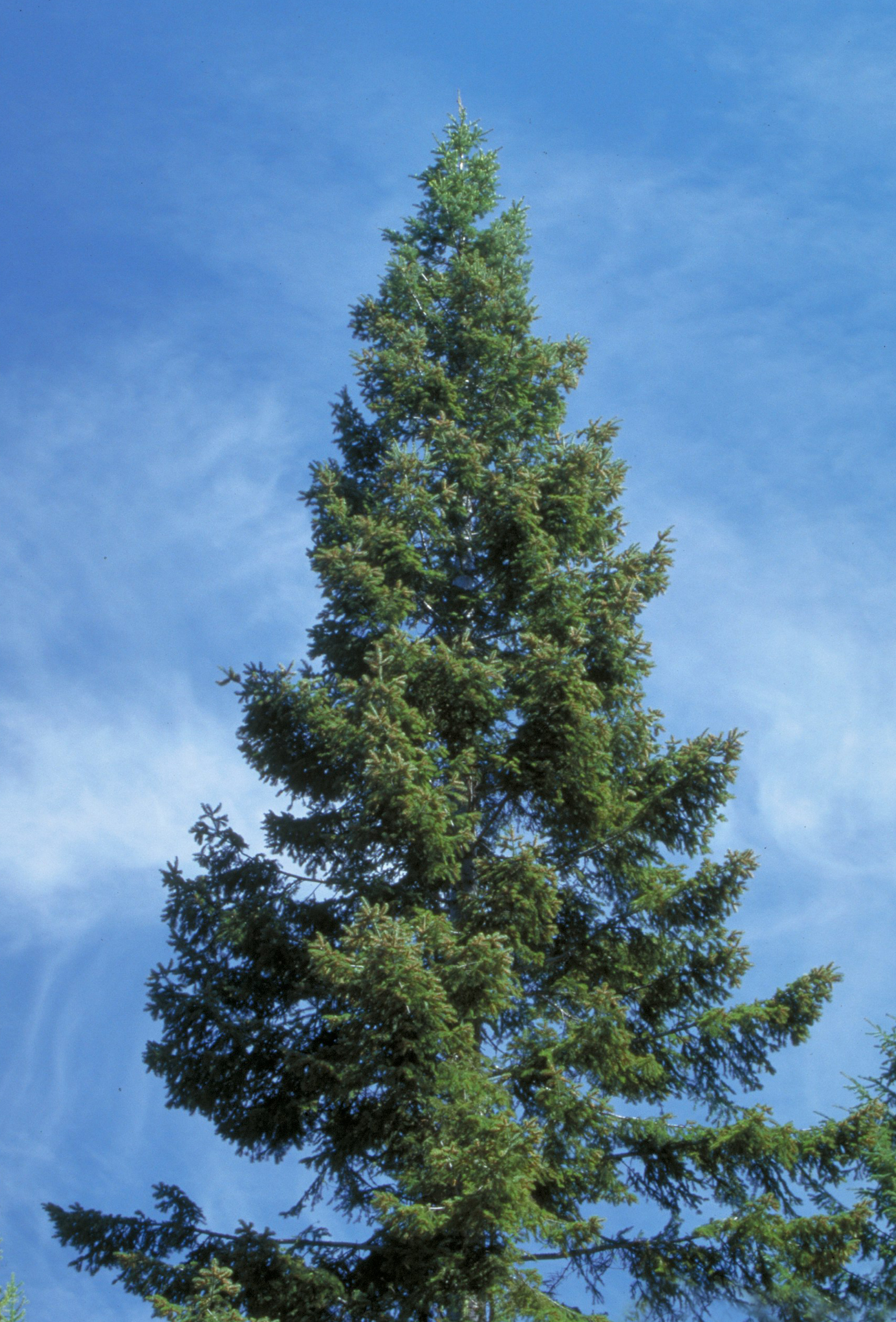
Spécimen de Sapin de Vancouver.

### Populations

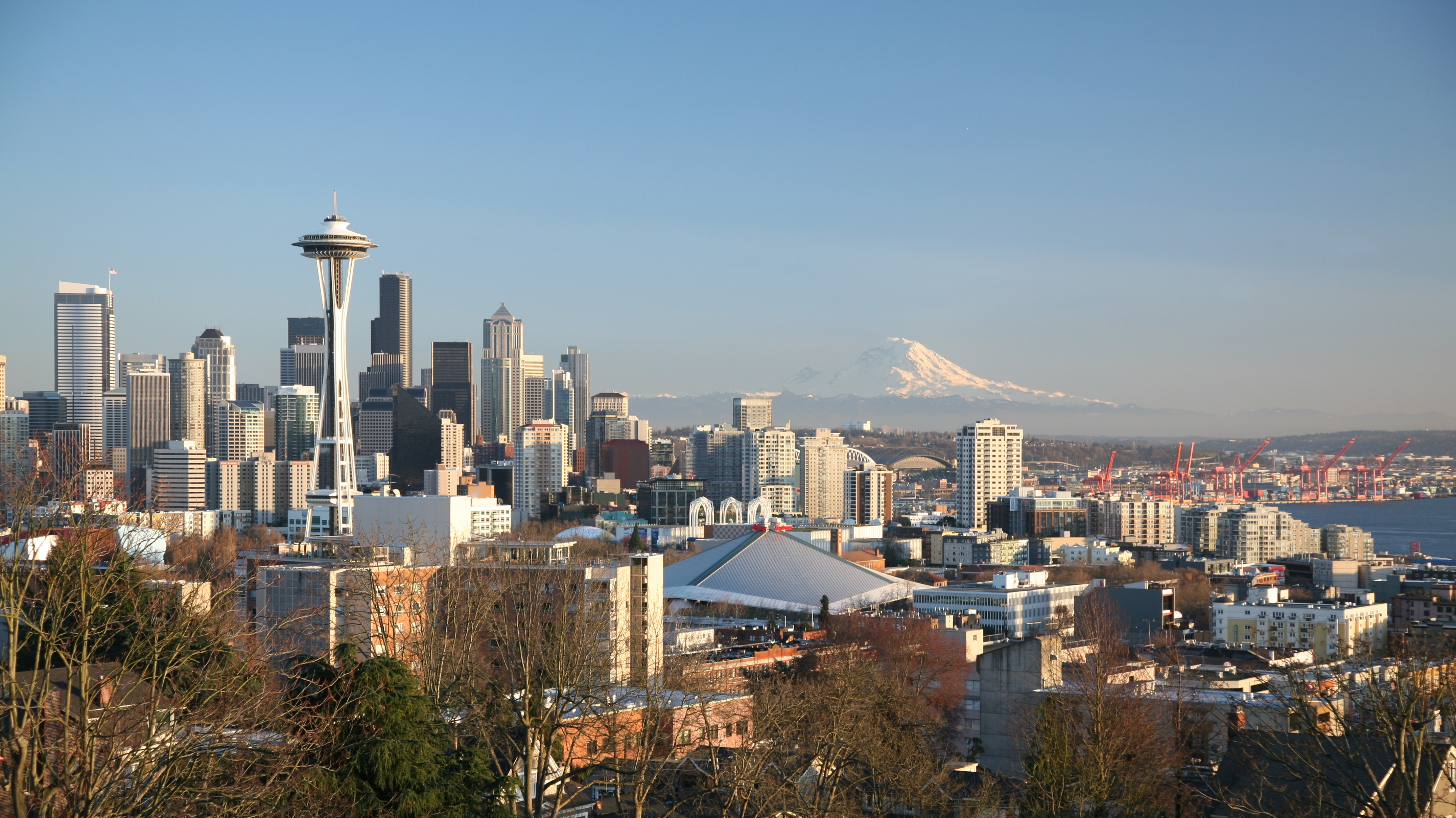
Vue de Seattle, plus grande métropole à la périphérie de la chaîne, avec le mont Rainier à l'arrière-plan.

Les principales villes à la périphérie de la chaîne des Cascades sont Abbotsford (124 000 hab.) en Colombie-Britannique, Everett (102 000 hab.), Seattle (602 000 hab.), Bellevue (102 000 hab.), Tacoma (201 000 hab.) et Vancouver (158 000 hab.) dans l'État de Washington, Portland (556 000 hab.), Salem (155 000 hab.) et Eugene (154 000 hab.) en Oregon, Redding (107 000 hab.) en Californie. Toutes ces villes, en grande partie tournées vers la mer et entourées d'exploitations céréalières et laitières, sont situées sur le versant occidental des Cascades. Aucune ville ne dépasse 100 000 habitants sur le versant oriental de la chaîne ; les deux plus importantes sont Yakima (72 000 hab.) dans l'État de Washington et Bend (75 000 hab.) en Oregon. L'activité est davantage tournée vers la culture fruitière et l'élevage ovin extensif. L'intérieur de la chaîne est quasiment inhabité ; seuls quelques fonds de vallées sont légèrement peuplés mais la majorité des régions montagneuses est encore vierge et inexplorée.

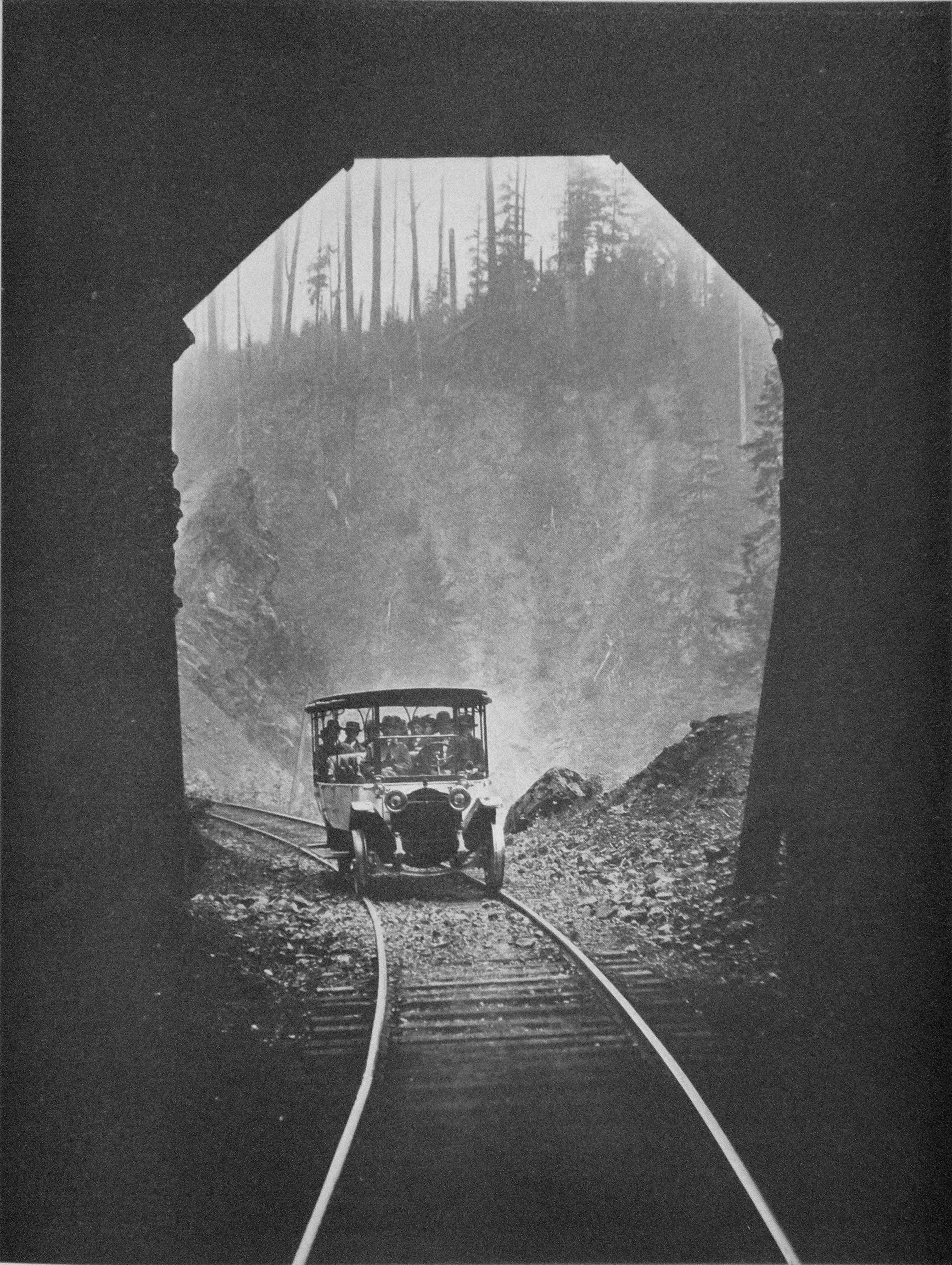
Photographie de 1916 montrant une voiture équipée pour rouler sur la voie ferrée à travers le tunnel permettant d'accéder à Monte Cristo.

L'aspect des zones de peuplement est rapidement modifié en fonction des aléas environnementaux et de la versatilité de l'activité économique ; des villes fantômes peuvent apparaître en quelques mois. L'un des exemples les plus marquants est Monte Cristo, à 842 mètres d'altitude dans le bassin de la rivière Sauk, qui, au cours des années 1890, sort de terre et voit sa population atteindre un millier d'habitants. John Davison Rockefeller et sa compagnie acquièrent deux tiers des parcelles les plus prometteuses. Plus de 200 mines d'argent voient le jour en quelques mois, avec l'arrivée du chemin de fer, avant d'être submergées à plusieurs reprises par des inondations et finalement laissées à l'abandon. Au tournant du siècle, la ville est quasiment abandonnée avec la ruée vers l'or du Klondike. Le dernier établissement officiel, un gîte, est incendié en 1983.
La population des Cascades est fortement mélangée et métissée. La première vague d'immigration américaine, après l'épisode de la Compagnie de la Baie d'Hudson, est venue pour l'essentiel de la région du Midwest : Illinois, Wisconsin, Indiana, Kansas, Ohio et Nebraska. Puis des étrangers ont été attirés par ces régions montagneuses : des Scandinaves plutôt sur le versant occidental de la chaîne près de l'océan, des Allemands dans les années 1880 et 1890 principalement dans le comté de Snohomish, puis des Canadiens français près de Mineral au pied du mont Rainier. Seuls les immigrés de Caroline du Nord et du Tennessee, installés depuis 1910 dans le Nord-Ouest et le Sud-Ouest de l'État de Washington, et dont la population est portée à environ 3 000 personnes, préfèrent conserver leurs traditions acquises dans les Appalaches. Ces modes de vie se font sentir jusque dans leur habitat, construit selon leur savoir-faire en bois local. Les accidents sont fréquents dans les montagnes.

## Histoire

### Peuplement autochtone
Les Amérindiens habitent la région des Cascades depuis plusieurs milliers d'années. Les plus anciennes traces de peuplement remontent à la fin de la dernière grande glaciation, il y a 11 000 ans.
Les principales tribus qui peuplent progressivement les versants de la chaîne sont, du nord au sud, les Nooksack, les Thompson, les Okanagan, les Wenatchi, les Skagit, les Duwamish, les Kittitas, les Puyallups, les Yakamas, les Klickitat, les Cowlitz, les Chinook du Haut, les Molala, les Tenino, les Hunipui, les Kalapuya, les Yahooskin, les Klamaths, les Takelma, les Modocs, les Shastas, les Achomawi, les Wintu, les Atsugewi, les Yanas et les Maidu. Les tribus sont réunies en groupes qui ne se comprennent dialectiquement pas entre eux.

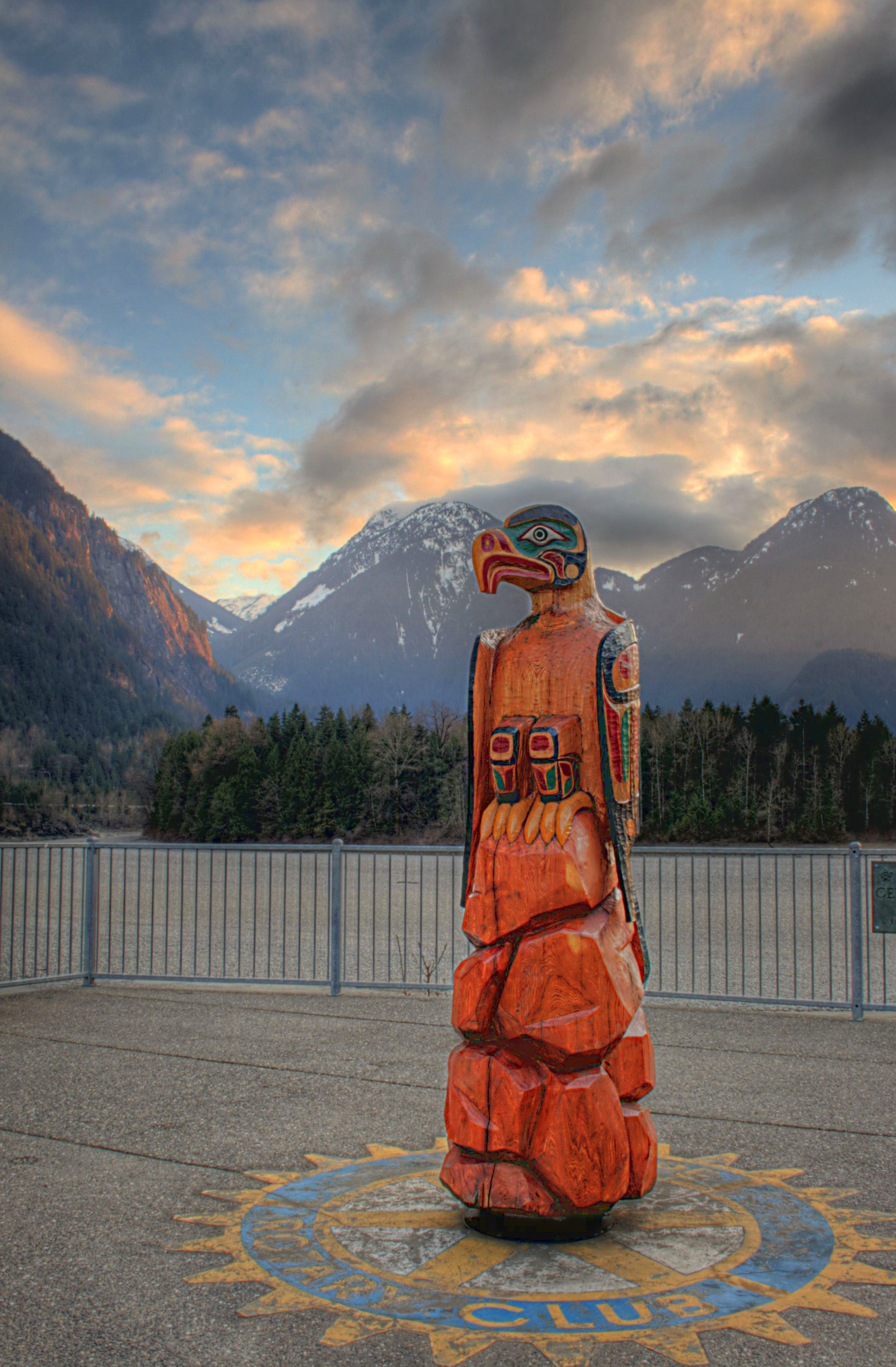
Vue d'un totem à Hope, à l'extrémité septentrionale des Cascades.

Les Amérindiens utilisent le Thuya géant de Californie dans lequel ils confectionnent des canoës et débitent des planches afin de construire leur habitat, ainsi que l'aulne comme combustible. Une de leurs ressources alimentaires principales est le saumon, qu'ils sèchent à l'automne afin de le consommer jusqu'à la fin de l'hiver, ce qui est rendu possible par la sédentarisation. En outre, ils utilisent également le poisson dans des rituels. Il est possible qu'ils aient pratiqué l'agriculture mais les sources à ce sujet sont rares. L'unité sociale de base est le foyer élargi, où règne une équité dans l'effort de production comme dans le partage de la consommation. Les tâches sont parfaitement séparées en fonction de l'âge, du rang social mais surtout du genre sexuel : les femmes s'occupent des fonctions domestiques tels le tissage de paniers et de nattes, la collecte de baies, la confection de vêtements et le ménage, tandis que les hommes se concentrent sur la chasse et la pêche. Ils sont aidés dans leur travail par des esclaves obtenus par faits de guerre ou par la traite. Sur le versant occidental de la chaîne, l'habitat consiste en un long abri ovoïdal en bois dont les dimensions sont comprises entre six mètres de large par quinze mètres de long pour les plus petits et vingt mètres de large par cinquante mètres de long pour les plus grands, réservés aux chefs et leur famille. Certains abris, richement ornés de peintures et de sculptures, sont destinés aux cérémonies. En cas de décès, l'abri est brûlé par crainte de voir son esprit hanter les autres membres de sa famille. Les canoës, parfois longs de quinze mètres et parfaitement étanchéifiés, peuvent contenir jusqu'à vingt guerriers ou cinq tonnes de poissons. Les montagnes, les rochers, les arbres, les animaux ont pour les Amérindiens une force spirituelle. Les totems, également construits en bois et ornés de coquillages trouvés sur la côte, représentent des hommes et des animaux. Ils se complexifient avec l'arrivée des premiers colons et l'usage d'outils en fer ; ils deviennent alors le symbole de chaque tribu et le reflet de leur culture.
Deux grandes réserves indiennes ont été créées sur le versant oriental des Cascades en 1855 : celle de Warm Springs en Oregon (2 640 km2) et celle de Yakama dans l'État de Washington (5 662 km2).

### Découverte et exploration par les Européens
Bien que la première date d'observation de la chaîne par des Européens soit incertaine, sa première mention écrite figure sur deux esquisses de l'Espagnol Gonzalo López de Haro datant de 1790. Il accompagne Manuel Quimper et Juan Carrasco qui sont les premiers à explorer le détroit de Juan de Fuca. Haro représente La gran montaña del Carmelo, plus tard rebaptisée mont Baker, et les Sierras Nevadas de San Antonio, la partie des Cascades autour du futur mont Rainier,.
Le 30 avril 1792, George Vancouver et l'équipage du HMS Discovery longent les côtes du Nord-Ouest Pacifique à la recherche de l'hypothétique détroit d'Anián, reporté par Juan de Fuca près de deux siècles plus tôt, et d'une embouchure ou d'une baie où s'ancrer. En fin d'après-midi, le temps est clair et le troisième lieutenant Baker signale une découverte en direction de l'est, reportée en ces mots dans le journal de bord :

« Une montagne très élevée, bien en vue, escarpée, affichant à la boussole 50 degrés de latitude nord en direction de l'est, s'est présentée en dominant les nuages ; aussi bas qu'elle était visible elle était couverte de neige ; et au sud de celle-ci il y avait une longue crête de montagnes enneigées très accidentées, beaucoup moins élevées, qui semblaient s'étendre à une distance considérable. »

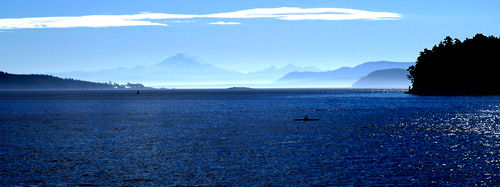
Vue sur le mont Baker depuis le détroit de Géorgie.

Cette découverte importante semble avoir tiré un trait sur l'existence d'un détroit reliant l'océan Pacifique à l'océan Atlantique. En revanche, les côtes du Puget Sound sont cartographiées et trois hautes montagnes supplémentaires sont découvertes. Par ailleurs, des Pins d'Oregon sont utilisés avec satisfaction pour confectionner des mâts et des vergues pour les navires.
Alors que le commerce maritime se développe dès les années 1790 dans le détroit de Géorgie et le Puget Sound en particulier, les monts Rainier et Baker deviennent des repères maritimes familiers auprès des capitaines et des équipages, notamment britanniques et américains.

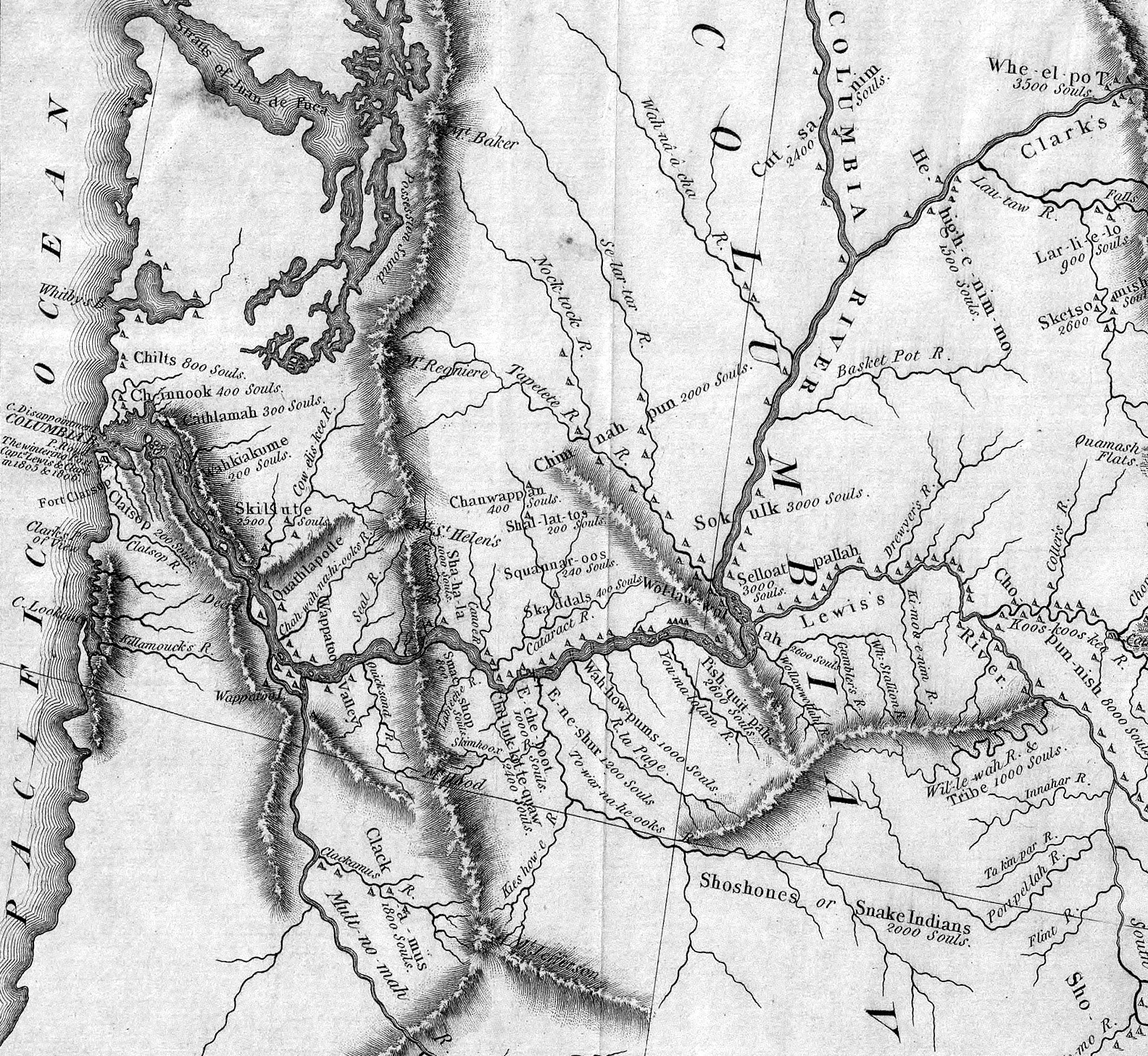
Détail de la carte de l'expédition Lewis et Clark. On y repère cinq volcans de la chaîne des Cascades, dont le mont Rainier orthographié Regniere (voir la carte entière).

En 1806, les membres de l'expédition Lewis et Clark sont les premiers à traverser la chaîne des Cascades. Ils empruntent le cours du fleuve Columbia vers l'océan Pacifique. Ce passage, par la gorge du Columbia, reste pendant longtemps le seul praticable dans la région. Le commerce sur le cours inférieur du fleuve ne commence qu'après le départ du voyage de retour de Lewis et Clark en 1806 et plus particulièrement avec les explorations de Simon Fraser le long du fleuve qui porte son nom en 1808 et de David Thompson le long du Columbia entre 1808 et 1811. Ils sont tous deux marchands de fourrure et œuvrent pour le compte de la Compagnie du Nord-Ouest.
En 1814, Alexander Ross, un autre marchand de fourrure mandaté par la Compagnie du Nord-Ouest, cherchant une route fiable à travers les montagnes, explore et franchit les North Cascades entre Fort Okanagan et le Puget Sound. Son rapport de voyage reste vague. Il suit le cours inférieur de la Methow River et emprunte probablement le col Cascade afin d'atteindre le fleuve Skagit. Il devient le premier Américano-européen à explorer les bassins de la Methow River et probablement de la Stehekin River et du Bridge Creek. Après lui, en raison de la difficulté à franchir les North Cascades et de la rareté du castor, les compagnies de négoce en fourrure ne lancent plus que de rares explorations dans les montagnes au nord du Columbia.

### Colonisation et développement des échanges
L'exploration et la colonisation de la région des Cascades par les Européens et les Américains sont accélérées par l'établissement d'un avant-poste commercial majeur par la Compagnie de la Baie d'Hudson à Fort Vancouver, sur la rive droite du Columbia, face à l'emplacement de l'actuelle ville de Portland. À partir de cet emplacement, la traite des fourrures peut s'organiser dans une grande partie de la chaîne. Ainsi, en empruntant ce qui est devenu la piste Siskiyou, les trappeurs sont les premiers Américano-européens à explorer les Cascades du Sud dans les années 1820 et 1830, établissant des pistes à proximité du Crater Lake, du mont McLoughlin, du Medicine Lake, du mont Shasta et du pic Lassen. Parallèlement, l'exploitation sylvicole commence à grande échelle lorsqu'une scierie est bâtie à Fort Vancouver, en aval de la chaîne sur le cours du fleuve Columbia. Le port devient aussitôt une plaque tournante de la construction navale et un enjeu majeur de la Compagnie de la Baie d'Hudson. Les cargos flambant neufs prennent la destination des îles Sandwich.
- York Factory Express qui rejoint le village de York Factory sur la baie d'Hudson dans l'actuel Manitoba
- Piste de l'Oregon dont la partie finale longe le Columbia
- Continental Divide

Carte illustrant le litige sur la frontière de l'Oregon avec l'Oregon Country (États-Unis) et le Columbia District (Royaume-Uni de Grande-Bretagne et d'Irlande).

L'histoire politique du Nord-Ouest Pacifique voit la ligne de partage des eaux de la chaîne des Cascades être proposée comme frontière durant le conflit de la frontière de l'Oregon en 1846. Les États-Unis rejettent la proposition et insistent pour que ce soit le 49e parallèle nord qui coupe la chaîne juste au nord du mont Baker. Tout au long du conflit jusqu'à la création de la colonie de Colombie-Britannique en 1858, le York Factory Express de la Compagnie de la Baie d'Hudson suit le cours de l'Okanagan le long du versant oriental des Cascades puis celui du Columbia à travers la chaîne. Les cols de montagne sont mal connus et peu utilisés. Seuls le col Naches, pour conduire le bétail et les chevaux à Fort Nisqually, et le col Yakima sont traversés par la compagnie. La grande majorité des colons dans la chaîne des Cascades, jusqu'aux années 1840, sont des sujets de la Couronne britannique, des métis français-amérindiens et quelques Hawaïens, Noirs et Écossais qui constituaient l'épine dorsale de l'administration de la Compagnie de la Baie d'Hudson.
Malgré l'aide apportée par les Amérindiens pour traverser la chaîne, George Law Curry, un des premiers journalistes de l'Oregon, écrit en 1846 :

« La traversée des montagnes Rocheuses, des monts Bear River, […] avec les montagnes Bleues est insignifiante en comparaison des Cascades. […] Ici, point de col de montagne. Vous affrontez les hautes montagnes et les escaladez ; il n'existe aucun passage pour les contourner ni les éviter, et chacune succédant à la précédente, vous vous imaginez sur la ligne de partage des eaux de la chaîne. »

La colonisation américaine de la chaîne côtière de l'Oregon n'a lieu qu'à partir de la fin des années 1840, d'abord marginalement. À la suite du traité de l'Oregon, le flux migratoire s'intensifie par la piste de l'Oregon et les cols et vallées secondaires de l'actuel État de Washington sont explorés et peuplés. Le chemin de fer ne tarde pas à arriver. En Colombie-Britannique, l'histoire est marquée entre 1858 et 1860 par la ruée vers l'or du canyon du Fraser et sa fameuse route Cariboo ainsi que par les pistes de la Compagnie de la Baie d'Hudson : le Brigade Trail du canyon vers l'arrière-pays, le Dewdney Trail et d'anciennes pistes qui reliaient à l'est les vallées de la Similkameen et de l'Okanagan. La branche méridionale principale du Canadien Pacifique pénètre la chaîne par les cols de la Coquihalla, au travers d'une des régions les plus vertigineuses et enneigées de toutes les chaînes côtières du Pacifique. La route Barlow est le premier itinéraire conçu spécifiquement pour les colons américains, en 1845, et constitue le tronçon final de la piste de l'Oregon, alors qu'ils devaient auparavant descendre les dangereux rapides des Cascades sur le Columbia. La route laisse le fleuve au niveau de la rivière Hood, passe le long du versant méridional du mont Hood à Government Camp et se termine à Oregon City. Pour l'emprunter, il est nécessaire de s'affranchir d'un péage de cinq dollars par convoi, mais elle est toutefois très populaire à l'époque. Enfin, l’Applegate Trail est créé pour éviter, lui aussi, les rapides des Cascades. Il suit en grande partie la Piste de la Californie, en traversant le Nevada, avant d'obliquer vers le nord-ouest en direction d'Ashland. De là, il suffit alors de remonter en direction du nord par la piste Siskiyou vers la vallée de la Willamette.
En 1852, le président Millard Fillmore décide de faire construire une ligne ferroviaire militaire vers le Pacifique et alloue 20 000 $ à ce projet dirigé par Jefferson Davis. Le gouverneur du Territoire de Washington, Isaac Stevens, est chargé de l'étude du tronçon septentrional (Northern Pacific Railroad Survey), entre le 47e et le 49e parallèle nord. Il confie la mission de trouver un itinéraire à travers les Cascades à George McClellan, qui a servi avec bravoure lors de la guerre américano-mexicaine. Toutefois, celui-ci se contente de consulter les Amérindiens qui lui expliquent qu'il est impossible de faire passer une route à travers la chaîne en raison du relief et de l'enneigement. McClellan choisit par dépit le col Yakima mais fait preuve d'insubordination. Il est relevé de ses fonctions et les travaux commencent en juillet 1853. La route est finalement achevée en octobre, par le col Naches, grâce aux efforts coordonnés d'une équipe sur chaque versant du col. McClellan, de retour sur les lieux, n'hésite pas à exprimer son admiration en comparant cette entreprise à la construction de la route militaire du col du Simplon ordonnée par Napoléon Ier. Ce tronçon n'est cependant par retenu pour le premier chemin de fer transcontinental et le tracé tombe progressivement en désuétude.
Le déboisement s'accélère dès 1849 avec la ruée vers l'or en Californie puis à la suite du Grand incendie de San Francisco en 1906. Tous les étés, Seattle, Portland et Tacoma, entre autres, sont envahis par la fumée générée par la déforestation. Le Pin d'Oregon est considéré comme une ressource inépuisable. Il est exporté dans 67 pays et trois voies ferrées traversent la chaîne vers le Midwest pour satisfaire les besoins nationaux.
La mine de cuivre de Holden, du nom de James Henry Holden qui acquiert le site en 1896, devient rentable en 1937. L'année suivante, 2 000 tonnes de minerai pur sont extraites par jour et la production de l'État de Washington passe de 64 000 tonnes à 6 millions de tonnes. Le gisement abrite, à l'époque, la plus grande mine mono-métallique de tout le Nord-Ouest Pacifique. La Howe Sound Company construit une véritable ville sur la rive septentrionale du Railroad Creek. Toutefois, la chute du cours du cuivre après la Seconde Guerre mondiale entraîne, en 1957, la fermeture de la mine,.

### Premières ascensions et apparition du ski
Si le premier sommet majeur de la chaîne à être gravi est le pic Diamond en 1852 par John Diamond et William Macy, c'est l'ascension du mont Saint Helens par Thomas J. Dryer et son compagnon Wells Lake le 27 août 1853 qui marque le début de l'âge d'or de l'alpinisme dans les High Cascades. Éditeur de presse, il relate leur escalade par l'arête orientale, considérée comme un exploit en raison de la pente avoisinant 70°, le manque d'air ressenti et les vapeurs de soufre inhalées qui obligent quatre des membres de l'expédition à abandonner. Depuis le sommet, il effectue des mesures d'altitude du mont Hood, dont il s'attribue la première l'année suivante ; toutefois, celle-ci est rarement retenue. C'est son successeur au journal l’Oregonian et non moins rival Henry Pittock qui est généralement crédité de cette ascension le 11 juillet 1857 après avoir remis en cause les détails donnés par Dryer. À la même époque, le mont Hood fait l'objet d'un rapport édifiant de la part d'un certain Belden :

« Ils gravirent aussi haut qu'ils pouvaient aller, d'abord avec des raquettes puis avec des crochets et des pics à neige. Lorsqu'ils atteignirent 18 000 pieds d'altitude [environ 5 500 mètres], la respiration devint très difficile, en raison de la rareté de l'atmosphère. À la longue, le sang commença à suinter à travers les pores de la peau comme des gouttes de sueur, leurs yeux commencèrent à saigner, le sang affluait par leurs oreilles. »

Même si Belden estime l'altitude du mont Hood à 19 400 pieds (5 900 m), et qu'elle ne sera ramenée à 11 225 pieds (3 419 m) qu'en 1867, les annales venues de l'Himalaya n'ont jamais fait l'objet de tels phénomènes, ce qui en dit long sur l'imaginaire induit par ces volcans sur les premiers colons.

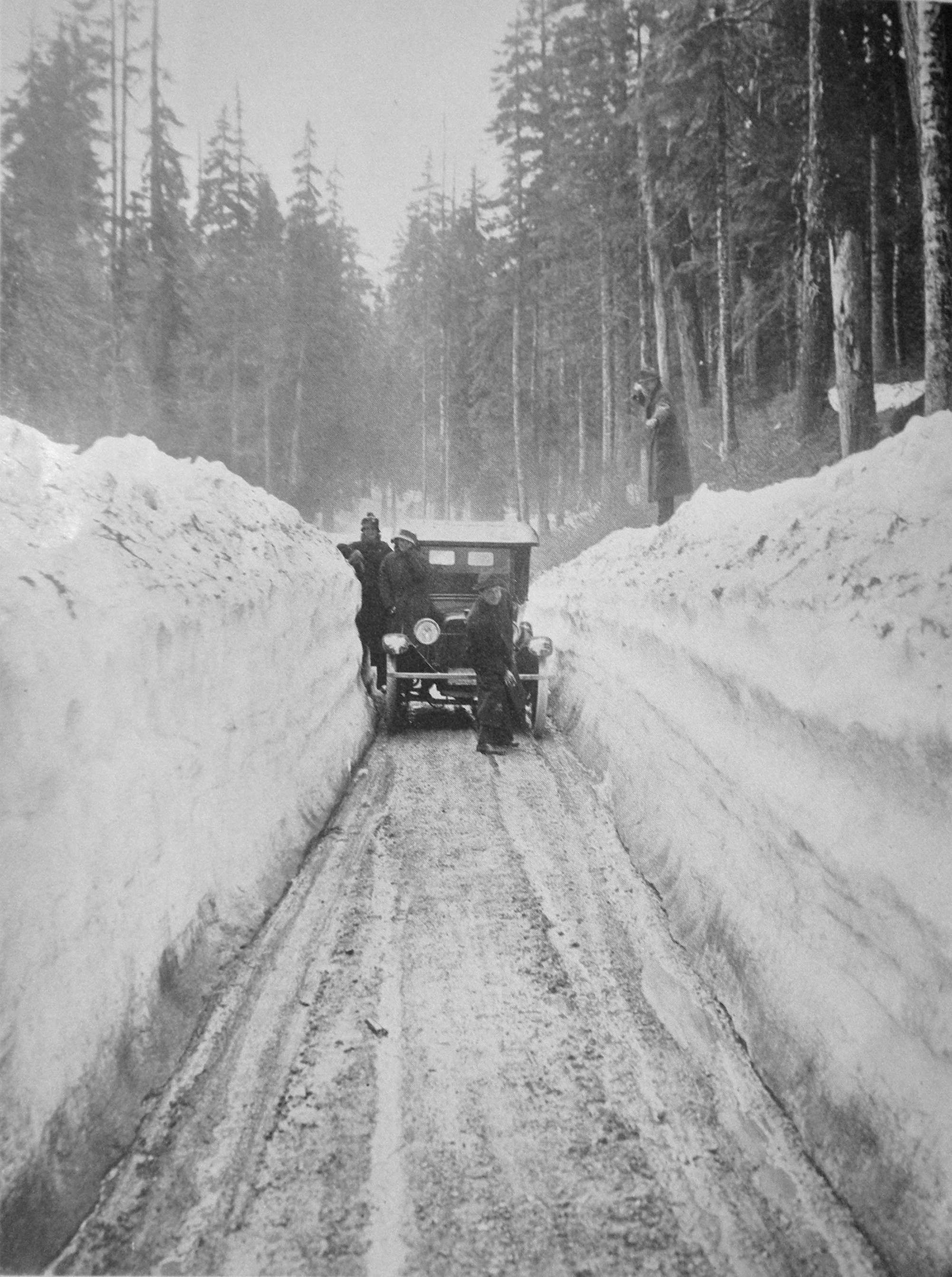
Photographie de juin 1916 prise sur la Sunset Highway dans le centre de l'État de Washington, après un hiver particulièrement rigoureux.

Les années 1850 sont riches en autres premières : le mont Shasta, par E. D. Pearce, et le mont Adams, par A. G. Aiken, Edward Allen, Andrew Burge et Shaw, sont gravis en 1854. Durant l'été 1857, le mont Rainier n'est pas loin d'être vaincu par le Lieutenant A. V. Kautz et son médecin de camp ; il le sera définitivement en 1870 par Hazard Stevens et P. B. Van Trump, lesquels reçoivent les conseils de l'Anglais Edmund Coleman, auteur de la première ascension du mont Baker le 17 août 1868 après trois ans de tentatives infructueuses, malgré une forte expérience acquise en Europe à la suite de l'ascension du Cervin par Edward Whymper. Avec l'arrivée des cordes et des piolets dans les Cascades, l'alpinisme s'ouvre progressivement. Le mont Thielsen est gravi en 1883 par E. E. Hayden, le mont Jefferson le 12 août 1888 par R. L. Farmer et E. C. Cross et le pic Glacier en 1898 par Thomas Gerdine. Le dernier grand problème reste le sommet Nord des Three Sisters, surnommé Faith (« la foi »), à cause de sa difficulté et de son inaccessibilité importantes ; il est finalement résolu en 1910.
Le début du XXe siècle voit surtout l'ouverture de nouvelles voies, généralement plus techniques, dans les grands volcans, à l'instar de celles du mur de Willis (Willis Wall) au mont Rainier et de la face orientale du mont Adams. Alors que la pratique de l'escalade se popularise dans la vallée de Yosemite, le Three Fingered Jack et le mont Washington, en Oregon, sont gravis en 1923.

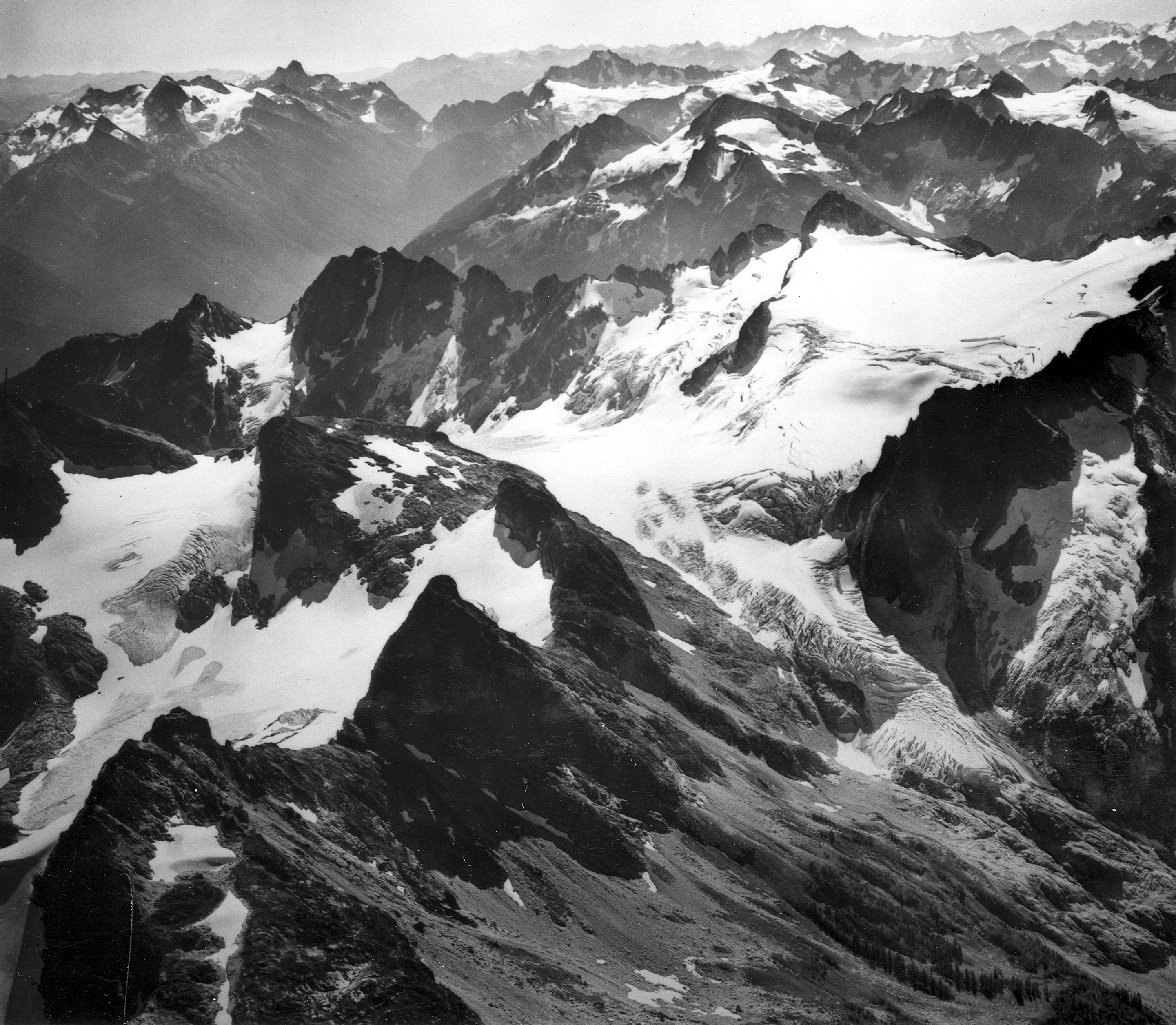
Vue aérienne de Goode Mountain en 1966, un des derniers sommets des Cascades à avoir été gravi.

Hormis le mont Stuart vaincu en 1873, Buckner Mountain en 1901, Jack Mountain en 1904 et le mont Shuksan en 1906, les North Cascades restent largement à conquérir dans les années 1930. Avec le développement des techniques en milieu glaciaire et en paroi, de nombreux alpinistes commencent à s'intéresser à ces sommets. Malgré ses échecs répétés à Goode Mountain, Hermann F. Ulrichs est considéré comme un pionnier de la région avec 21 premières à son actif. Les succès s'enchaînent : mont Fernow et Seven Fingered Jack en 1932, Goode Mountain et Agnes Mountain en 1936, et enfin le pic Bonanza, premier sommet non volcanique des Cascades par l'altitude, en 1937.
La pratique du ski apparaît dans la chaîne à partir de 1897 avec la mention de trois hommes à Cloud Cap Inn, sur le versant nord-est du mont Hood. Puis elle se démocratise avec l'arrivée de colons d'origine scandinave. La première publication à ce sujet date de 1914, au sein du cercle alpin de Seattle. De 1916 à 1930, une excursion annuelle a lieu à Paradise Valley. Plusieurs tentatives d'ascension à ski du mont Rainier ont lieu en 1927 et 1928 avant le succès de Sigurd Hall.

### Histoire éruptive et sismique récente

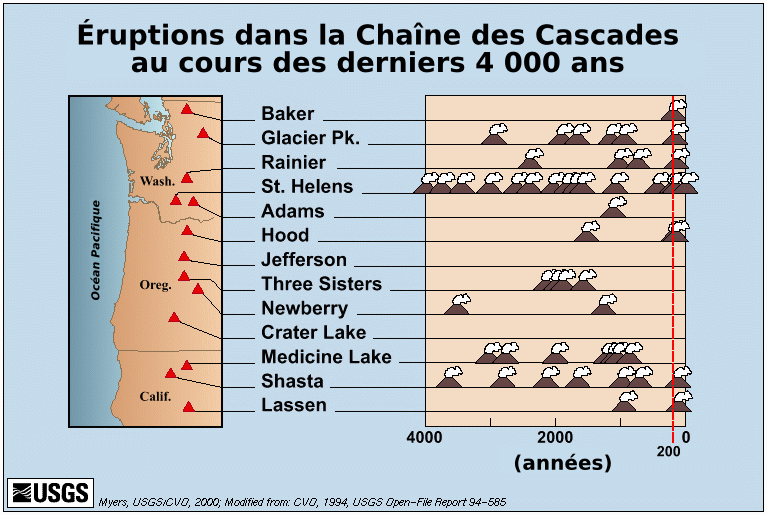
Schéma des éruptions des derniers 4000 ans dans la chaîne des Cascades.

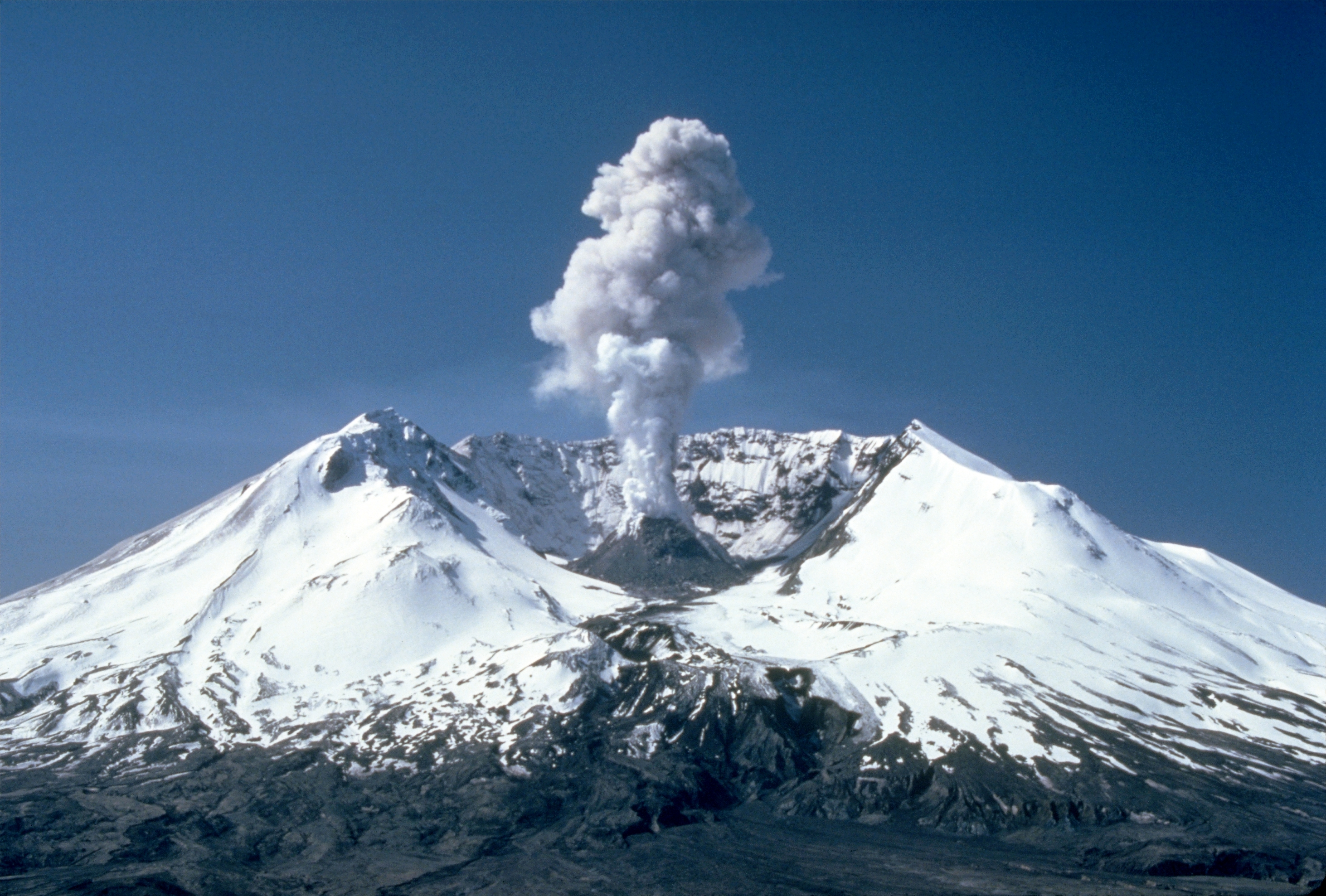
Vue depuis le nord sur un panache volcanique s'élevant un kilomètre au-dessus le mont Saint Helens en 1982.

Dans les 4 000 dernières années, onze volcans sont entrés en éruption dans la chaîne, dont sept depuis le début du XIXe siècle. Hormis l'éruption de 1914-1917 du pic Lassen, relativement isolé au Nord de la Californie, les volcans de la chaîne des Cascades sont restés endormis pendant plus d'un siècle, jusqu'au 18 mai 1980 et l'explosion du mont Saint Helens. Les volcanologues ont craint y voir un signe du réveil de l'arc des Cascades, à l'instar de la période comprise entre 1800 et 1857 durant laquelle huit éruptions se sont déroulées. Toutefois, aucun nouvel événement majeur ne s'est produit depuis 1980. La vigilance reste de mise, comme au mont Rainier et son Volcano Lahar Warning System (« système d'alerte volcanique des lahars »), considéré comme le volcan potentiellement le plus dangereux de la chaîne.
Les derniers grands séismes qui ont touché la chaîne sont le tremblement de terre de Cascadia (magnitude approchant 9), le séisme de 1872 du lac Chelan (magnitude de 6,8), le séisme de 1993 de Klamath Falls (magnitude 6,0) et le séisme de 2001 de Nisqually (magnitude de 6,8). Le Pacific Northwest Seismic Network est chargé de la surveillance de l'activité sismique dans le Nord-Ouest Pacifique.

## Activités

### Secteur primaire
Les sols des Cascades sont généralement propices à l'agriculture, en particulier sur les versants abrités du vent. Les facteurs principaux sont la richesse des roches volcaniques en minéraux, en particulier en potassium, et leur friabilité. Les débris volcaniques, notamment lorsqu'ils produisent des lahars, nivellent les terrains. Les reliefs engendrés par les volcans stockent l'eau sous forme de neige et de glace qui, lorsqu'elles fondent, alimentent les vallées en eau. Celle-ci est parfois retenue dans des réservoirs afin d'irriguer les champs.
À l'ouest, l'agriculture est tournée vers les productions céréalières et laitières, tandis qu'à l'est elle est plus extensive, avec l'élevage ovin et bovin dans de grands ranchs, ainsi que la culture fruitière : pommes, abricots, pêches et cerises poussent dans des vergers qui s'étalent parfois à perte de vue, jusqu'à la limite des forêts de pins.
L'exploitation sylvicole des forêts des Cascades est intense. Elle concerne à 99 % les espèces de conifères. La production de Pin d'Oregon atteint environ 5 m3 de bois par hectare et par an dans la chaîne et peut monter à 9 m3 dans les zones les plus propices à sa croissance sur le versant occidental. Il représente plus de la moitié des espèces coupées. Il est principalement débité en planches pour servir de bois de construction ou transformé en contreplaqué et alimente 20 % du marché américain. Le Pin ponderosa arrive en seconde position. Davantage présent à l'est, il sert dans la fabrication de cagettes pour les fruits produits sur ce versant, ainsi que pour la menuiserie grâce à ses propriétés qui le rendent facile à travailler. Le Pin de Jeffrey est très similaire si ce n'est une coloration du bois plus rouge. Le Pin à sucre, bien qu'il se trouve surtout dans la Sierra Nevada et supporte mal le froid, ainsi que le Pin argenté sont également exploités. La Pruche de l'Ouest fait de l'excellente pâte à papier pour un coût peu élevé et des parquets plus résistants. Le tronc long et droit du Sapin noble en a fait une espèce appréciée ; son bois de qualité a été utilisé dans l'aviation au cours de la Seconde Guerre mondiale. Avec le Sapin rouge, il est largement employé en tant qu'arbre de Noël. Le Sapin du Colorado et le Sapin de Vancouver font de la bonne pâte à papier et, une fois secs, peuvent servir dans la construction. La grande majorité des forêts des Cascades appartient au gouvernement fédéral et est gérée par le Service des forêts des États-Unis et le Bureau de gestion du territoire, assurant ainsi un renouvellement adéquat des espèces.
Contrairement au bois, l'exploitation des ressources minières demande de lourdes exploitations. Malgré l'épisode de la mine de Holden dans la première moitié du XXe siècle, les États de Washington et de l'Oregon restent respectivement, en 1947, aux 31e et 40e rangs des 50 États américains en termes de production de minerai. Le relief et l'épaisse végétation empêchent l'exploitation des sols pourtant riches en métaux, en argile et en calcaire propice à la fabrication de ciment, ainsi qu'en houille, en sable et en gravier. La production de houille atteint son pic en 1918 avec plus de 4 millions de tonnes. Depuis, la production minière a été déportée dans les montagnes Bleues, plus faciles d'accès.

### Énergie

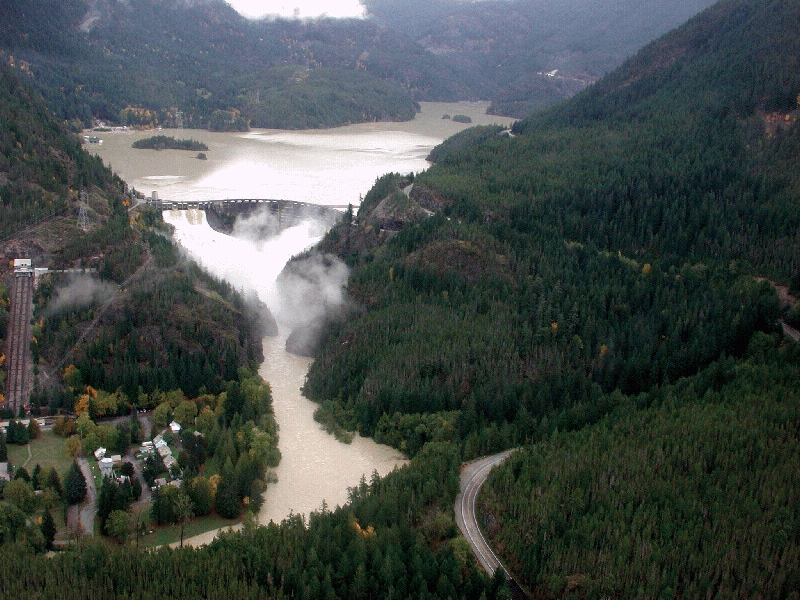
Vue sur le barrage Diablo, sur le cours du fleuve Skagit en période de crue.

La plupart des cours d'eau au débit puissant s'écoulant vers l'ouest ont été aménagés et parsemés de barrages hydroélectriques. Ainsi, le barrage de Ross, sur le fleuve Skagit, a créé un lac artificiel qui s'étend sur deux kilomètres au-delà de la frontière avec la Colombie-Britannique, au sud-est de Hope. De même, sur le versant sud-est du mont Baker, à Concrete, la rivière Baker est interrompue par deux barrages qui forment les lacs Shannon et Baker.

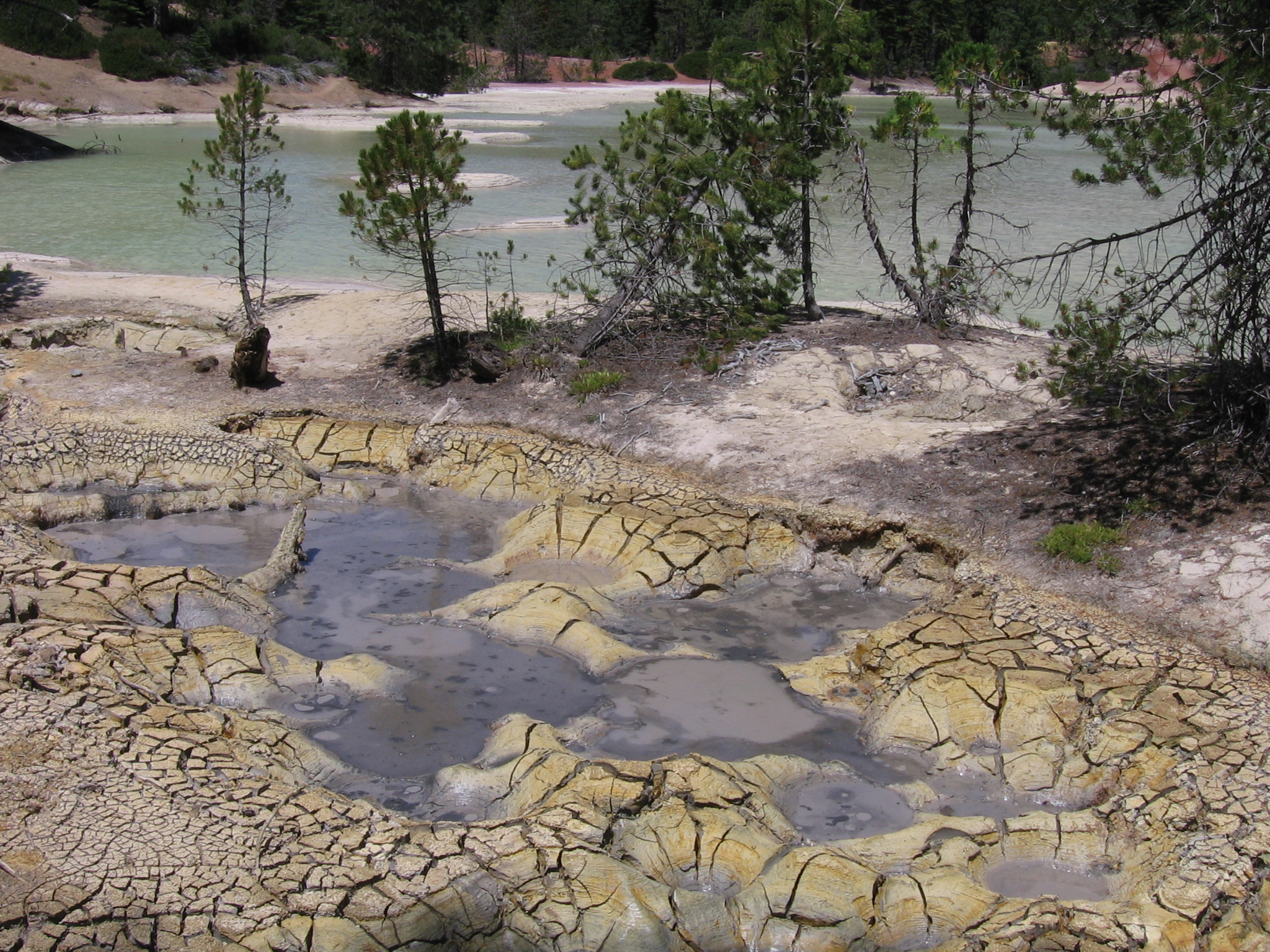
Vue sur des sources chaudes près du pic Lassen.

Il existe par ailleurs un fort potentiel géothermique dans la chaîne des Cascades. Le programme de recherche géothermique (Geothermal Research Program) de l’United States Geological Survey a mené des recherches dans ce domaine. Un projet pilote à Klamath Falls permet déjà de chauffer les bâtiments publics de la ville grâce à la chaleur produite par les volcans. Les plus hautes températures enregistrées dans la chaîne sont de 290 °C à 1 200 mètres de profondeur sous le Medicine Lake en 1992 et de 265 °C à 932 mètres sous la surface de la caldeira du cratère Newberry en 1981.

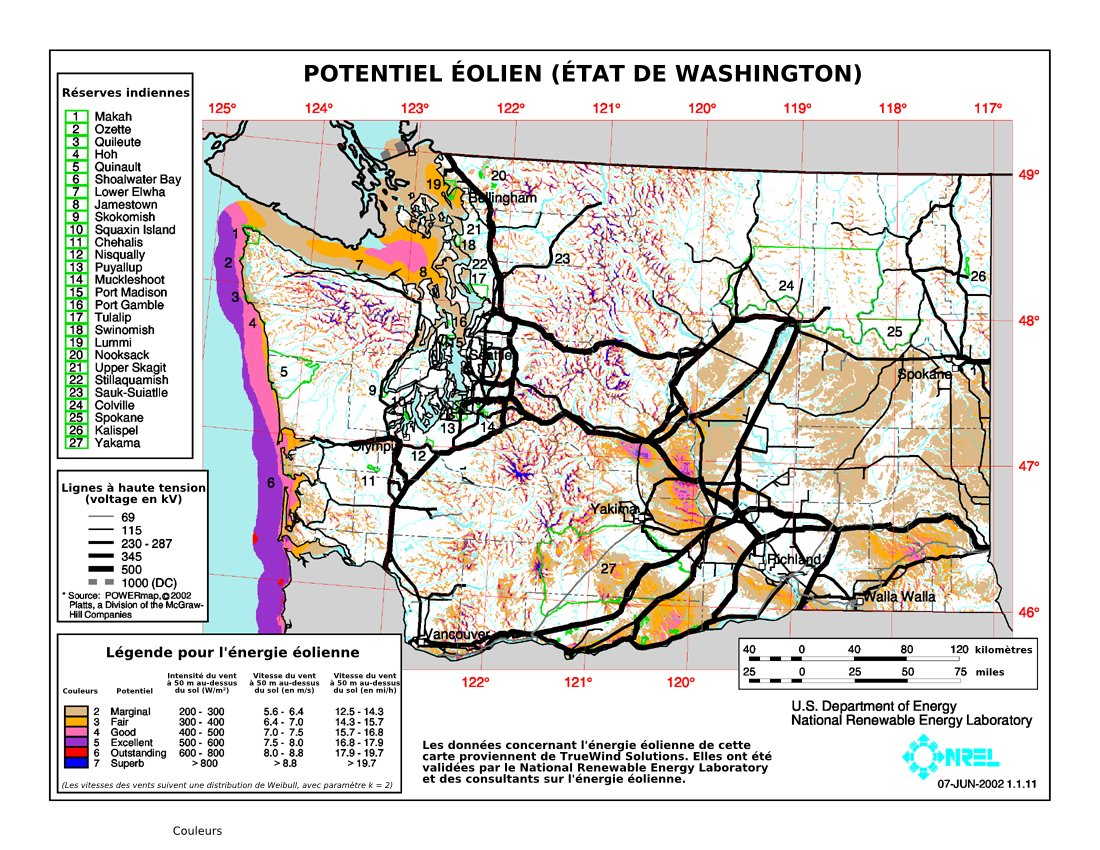
Carte de l'État de Washington montrant les lignes à haute tension en partie d'origine éolienne (lignes noires), ainsi que le potentiel éolien (zones colorées).

L'énergie éolienne est, quant à elle, peu exploitée : le potentiel éolien est certes excellent autour des sommets, à l'instar du mont Rainier où il est estimé à plus de 800 W/m2, mais il est isolé. En revanche, les gorges de la chaîne servent de couloirs aux lignes à haute tension. En effet, les besoins énergétiques se situent à l'ouest de la chaîne (Seattle, Vancouver) et la production électrique, hydroélectrique comme éolienne, se situe à l'est, dans le bassin du Columbia. Les lignes à haute tension du col de Snoqualmie conduisent 500 kV et les lignes de la gorge du Columbia un peu plus du double.
Le potentiel solaire est faible dans l'État de Washington, à part peut-être pour les versants exposés. Le soleil est plus présent dans le Sud de la chaîne (Californie, Oregon).

### Protection environnementale
Quatre parcs nationaux ont été créés dans la chaîne des Cascades, tous situés aux États-Unis, ainsi que quatre monuments nationaux américains, treize parcs provinciaux, aires de loisir et aires protégées britanno-colombiens et onze forêts nationales américaines divisées en près d'une quarantaine de zones de nature sauvage (wilderness areas) différentes. Leur but est d'assurer la protection des glaciers, des volcans, des champs géothermiques, des rivières, des lacs, des forêts et de la diversité écologique dans son ensemble. Leur création a été possible grâce à la très faible urbanisation de la chaîne.

Carte des zones protégées de la chaîne des Cascades et ses environs.
Parcs nationaux
Monuments nationaux
Forêts nationales (aux États-Unis) / parcs provinciaux (au Canada)
Zones récréatives
Réserves indiennes

Parcs nationaux
- Parc national volcanique de Lassen : créé en 1916, au cours de l'éruption du volcan qui lui vaut son nom, il couvre une superficie de 429 km2 et abrite le plus grand champ géothermique des États-Unis après celui du parc national de Yellowstone ;
- Parc national de Crater Lake : créé en 1902, il couvre une superficie de 741,5 km2 centrée sur le mont Mazama, un ancien volcan dont l'éruption a provoqué la formation du Crater Lake il y a environ 7 700 ans ;
- parc national du mont Rainier : créé en 1899, il s'étend sur 953,5 km2 et abrite le plus haut volcan de la chaîne des Cascades, le mont Rainier, recouvert par le plus vaste système glaciaire des États-Unis au sud de l'Alaska. Il inclut la Mount Rainier Wilderness ;
- Parc national des North Cascades : créé en 1968, il couvre une superficie de 2 042,78 km2 et protège les richesses géologiques et biologiques de la région. Il inclut la Stephen Mather Wilderness.

Monuments nationaux
- Mount St. Helens National Volcanic Monument : créé en 1982, quelques mois après l'éruption du mont Saint Helens, ses 445 km2 permettent aux scientifiques d'étudier l'évolution naturelle des zones dévastées, avant d'être peu à peu ouverts aux touristes ;
- Newberry National Volcanic Monument : créé en 1990, il est centré sur la caldeira du cratère Newberry, ses coulées de lave et 225 km2 alentour ;
- Cascade–Siskiyou National Monument : créé en 2000, il couvre 345 km2 à cheval sur la chaîne des Cascades et les monts Siskiyou et abrite d'anciennes habitations troglodytes amérindiennes ;
- Lava Beds National Monument : créé en 1925 sur le flanc nord-est du Medicine Lake, il accueille la plus grande concentration de tunnels de lave des États-Unis sur une zone de 188 km2.

Parcs provinciaux, aires de loisir et aire protégée
| - Parc provincial de Skagit Valley - Parc provincial E. C. Manning - Parc provincial de Coquihalla Canyon - Parc provincial de Chilliwack Lake | - Parc provincial de Silver Lake - Parc provincial de Nicolum River - Parc provincial de Skihist - Parc provincial des Bridal Veil Falls | - Parc provincial de Cultus Lake - Parc provincial et aire protégée de Cathedral - Aire de loisir Cascade - Aire de loisir de Coquihalla Summit - Aire protégée de Snowy |

Forêts nationales dont zones de nature sauvage
| - Forêt nationale de Wenatchee - Alpine Lakes Wilderness - Glacier Peak Wilderness - Henry M. Jackson Wilderness - Lake Chelan Sawtooth Wilderness - Norse Peak Wilderness - William O. Douglas Wilderness - Goat Rocks Wilderness - Forêt nationale du Mont Baker-Snoqualmie - Alpine Lakes Wilderness - Boulder River Wilderness - Clearwater Wilderness - Glacier Peak Wilderness - Henry M. Jackson Wilderness - Mount Baker Wilderness - Noisy-Diobsud Wilderness - Norse Peak Wilderness - Wild Sky Wilderness | - Forêt nationale Gifford Pinchot - Goat Rocks Wilderness - Tatoosh Wilderness - Mount Adams Wilderness - Indian Heaven Wilderness - Trapper Creek Wilderness - William O. Douglas Wilderness - Glacier View Wilderness - Forêt nationale du Mont Hood - Badger Creek Wilderness - Bull of the Woods Wilderness - Mark O. Hatfield Wilderness - Mount Hood Wilderness - Salmon–Huckleberry Wilderness - Forêt nationale de Willamette - Opal Creek Wilderness - Middle Santiam Wilderness - Menagerie Wilderness - Waldo Lake Wilderness | - Forêt nationale de Deschutes - Diamond Peak Wilderness - Mount Jefferson Wilderness - Mount Thielsen Wilderness - Mount Washington Wilderness - Three Sisters Wilderness - Forêt nationale d'Umpqua - Boulder Creek Wilderness - Forêt nationale de Rogue River - Sky Lakes Wilderness - Rogue–Umpqua Divide Wilderness - Forêt nationale de Winema - Mountain Lakes Wilderness - Forêt nationale de Shasta-Trinity - Mount Shasta Wilderness - Forêt nationale de Lassen - Caribou Wilderness - Ishi Wilderness - Thousand Lakes Wilderness |

### Randonnée et alpinisme

Carte des National Scenic Trails et des National Historic Trails traversant la chaîne des Cascades.

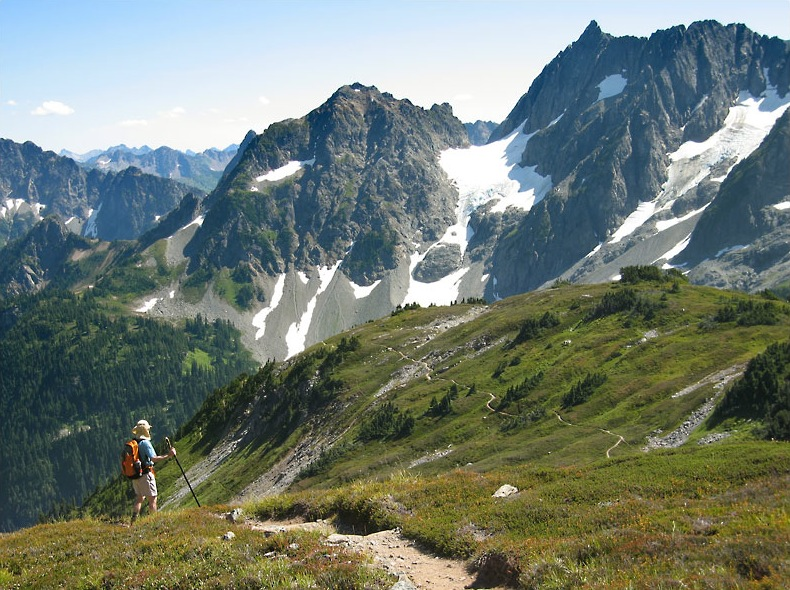
Vue sur la Ptarmigan Traverse depuis l'arête dominant, par le nord, le col Cascade.

La chaîne est traversée par deux National Scenic Trails et trois National Historic Trails. Le Pacific Crest Trail s'étend d'une extrémité à l'autre des Cascades en suivant approximativement la ligne de partage des eaux. Il est issu de la fusion, dans les années 1960, du Cascade Crest Trail dans l'État de Washington, de l’Oregon Skyline Trail qui menait du mont Hood au Crater Lake, et du Lava Crest Trail dans le Nord de la Californie. Le Pacific Northwest Trail relie les montagnes Rocheuses aux montagnes Olympiques en longeant la frontière entre le Canada et les États-Unis et en franchissant les crêtes près du mont Baker. Les trois sentiers historiques sont la piste de l'Oregon, la piste de Lewis et Clark et la piste de la Californie. En dehors des sentiers de grande randonnée (long-distance trails), le Wonderland Trail qui fait le tour du mont Rainier est particulièrement remarquable de par ses 152 kilomètres de longueur. De même, le Timberline Trail fait le tour du mont Hood sur un parcours de 65 kilomètres. La Ptarmigan Traverse s'étale sur une distance de 56 kilomètres. D'innombrables autres itinéraires sillonnent la chaîne en reliant entre eux ses sommets ou en parcourant ses vallées,,. Certains itinéraires peuvent s'effectuer en ski de randonnée, de préférence en mars et en avril, ou en vélo tout terrain.
La pratique de l'alpinisme dans les High Cascades est freinée par l'inaccessibilité de la plupart des grands sommets et par l'instabilité de la roche volcanique qui demande des efforts plus importants là où elle n'est pas recouverte de glace. Toutefois, il existe un grand nombre de voies sur les sommets de la chaîne, dont certaines requièrent la maîtrise de techniques d'escalade.

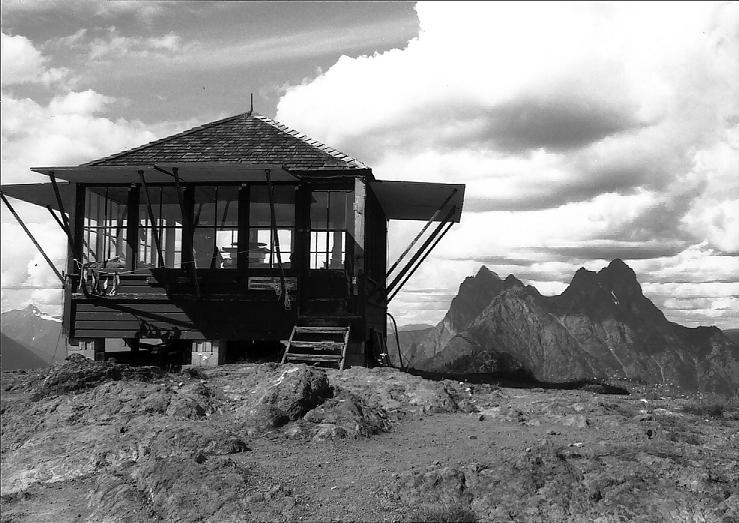
Vue sur le Desolation Peak Lookout avec Hozomeen Mountain à l'arrière-plan.

De nombreuses associations alpines permettent de découvrir la chaîne des Cascades à pied. Parmi elles figurent le Club Alpin du Canada (Canmore), la Boeing Employees Alpine Society (Seattle), le British Columbia Mountaineering Club (Vancouver), The Cascadians (Yakima), l’Intermountain Alpine Club (Richland), l’Issaquah Alps Trails Club (Issaquah), The Mazamas (Portland), le Mount Baker Hiking Club (Bellingham), le Mount St. Helens Club (Longview), The Mountaineers (Seattle, antennes à Bellingham, Everett, Olympia, Tacoma, Wenatchee), The Ptarmigans (Vancouver), le Seattle Mountain Rescue (Seattle), le Sierra Club des Cascades (Seattle), le Skagit Valley Alpine Club (Mount Vernon), les Spokane Mountaineers (Spokane), la Tacoma Mountain Rescue Unit (Tacoma), le Washington Alpine Club (Seattle). Ils éditent pour la plupart leur propre revue et maintiennent, pour certains, des refuges.

### Sports d'hiver

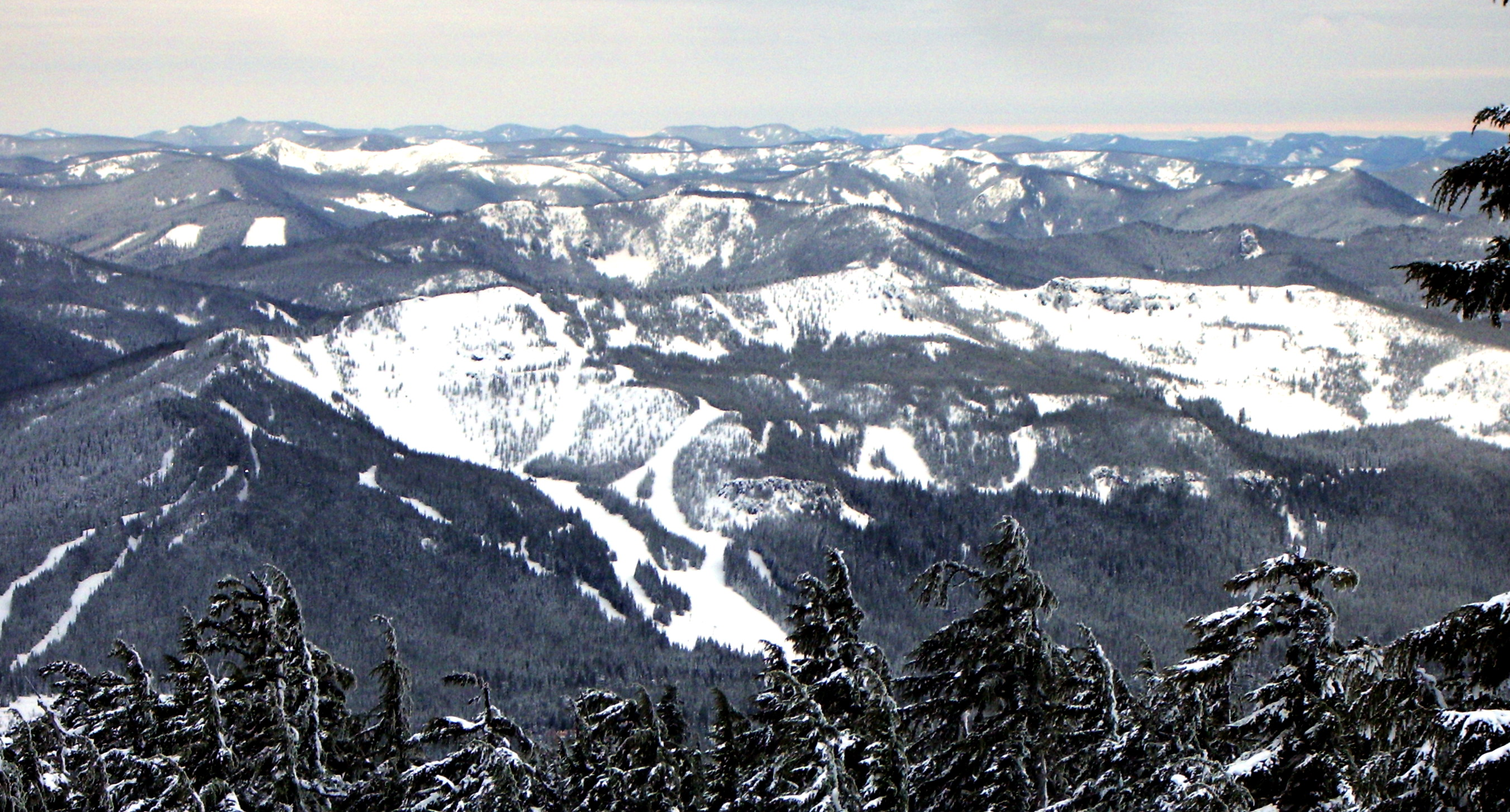
Vue sur la station de Ski Bowl depuis Timberline.

Les pentes volcaniques supérieures, dépourvues de forêt, principalement sur les versants orientaux, offrent un terrain idéal pour l'ouverture de pistes de ski. Depuis le début du XXe siècle, les stations de Timberline, Mount Hood Meadows, Ski Bowl, Cooper Spur, Snow Bunny et Summit au mont Rainier forment un des plus grands complexes de sports d'hiver des États-Unis, avec 18,6 km2. Les importantes précipitations neigeuses ont fait du ski d'été une spécialité de la station de Timberline. Parmi les autres stations importantes de la chaîne figurent, du nord au sud : Manning Park, Stevens Pass, The Summit at Snoqualmie, Mission Ridge, Crystal Mountain, White Pass, Hoodoo Ski Bowl, Mount Bachelor, Willamette Pass, Mount Ashland ou encore Mount Shasta Board & Ski Park.

## Culture populaire
La ligne de partage des eaux formée par les crêtes de la chaîne des Cascades constitue, en même temps que la séparation géographique entre les groupes linguistiques du salish de l'intérieur et du salish de la côte, respectivement la frontière entre le domaine du Coyote et celui des Transformateurs et des Esprits de la côte.
De nombreux mythes et légendes d'origine amérindienne entourent les Cascades et ses volcans. Selon certains contes, les monts Baker, Jefferson et Shasta servirent de refuges au cours d'une grande inondation.

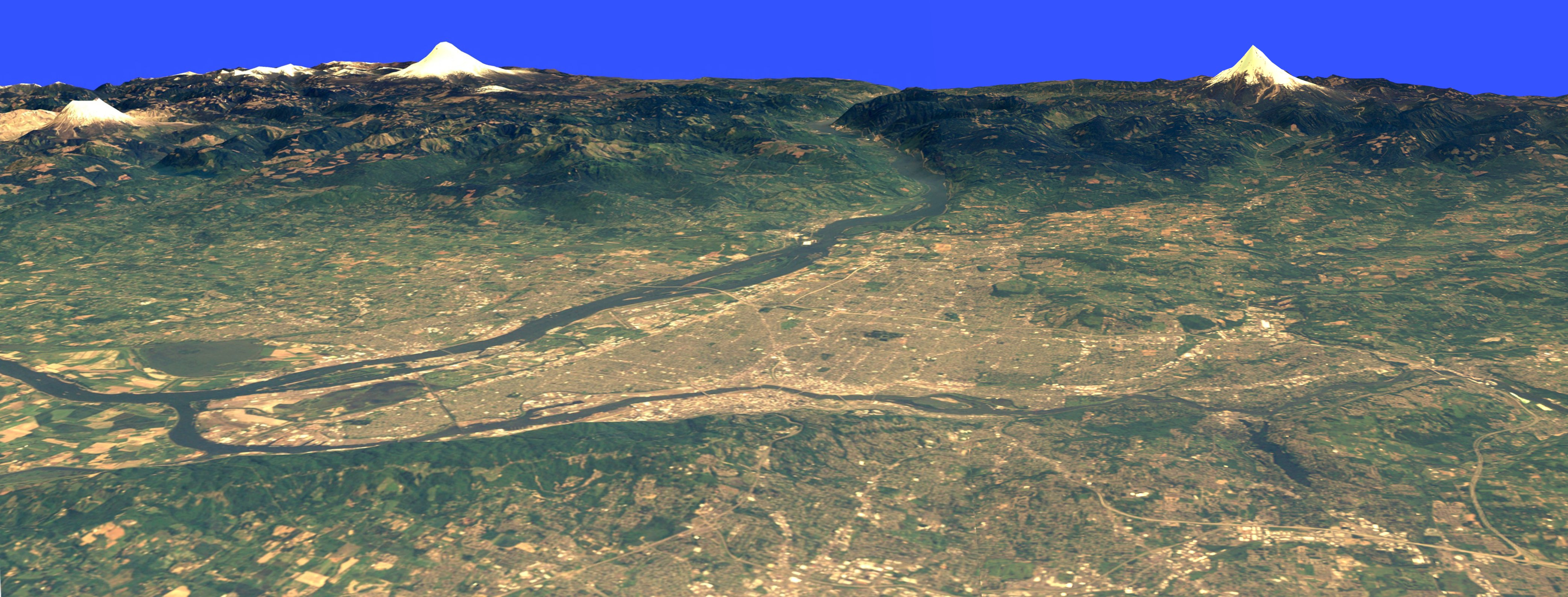
Image de synthèse de Portland (premier plan) avec le mont Adams (à gauche) et le mont Hood (à droite) qui se font face, séparés par la gorge du Columbia ; le mont Saint Helens est à l'extrême gauche.

Parmi les légendes fondées autour du Pont des Dieux, un glissement de terrain dont la datation est incertaine, la plus célèbre est celle des Klickitat. Elle raconte que Tyhee Saghalie, le chef de tous les dieux, et ses deux fils Pahto (aussi nommé Klickitat) et Wy'east voyagèrent jusqu'à la région du fleuve Columbia en provenance du nord à la recherche d'un lieu pour vivre. Émerveillés par la beauté du paysage, les enfants se querellèrent pour ce lieu. Pour résoudre la dispute, le père tira deux flèches avec son arc puissant : une vers le nord et une autre vers le sud. Pahto suivit la première alors que Wy'east suivit la seconde. Tyhee Saghalie construisit alors le Tanmahawis (« Pont des Dieux ») pour que sa famille puisse se revoir plus facilement. Lorsque les deux fils tombèrent amoureux de la même femme portant le nom de Loowit, celle-ci ne put choisir entre les deux. Les fils se battirent pour obtenir son cœur en détruisant à coup de feu et de pierres les forêts et les villages où se déroula le combat. Toute la zone fut ainsi détruite et la terre trembla si fort que le pont tomba dans le fleuve Columbia. Pour les punir, Tyhee Saghalie les transforma en grandes montagnes. Wy'east devint le volcan mont Hood, avec sa tête relevée en signe d'orgueil, et Pahto le volcan mont Adams, avec sa tête penchée vers son amour perdu. Loowit fut transformée en mont Saint Helens, alors d'apparence gracieuse, connu chez les Klickitats sous le nom de Louwala-Clough qui signifie « montagne fumante », alors qu'il est connu chez les Sahaptins en tant que mont Loowit.
Un mythe de la tribu lummi raconte que l'incarnation féminine du mont Baker fut autrefois mariée à l'incarnation masculine du mont Rainier et vécut dans son voisinage proche. Puis, à cause d'une dispute, elle se leva et partit vers le nord, à sa position actuelle,. En langage lushootseed, le mont Rainier est appelé Tahoma. Il abriterait de vastes grottes cachées à l'intérieur desquelles vivraient des géants endormis et où auraient lieu des apparitions fantastiques et autres miracles.
Le mont Shasta est connu pour ses nombreuses créatures fantastiques supposées, culte développé par le mouvement New Age : Lémuriens, extraterrestres, elfes, Sasquatch, etc.